# Liste von Markennamen und Produkten in der DDR
In dieser Liste werden Produkte und Marken (z. B. der Konsumgüterindustrie) aufgeführt, die auf dem Gebiet der SBZ / DDR hergestellt und vertrieben wurden. Vorkriegsmarken, die beibehalten wurden, und Lizenzprodukte der Gestattungsproduktion sind als solche gekennzeichnet.

## 0–9
- 1H65: Kleindieselmotor mit Verdampferkühlung, hergestellt im Motorenwerk Cunewalde
- 2 × 1: Handwaschpaste aus dem VEB Haushaltchemie Meiningen (heute: Perladin Haushaltchemie GmbH)
- 3 × W: Wischwachs für Fußböden aus dem VEB Wittol Lutherstadt Wittenberg
- 7 VR 200/510 G: ein Kreiselverdichter in Kopfbauart aus dem VEB Pumpen- und Gebläsewerk Leipzig im Jahre 1968; die Anschlussleistung betrug maximal 1900 kW, die Drehzahl 9240/min, der maximale Nenndruck 100 bar
- 8014/xx: Nähmaschinen aus dem VEB Nähmaschinenwerk „VERITAS“ Wittenberge; zur Klasse 8014 (Haushaltsnähmaschine) gehörten unterschiedliche Typen: 8014/29 8014/30 8014/39 8014/40 8014/43 – mit unterschiedlichen Programmen und Ausrüstungen.

## A

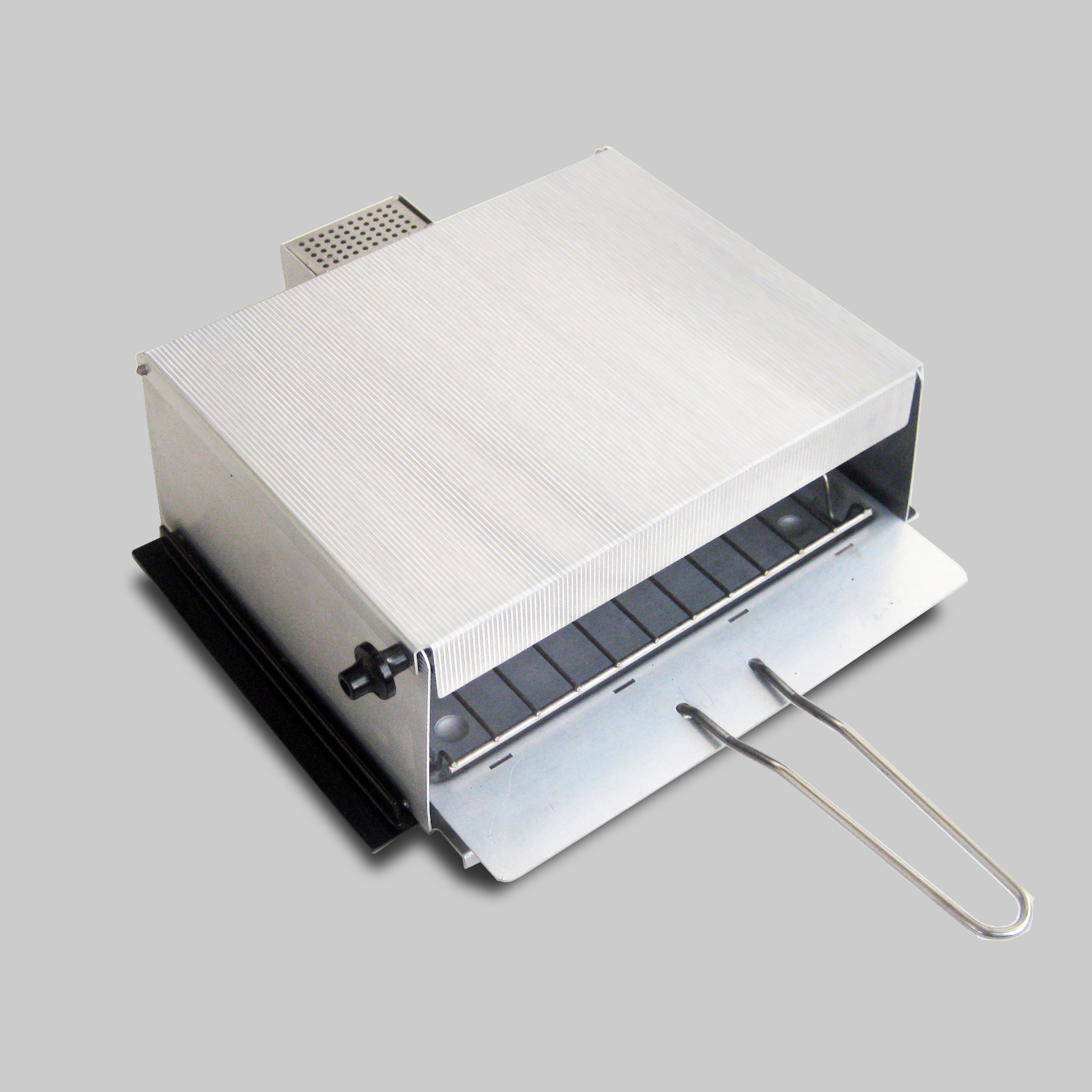
Acosta-Elektrogrill „TG 12“

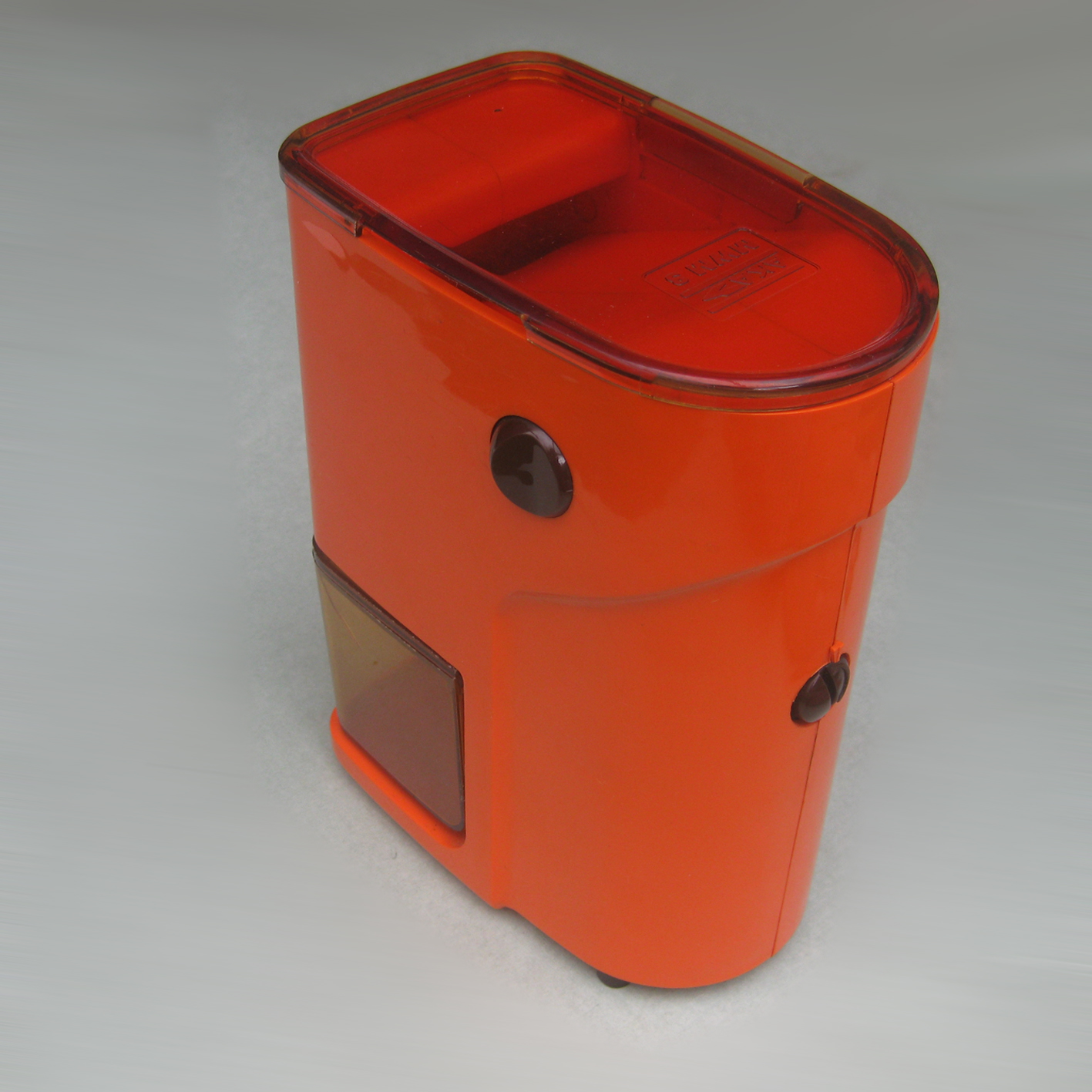
AKA-electric Kaffeemühle

- ADK 70, Autodrehkran auf dem Fahrgestell des LKW IFA W50
- ADK 100, Autodrehkran auf dem Fahrgestell des LKW IFA L60
- ADK 125, Autodrehkran, produziert in Kooperation der RGW-Länder DDR, Ungarn, CSSR; der ADK 125 wurde in der BRD als Hercules 38 von Demag vertrieben
- acosta: Elektro- und Grillgeräte, teilweise über AKA electric vermarktet
- Agol: ein acetonhaltiger Klebstoff, ähnlich dem Duosan Rapid, wurde in Tuben abgefüllt gehandelt
- AK 75: das erste DDR-Autokassettenabspielgerät, im Jahre 1975 vom VEB Fernmeldewerk Arnstadt entwickelt
- Aktivist: Traktor RS 03 mit Dieselmotor, hergestellt vom VEB Traktorenwerk Brandenburg
- alwo: Markenzeichen des VEB Altenburger Wollspinnerei
- ACTION: Kosmetikserie für die Jugend der 1980er Jahre u. a. aus dem VEB Florena Waldheim[1]
- Addinol („additive in oil“): Kfz-Öle und -schmierstoffe, Industrieschmierstoffe
- AKA electric: elektrische Haushalts-Kleingeräte (Werbeslogan: „In jedem Haus zu Hause“), VVB Elektrische Konsumgüter
- ALA: eine Alkydharz-Lackfarbe für den Anstrichaufbau bei Kleinmöbeln
- ALBA PC 1505: der Bildungscomputer A 5105
- Albazell: Damenbinden
- Alberna: ein Sonnenschutzmittel aus dem VEB Berlin-Kosmetik
- Alex: eines der ersten Schwarzweiß-Fernsehgeräte aus dem VEB Sternradio Berlin[2]
- Allesrein: Allzweckreiniger in Pulverform aus dem VEB Haushaltreiniger Wittenberge[3]
- Altenburger: Senf, Ketchup und Spirituosen aus Altenburg
- Altenburger Spielkarten: Spielkarten aus dem VEB Altenburger Spielkartenfabrik, Altenburg Thüringen (Vorkriegsmarke)
- Amalienbrunnen mit Fruchtgeschmack: Mineralwasser mit Fruchtgeschmack aus Sömmerda
- Amiga:[4] Schallplattenlabel (Schlager, Volksmusik, Pop, Rock) aus dem VEB Deutsche Schallplatten Berlin
- aminat: Haarpflegeproduktserie von Florena[5]
- Amor: Baumkerzen aus dem VEB Haushaltschemie Lutherstadt Wittenberg zu Beginn der 1950er Jahre
- anett: Radio-Kassettenrecorder Eigenentwicklung der VEB Antennenwerke Bad Blankenburg, Kombinatsbetrieb des VEB Stern-Radio Berlin-Weißensee
- Ankerplast: Pflaster und Pflasterspray aus Rudolstadt.
- Antidrön: Dämmpaste gegen Körperschall, u. a. in Fahrzeugen
- Anona: Instant-Pudding sowie verschiedene Nährmittel aus Colditz
- antaphron R: ein Silikon-Entschäumungsmittel aus dem VEB Chemiewerk Nünchritz[6]
- Äquator: Container-Schiffstyp aus der Warnowwerft Warnemünde und der Neptunwerft Rostock
- ARCTIC: Pflege-Serie (Deo, Rasierschaum, Seife usw.) u. a. aus dem VEB Berlin-Kosmetik[7]
- Argenta: Orangen- und Zitronenschnitten aus dem VEB Argenta Wernigerode
- Arkalaine: ein Verbandsname für Stoffe der DDR, die mindestens einen Wollanteil von 70 Prozent besitzen mussten
- Arkona: FDGB-Urlaubsschiff, Nachfolge-Schiff der Völkerfreundschaft ab 1985
- ARTAS: Taschenlampen aus dem Arnstädter Taschenlampenwerk
- Asco-Cola: koffeinhaltige Limonade
- Ascoffin: ein Koffeingranulat aus dem VEB Ankerwerk Rudolstadt
- Ascota: Markenname für Rechenmaschinen und Buchungsmaschinen vom VEB Buchungsmaschinenwerk Karl-Marx-Stadt (vormals ASTRA-Werke Chemnitz AG). Geräte wurden in Klassen eingeteilt, z. B. ASCOTA Klasse 170
- Aslid: ein Markenname für Heizkissen aus der Konsumgüterproduktion des VEB Kabelwerk Adlershof (1960)
- Astoria: Limonade
- ASTRA Duplex-Automat: Buchungsmaschine für Banken, Industrie und Handel
- ASUG (Anlagen für Schwermaschinen und Getriebebau): Bezeichnung für Getriebe aus dem Kombinat Getriebe und Kupplungen Magdeburg
- Ata: Vorkriegsmarke, Scheuermittel, in der DDR vom Waschmittelwerk Genthin hergestellt
- Atelier: ein Fernsehgerät als Standgerät aus dem VEB Rafena Werke Radeberg, ab 1957
- Atoll: Deodorant-Spray (ausschließlich im Exquisit erhältlich)
- Atomal (A49): Entwickler-Pulver für Fotopapiere
- Atri, Limonade
- Aurora: Schallplattenlabel für Werke von Ernst Busch aus dem VEB Deutsche Schallplatten Berlin
- AVA: eine Alkydharz-Vorstreichfarbe für den Anstrichaufbau für Kleinmöbel
- AUBI: alkoholfreies Bier (Autofahrer-Bier)
- Avistat: Weichspüler (antistatisch) aus dem VEB Fettchemie Karl-Marx-Stadt[8]
- AWO 425: Motorrad, entwickelt aus der BMW R 23 im ehemaligen BMW-Werk in Eisenach, hergestellt im Simson-Werk in Suhl
- Axa: Senf, Konserven
- Azoangin: rote Lutschtabletten gegen Halserkrankungen
- AZU: Zahnpasta
- A300: saures Fixiersalz
- A 5120: 8-Bit Personal Computer aus dem VEB Robotron Buchungsmaschinenwerk Karl-Marx-Stadt
- A 7100: Personal Computer aus dem VEB Robotron-Elektronik Dresden, Vorgänger des A 7150
- A 7150: Personal Computer aus dem VEB Robotron-Elektronik Dresden, ESER-Bezeichnung CM1910 (kyrillisch, daher sprich SM1910)

## B

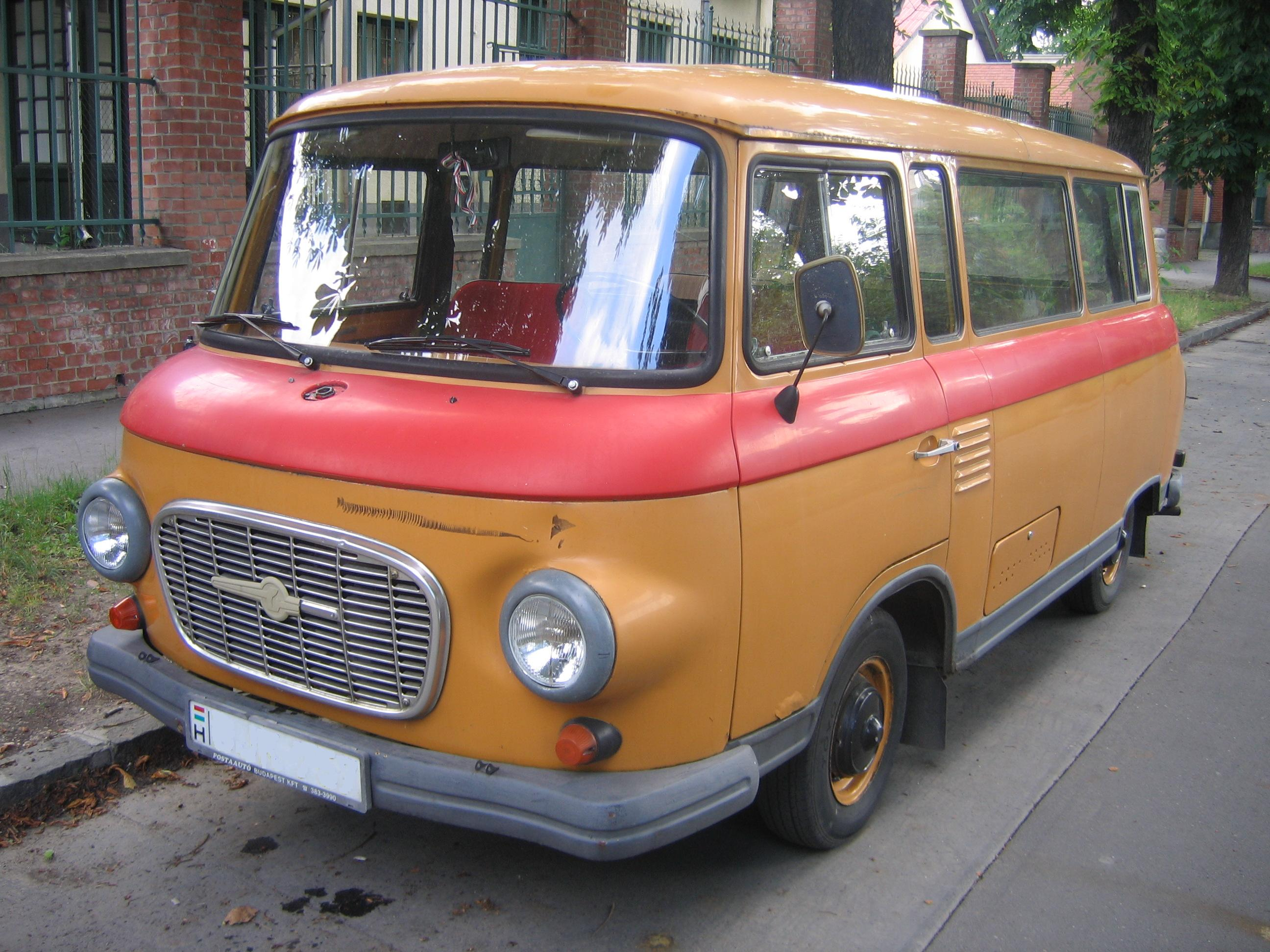
Barkas B 1000

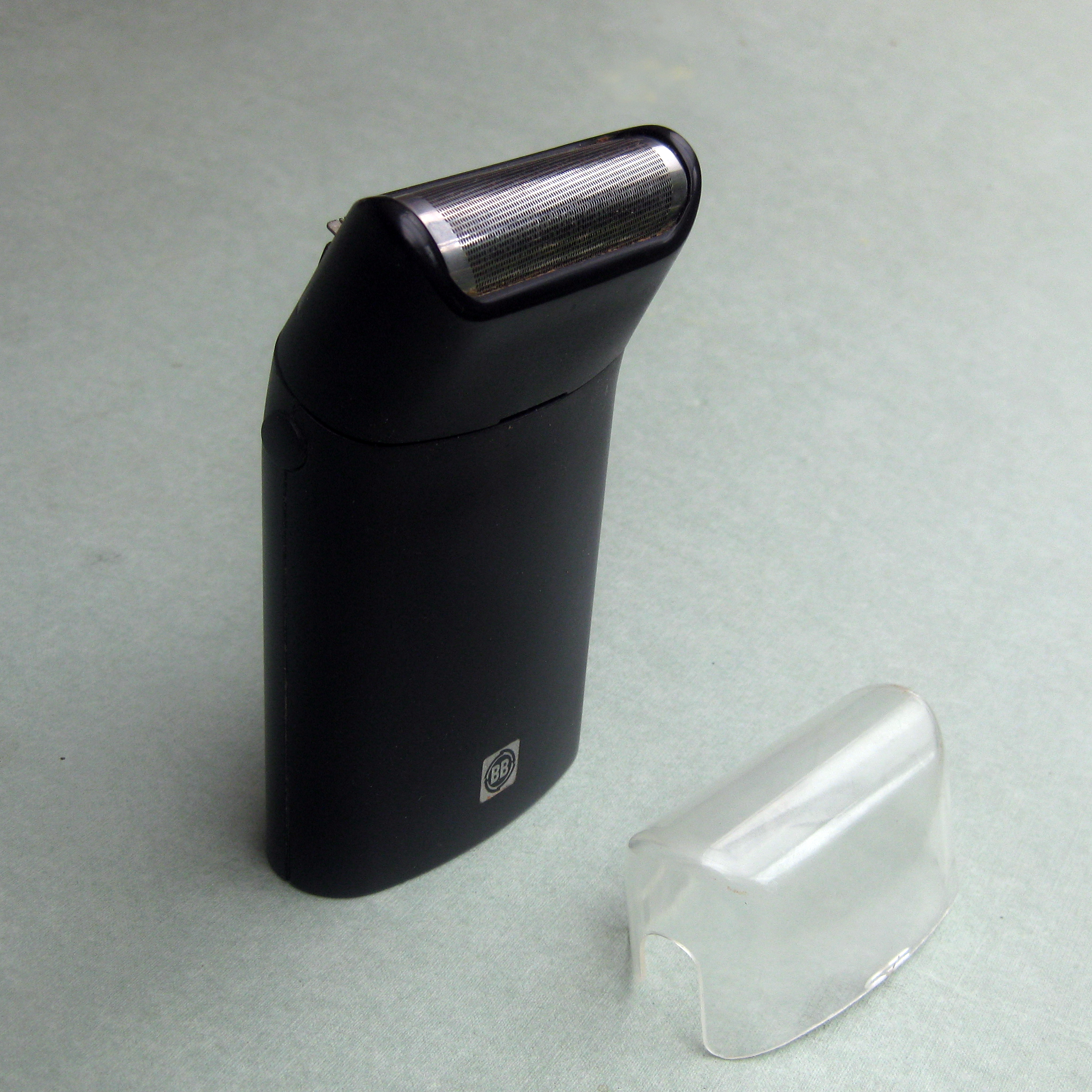
Rasierer „bebo-sher“ von Bergmann-Borsig

- Babett: Radio-Kassettenrecorder aus dem VEB Sternradio Berlin
- Babysan: Säuglingsnahrung aus dem VEB Dauermilchwerke Stendal, ab 1951
- Backstolz: ein Backpulver
- badusan:[9] Schaumbad mit Rosskastanienextrakt und ätherischen Ölen aus dem VEB Gerana Gera (vorher: VEB Blendax-Werk Gera). Das Produkt wurde 1965 mit einer Goldmedaille auf der Leipziger Messe ausgezeichnet.
- BAKO (oder BaKo): VEB Backwaren Kombinat, gab es in jedem Bezirk
- Ballet: eine Seife mit Lanolin und Hamamelis der Konsum Seifenwerk Riesa (1971)
- Banner-Schuhe: hergestellt in der Schuhfabrik „Banner des Friedens“ Weißenfels, ab 1976 Gestattungsproduktion für Salamander (Schuhe)
- Bärensiegel: Edel-Liköre und Weinbrand-Sorten aus dem VEB Bärensiegel Berlin
- Bambina: Schokolade aus dem VEB Zetti Zeitz
- Barkas B 1000: Kleintransporter und Kleinbusse mit Zweitakt-Ottomotor aus dem VEB Barkas-Werke Karl-Marx-Stadt, Nachfolger der Framo-Kleintransporter
- Barock: Tinten, Stempelkissen, Büroleim aus dem VEB Bürochemie Dresden
- Bastei: Wohnwagen aus dem VEB Karosseriewerk Dresden
- Bautzener Senf: Senf aus dem VEB Lebensmittelbetriebe Bautzen (Markenbezeichnung von 1953 bis 1989/1990), heute vertrieben als Bautz’ner
- Bauunion (Vorkriegsmarke) – Bauunternehmen in der DDR; scherzhaft: Hast du einen dummen Sohn, schicke ihn zur Bauunion.
- BD 41: ein Reglerbügeleisen von IKA Electrica. Eine Weiterentwicklung war der Typ BD 50 (1968).
- bebo sher: Rasierapparate aus dem VEB Bergmann-Borsig Berlin, Marke gebildet aus Bergmann Borsig schnell hautschonend elektrisch rasiert;
- beirette: Fotoapparat aus dem VEB Kamerafabrik Freital[10]

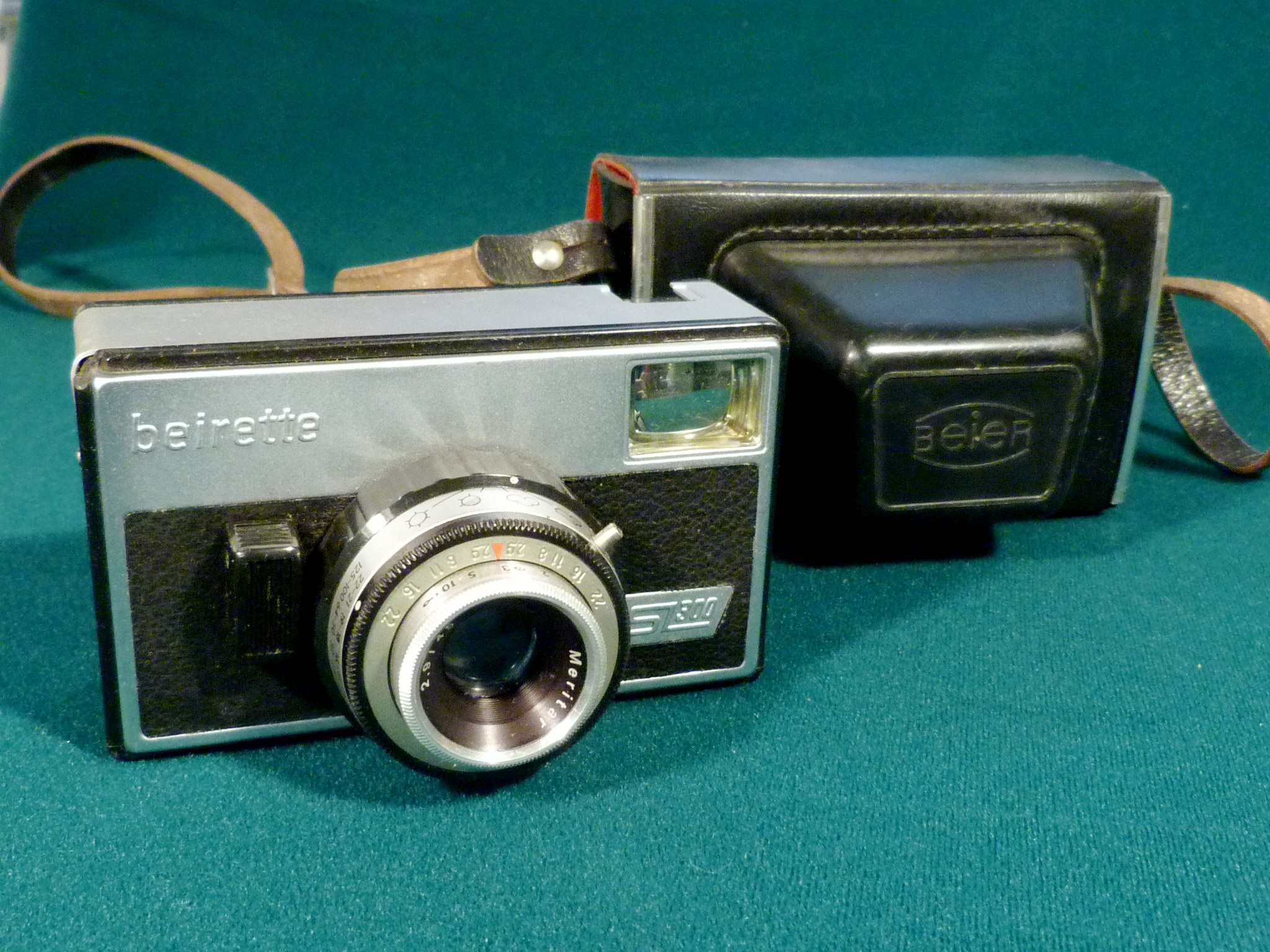
Fotoapparat beirette 300 SL aus dem VEB Kamerawerk Freital

- Belarus, Traktoren mit 50 bzw. 80 PS Dieselmotor, Import aus der UdSSR
- beline:[11] Fußpflegeprodukte u. a. aus dem VEB Chemisches Werk Miltitz, als „beline-Fußcreme“ im VEB Patina Halle produziert, als „beline-Fußbadezusatz“ im VEB Episan Zeulenroda
- bella: eine Wellenradwaschmaschine für Haushaltszwecke aus dem VEB Waschgerätewerk Schwarzenberg im Jahre 1960
- Bellatrix: das erste Klein-Super Radio der DDR, ab 1967 im VEB Stern-Radio Sonneberg produziert
- Bergland: Schokolade (Hohlfiguren) aus dem VEB Bergland Niederoderwitz
- Berggold: Schokolade und Süßwaren aus dem VEB Thüringer Schokoladenwerke Pößneck[12]
- Berlin: Motorroller aus dem VEB Industriewerke Ludwigsfelde
- Berlin-Kosmetik: ein Warenzeichen für Produkte aus dem ab 1960 tätigen VEB Berlin-Kosmetik (vorher VEB Kosmadon)
- Berliner TT Bahnen: Modelleisenbahnen der im Osten Deutschlands sehr verbreiteten Nenngröße TT
- Bero-Kaffee: erschien zuerst im Jahre 1970 als „Bero Instant“ vom VEB Bero Kaffee und Extrakt Berlin, der aus Kaffee aus Brasilien gewonnen wurde
- BFT 125/5 NC C 5: eine Waagerecht-Bohr- und Fräsmaschine aus dem VEB Werkzeugmaschinenfabrik Union Gera mit numerischer Steuerung vom VEB Starkstrom-Anlagenbau Karl-Marx-Stadt. Die Maschine konnte mit einer maximalen Tischlast von 6300 kp arbeiten und hatte eine Tischspannfläche von 1400 × 1600 mm.
- BGW: Glühlampen aus dem Berliner Glühlampenwerk, später NARVA
- Bi-Stecklingsbewurzelungspulver: aus dem VEB Chemiekombinat Bitterfeld

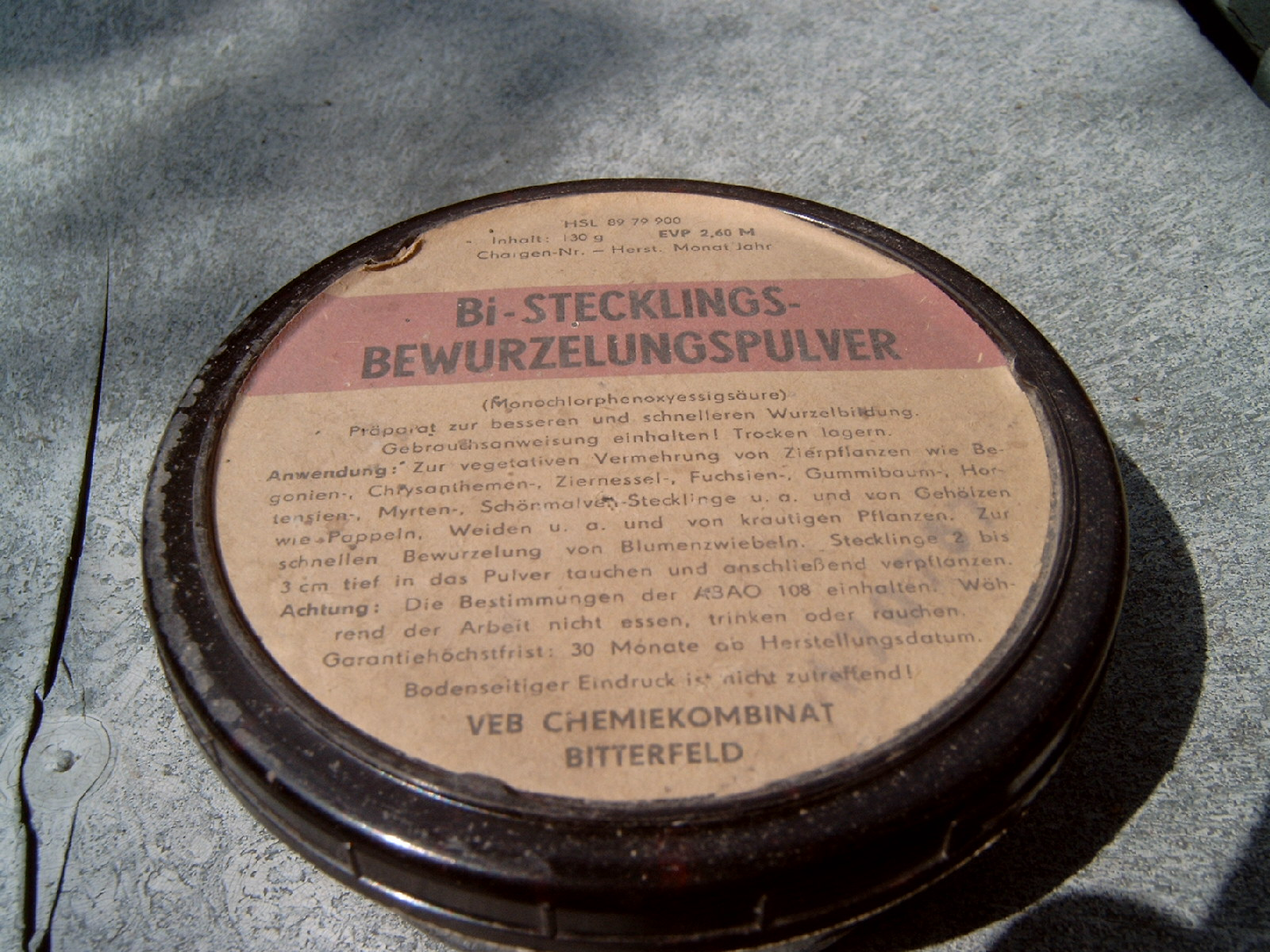
Pflanzenhormon aus Bitterfeld

- Bi 58: Schädlingsbekämpfungsmittel aus dem VEB Chemiekombinat Bitterfeld
- Bildungscomputer A 5105: ugs. auch BIC genannt, wurde später als ALBA PC 1505 vertrieben
- Bino: Speisewürze (ähnlich Maggi) aus Bitterfeld Nord (VEB Elektrochemisches Kombinat Bitterfeld). Geworben wurde mit diesem Produkt unter dem Motto: „Koche mit Liebe, würze mit BINO!“
- Biodont: ein Zahnpflegemittel aus dem VEB Elbe-Chemie Dresden, bis 1969 produziert. Eine Packung von 65 Gramm kostete 1,00 Mark[13]
- Biox Ultra (Vorkriegsmarke): Zahnpasta aus dem VEB Elbe-Chemie Dresden
- BITO (Bier-Tonikum): Haarfestiger
- BK 350: Modell des VEB Motorradwerk Zschopau
- BKoZ 800 × 1250 NC: numerisch gesteuerte Zweiständer-Koordinatenbohrmaschine aus dem VEB Mikromat Dresden im Jahre 1965. Die Steuerung für vier Achsen kam vom VEB Starkstrom-Anlagenbau Karl-Marx-Stadt.
- BMRS 25 xyz NC: numerisch gesteuerte Revolverkopfbohrmaschine aus dem VEB Werkzeugmaschinenfabrik Saalfeld im Jahre 1965. Die Steuerung für drei Achsen kam vom VEB Starkstrom-Anlagenbau Karl-Marx-Stadt.[14]
- BNC III: eine numerische Baugruppensteuerung mit absoluter Meßwerterfassung aus dem VEB Numerik Karl-Marx-Stadt, auf der Leipziger Frühjahrsmesse 1969 mit einer Goldmedaille ausgezeichnet
- BÖLOSAN: Badezusatz (Badesalz, alkalifreies Fichtennadelschaumbad) aus dem VEB Deutsches Hydrierwerk Rodleben, PS Episan Zeulenroda, BT Gerana Kosmetik, Untere Haardt

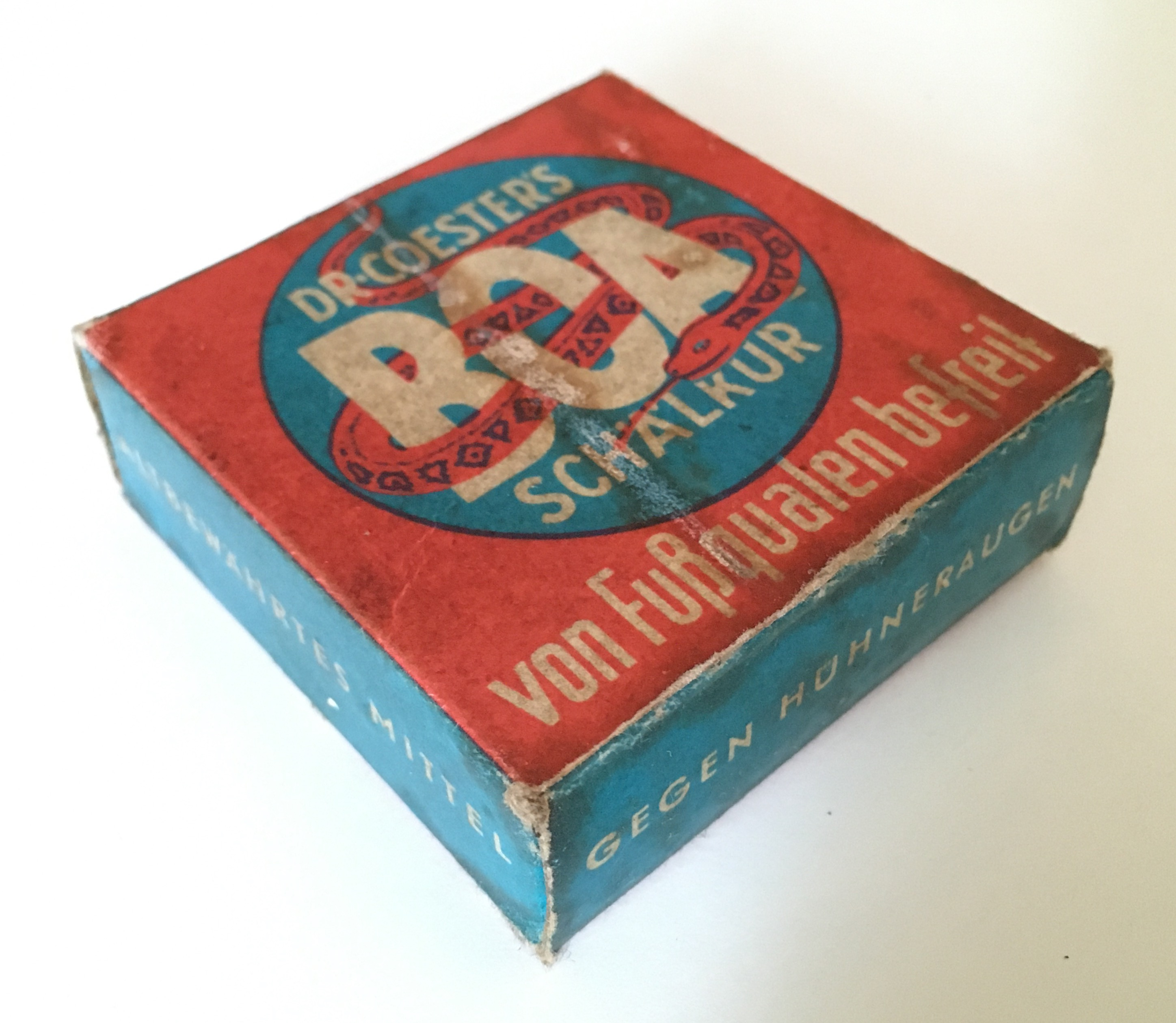
Dr. Coester’s Boa Schälkur gegen Hühneraugen, Hornhaut und Schwielen.

- Dr. Coester’s Boa Schälkur gegen Hühneraugen, Hornhaut und Schwielen.BOA: Dr. Coester’s BOA, ein Mittel für die Ablösung der Hornhaut an den Füßen von der Firma Henke & Co. KG Leipzig im Jahr 1961
- BOB: Steck-Steinbaukasten, Hersteller Heinrich Huft, Waldheim in Sachsen. Die Baukästen gab es in den 1950er bis 1960er Jahren in verschiedenen Größen.
- Bombastus (Vorkriegsmarke): Mundwasser
- bon: Schokoladenriegel mit Kokosfüllung aus dem VEB Delitzscher Kakao- und Schokoladenwerk
- Born: Senf, Essig, Mayonnaise, Meerrettichcreme aus Erfurt (seit 1820).
- Boxer: Jeans aus dem VEB Bekleidungswerk Güstrow
- Bramix: Trockengewürzmischung für Hackfleisch
- Bramsch: Spirituosen aus dem VEB Bramsch Dresden
- Braugold: Erfurter Bierbrauerei und Biermarke, seit 1969 Bestandteil des VEB Getränkekombinats Erfurt
- Brausella: Mineralwasserfabrik Wilhelm Brand KG Halle, seit 1972 VEB Brausella Halle
- Brockenhexe: Traktor RS02/22 aus dem VEB Schlepperwerk Nordhausen mit Dieselmotor von 22 PS
- Brockensplitter: Süßwaren aus dem VEB Argenta Wernigerode
- BSP-12: Computer zur Bildbearbeitung, wurde u. a. von der Stasi eingesetzt
- Bildschirmspiel 01: einzige Spielkonsole der DDR, produziert von 1979 bis 1981 vom VEB Halbleiterwerk Frankfurt (Oder)
- Bürstenmann: Bürsten, Pinsel, Schuhsohlen und Igelit-Schuhe aus der Konsum-Bürstenfabrik Stützengrün im Erzgebirge
- Buntspecht: Markenname des VEB Buntweberei und Färberei Neugersdorf (Sachsen) im Jahre 1955
- Burger Knäckebrot und Zwieback aus dem VEB Burger Knäcke-Werke
- BWG 1.0: Abk. für Bildwiedergabegerät: ein Monitor im Fernsehergehäuse mit RGB-Anschluss speziell für die Kleincomputer, VEB Werk für Fernsehelektronik

## C

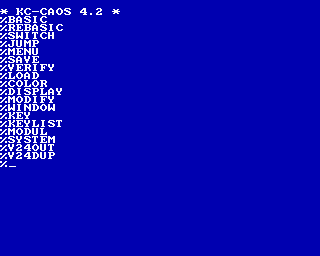
CAOS 4.2 auf dem KC 85/4

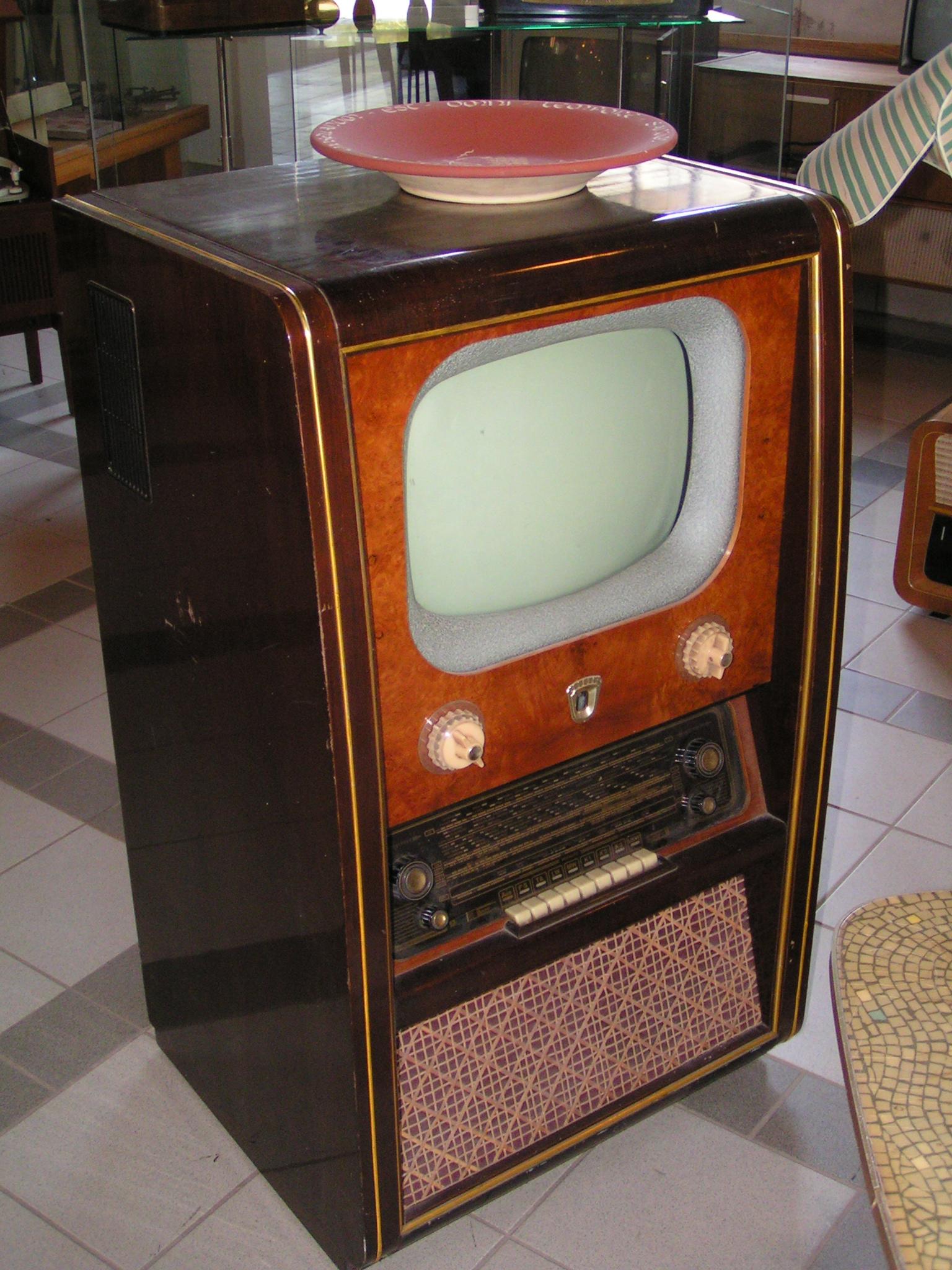
Clivia II FER858A (VEB Rafena, Radeberg) aus dem Jahr 1956

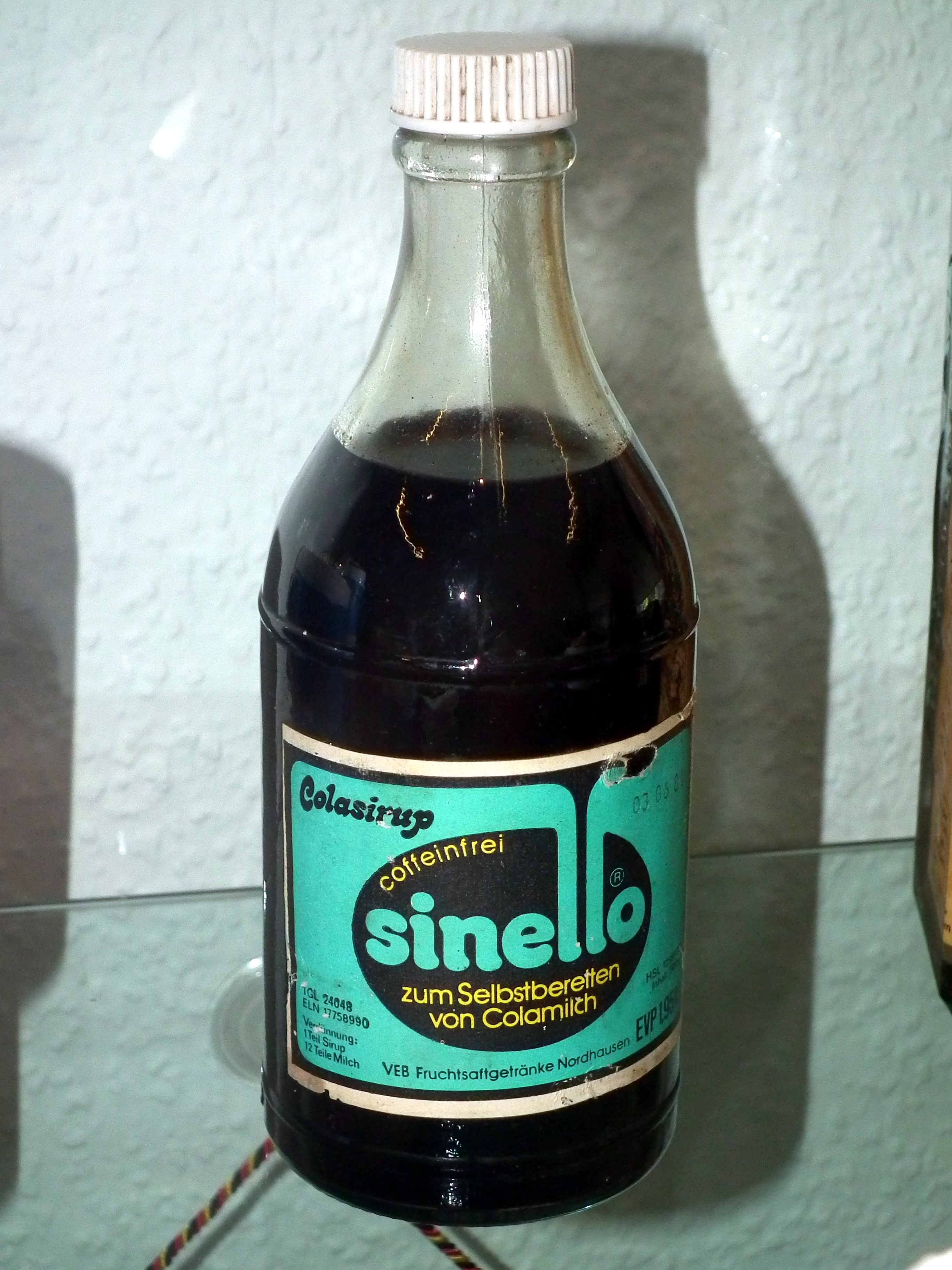
Colasirup sinello, zum Mischen mit Milch

- C-80: ein 1986 entwickelter Lerncomputer-Bausatz
- Cabinet: Zigaretten
- Cabinet: ein Fernsehschrank aus dem VEB Rafena Werke Radeberg ab 1957
- Cafésan: ein lösliches Vollmichpulver aus dem VEB Dauermilchwerke Stendal und Genthin ab 1971
- Cama: kalorienarme Margarine als erste Delikatessmagarine der DDR aus dem VEB Thüringer Ölwerke Gotha ab 1971, wurde 1973 mit dem Qualitätssiegel der Leipziger Messe und der Goldmedaille für Spitzenerzeugnisse ausgezeichnet.
- CAOS: Cassette Aided Operation System, ein 1984 entwickeltes Betriebssystem für den KC 85
- Capri: Orangenlimonade
- Capri 6401ST: Röhren-Rundfunkempfänger vom VEB Goldpfeil Hartmannsdorf, Besonderheit: optionaler HF-Stereo-Dekoder, Export als Quelle Simonetta 6501ST mit erweitertem Empfangsbereich (104 MHz)
- Carat s: Rundfunkempfänger von RFT (Vorgänger des HIFI 100)
- Caramba: eine kolloidale Graphitlösung als Stoßdämpferöl aus der deutsch-russischen Erdölgesellschaft Derunapht im Jahre 1948
- Carmen: ein Lippenstift aus dem VEB Gerdeen Schildow
- Carmen: eine Musiktruhe aus dem VEB Rafena Werke Radeberg, wurde bis 1960 produziert
- Carmol (Vorkriegsmarke): ein schmerzlinderndes Produkt aus dem VEB Carmol-Werk Rheinsberg
- Camptourist: Wohnwagen mit Klapp-Zelt-Aufbau (auch „Klappfix“ genannt)
- Carnito: Tomatensoße mit Fleischklößchen (im Glas)
- Casino: Zigaretten
- Cavalier: eine elektrische Viehschere aus dem Werk Kober Suhl (1949) – später: VEB IKA Elektrogerätewerk Suhl
- C-BKoZ 1250: Hochgenauigkeitsbearbeitungszentrum des VEB Mikromat Dresden[15]
- Cekapur: Reinigungsmittel aus dem VEB Chemiekombinat Bitterfeld
- Cekavit: Düngestäbchen aus mit Wopil-Dünger präparierten PVC-Sticks aus dem VEB Chemiekombinat Bitterfeld
- Cellatron: (Zella-Elektron) verschiedene Rechenanlagen aus dem VEB Büromaschinenwerk Zella-Mehlis ab 1964, z. B. KDVA Cellatron C8205Z
- Cenupaste: Silikon Trenn- und Gleitmittel
- Cenusil: Silikondichtmasse aus dem Nünchritzer Chemiewerk.
- Certo: Fotoapparat
- Champion Electric: eine Armbanduhr des VEB Uhren- und Maschinenfabrik Ruhla (1965)
- Chance: ein Parfüm vom VEB Steckenpferd Radebeul
- Charmeen-Creme-Puder: ein in vier Varianten von Farbtönen bestehenden make up Produkt der Kosmetikfirma Charlotte Meentzen Dresden
- Chassilith: kunstharz- & bitumenbasiertes Kfz-Unterbodenschutzmittel
- Chemilat: Fußbodenkleber aus dem VEB Vereinigte Schuhleisten- und Chemiewerke Erfurt
- Chemiplast: Abdichtmasse aus dem VEB Vereinigte Schuhleisten- und Chemiewerke Erfurt
- Chemisol: Zähflüssiger Alleskleber aus dem VEB Vereinigte Schuhleisten- und Chemiewerke Erfurt
- Chemitar: Lösungsmittel aus dem VEB Vereinigte Schuhleisten- und Chemiewerke Erfurt
- Cherryco: Kirschfruchtsaftlikör von der VEB Weinbrennerei Erfurt
- Chess Master: Schachcomputer, später als verbesserte Version Chess Master diamond, VEB Mikroelektronik „Karl Marx“ Erfurt
- Chico Cola-Limonade 0,33l
- Chloramin (Vorkriegsprodukt): Desinfektionsmittel aus dem VEB Fahlberg-List[16]
- Chlorodont (Vorkriegsmarke): Zahnpasta
- Chromat: Farbfernsehgerät (PAL- und/oder nur Secam-System)
- Cito: Handwaschpaste der Cito Chemie in Calbe/Saale
- Citrosan: eine Fertignahrungsprodukt für Säuglinge aus dem VEB Dauermilchwerke Stendal und Genthin ab 1958[17]
- Citruska: Limonade
- Clarissa: ein Fernsehgerät aus dem VEB Fernsehgerätewerk Staßfurt (von 1963 bis 1967 produziert)
- Claudia: eine Fernsehtruhe aus dem VEB Sachsenwerk Radeberg ab 1955
- Clivia: Radio-Fernseh-Kombinationsgerät aus dem VEB Sachsenwerk Radeberg
- Club: Zigaretten
- Club: eine Musiktruhe aus dem VEB Rafena Werke Radeberg, produziert ab 1960
- Club-Cola: koffeinhaltige Limonade
- Cœur: Spielkarten aus Altenburg

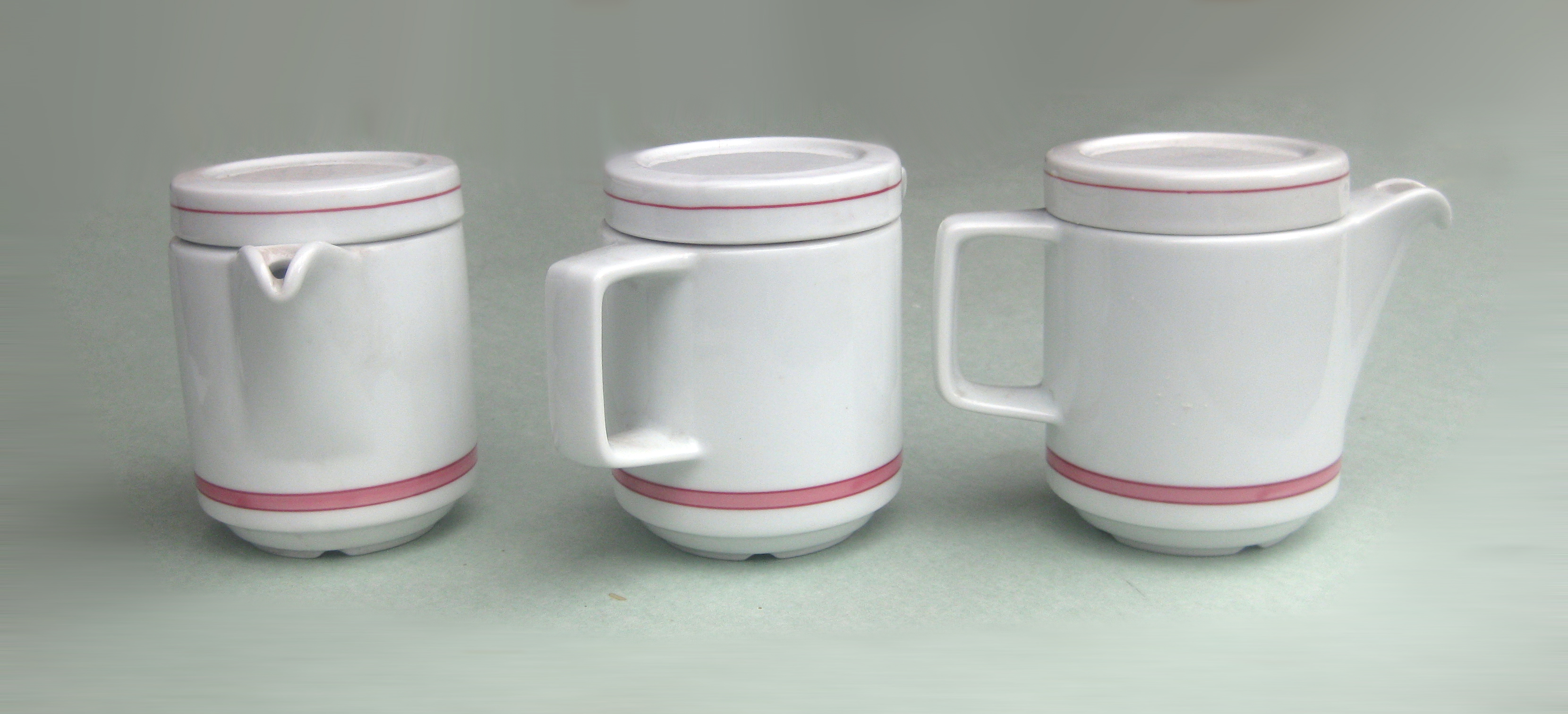
Gastronomiegeschirr „rationell“ vom VEB Colditz-Porzellan

- CNC 600: erste numerische Steuerung von Werkzeugmaschinen mit mikroelektronischen Bauelementen in der DDR aus dem VEB Numerik Karl-Marx-Stadt im Jahr 1979; im Jahr 1981 als Version CNC-H 600 mit einer Handeingabesteuerung erweitert, die 1982 mit einer Goldmedaille auf der Leipziger Messe ausgezeichnet wurde
- Cola-Hit: koffeinfreie Limonade
- Colditz-Porzellan: Hersteller von Gastronomiegeschirr, u. a. Serie „Rationell“ von Margarete Jahny
- Columba: Nähmaschinen aus dem VEB Nähmaschinenwerk „VERITAS“ Wittenberge
- Color 20: erstes deutsches und europäisches volltransistorisiertes Farbfernsehgerät (SECAM-System)
- Color 40: Farbfernsehgerät im Monitorlook mit Fernbedienung und DAAS (Digitales Anzeige- und Abstimmsystem); gab es als Farbkoffergerät (RC9140), 51er Diagonale und 67er, Stereo-Lautsprechersystem, Scarteingang und Videotext (Sonderausstattung); hergestellt im VEB Fernsehgerätewerk „Friedrich Engels“ Staßfurt
- Coloran: eine Produkt zum Schminken für die Darstellung im Film und Fernsehen, produziert von der Coloran KG Berlin

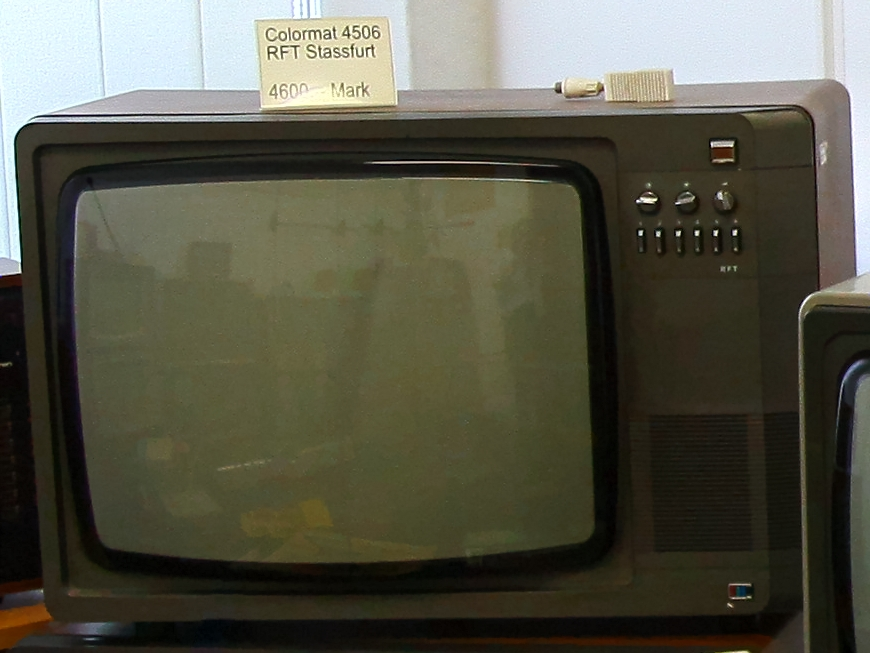
Farbfernsehgerät „Colormat 4506“ hergestellt von RFT Staßfurt

- Chromat/Colormat: Farbfernsehgerät (PAL- und/oder nur Secam-System)
- Colorett: Farbfernsehgerät (PAL- und/oder nur Secam-System)
- Colortron: Farbfernsehgerät (PAL- und/oder nur Secam-System)
- Color-Vision: Farbfernsehgerät vom VEB Robotron Radeberg (RAFENA), tragbare Tischgeräte mit 42er Bildröhre ausgestattet mit PAL- und Secam-System. Ab 1984: RC6093 (später mit Fernbedienung) und ab 1987 das wesentlich moderne RC9140.
- Comanat: ein mit Vitaminen angereichertes Haarwasser (Hersteller: VEB Comanat Haus Magdeburg)
- Combi: erste Haushaltswaschmaschine im Jahre 1954 aus dem VEB Waschgerätewerk Schwarzenberg
- Combi-Vision 310: Schwarzweiß-Fernsehgerät von VEB Robotron Radeberg (RAFENA), Koffer- bzw. Tischgeräte mit 31er Bildröhre, teilweise mit Radioteil zum Preis von 1775 Mark; das Gerät war voll transistorisiert (Vorgänger der Colorvision-Reihe)
- Combo: Kakaopulver für kalte und warme Milch
- Comotron TC600: einziger Anrufbeantworter aus DDR-Produktion, VEB Studiotechnik Berlin
- Construction: Metallbaukastensystem, hergestellt im VEB (K) Metallwaren Schmerbach, ab 1977 im VEB Spielwaren-Mechanik Pfaffschwende (bis 1966 unter dem Namen „Konstruktion“ vertrieben),[18] umgangssprachlich auch einfach „Stabilbaukasten“
- Contratherm: Spezialgetränk für Hitzearbeiter
- Convent: eine Zigarette der VEB Berliner Zigarettenfabriken
- Cosid-Kautasit: Dichtungsmaterialien, Bremsbeläge u. ä. aus Coswig (Sachsen)

- Cranach: Schwarzweiß-Fernsehgerät

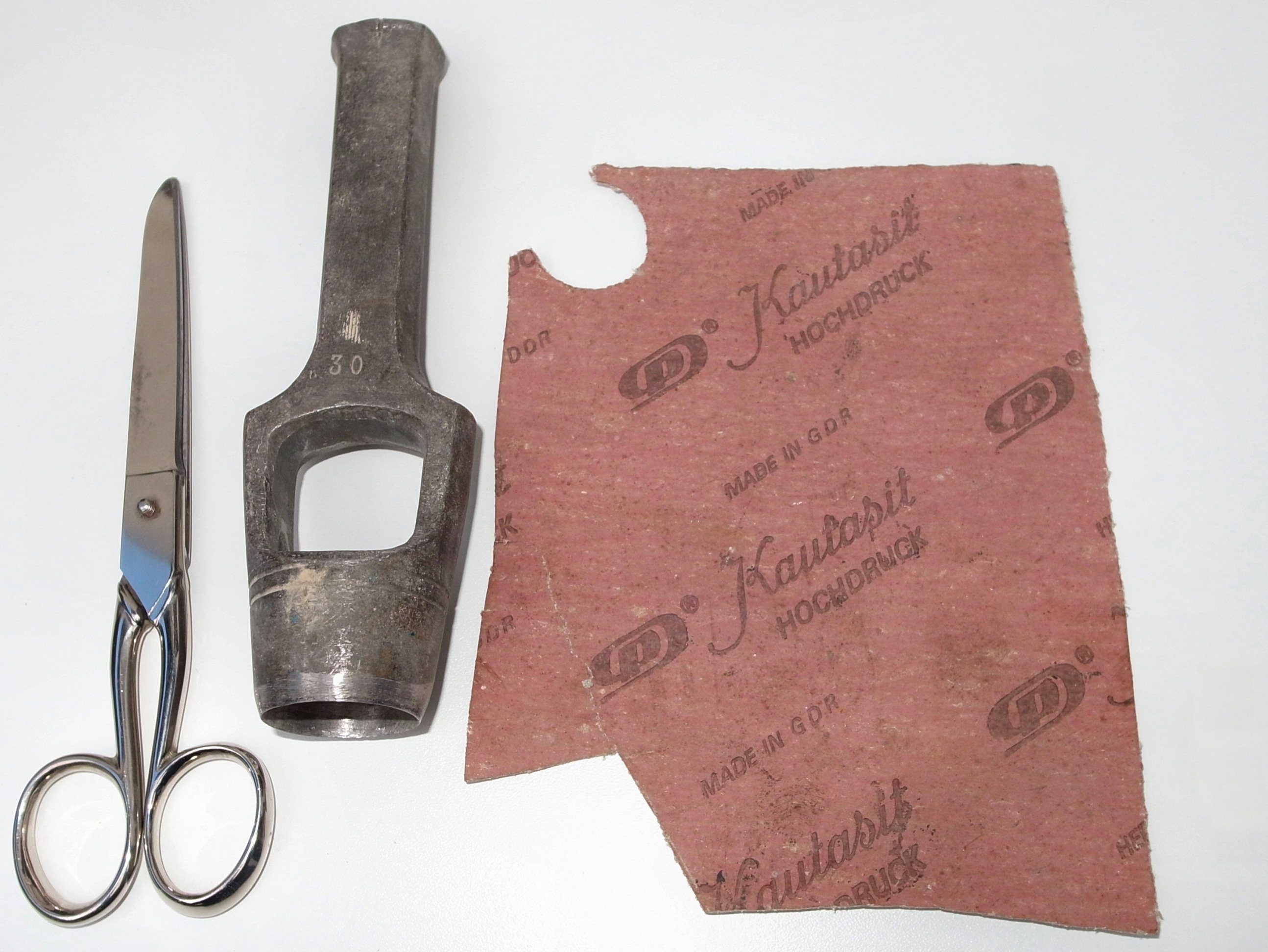
Kautasit Dichtungsmaterial

- Creck: Schokolade-ähnliche Süßtafel mit Sammelbild
- CRESTA: Nähmaschinen aus dem VEB Nähmaschinenwerk „VERITAS“ Wittenberge
- CRIH: Schaumreiniger aus dem VEB Chemische Fabrik Buche Bad Schmiedeberg
- Cromefa: Haushaltswaren (Weihnachtsbackformen, Reibeisen, …) aus der Crottendorfer Metallwaren Fabrik
- Crottendorfer: Räucherkerzen
- C-Vitchen: ein Brause-Granulat aus dem VEB Jenapharm Jena
- Cyanol: Entwesungsmittel aus dem VEB Gärungschemie Dessau

## D
- Damino: Damast-Erzeugnisse

Faltboot MTW Delphin 150 (Segeljolle)

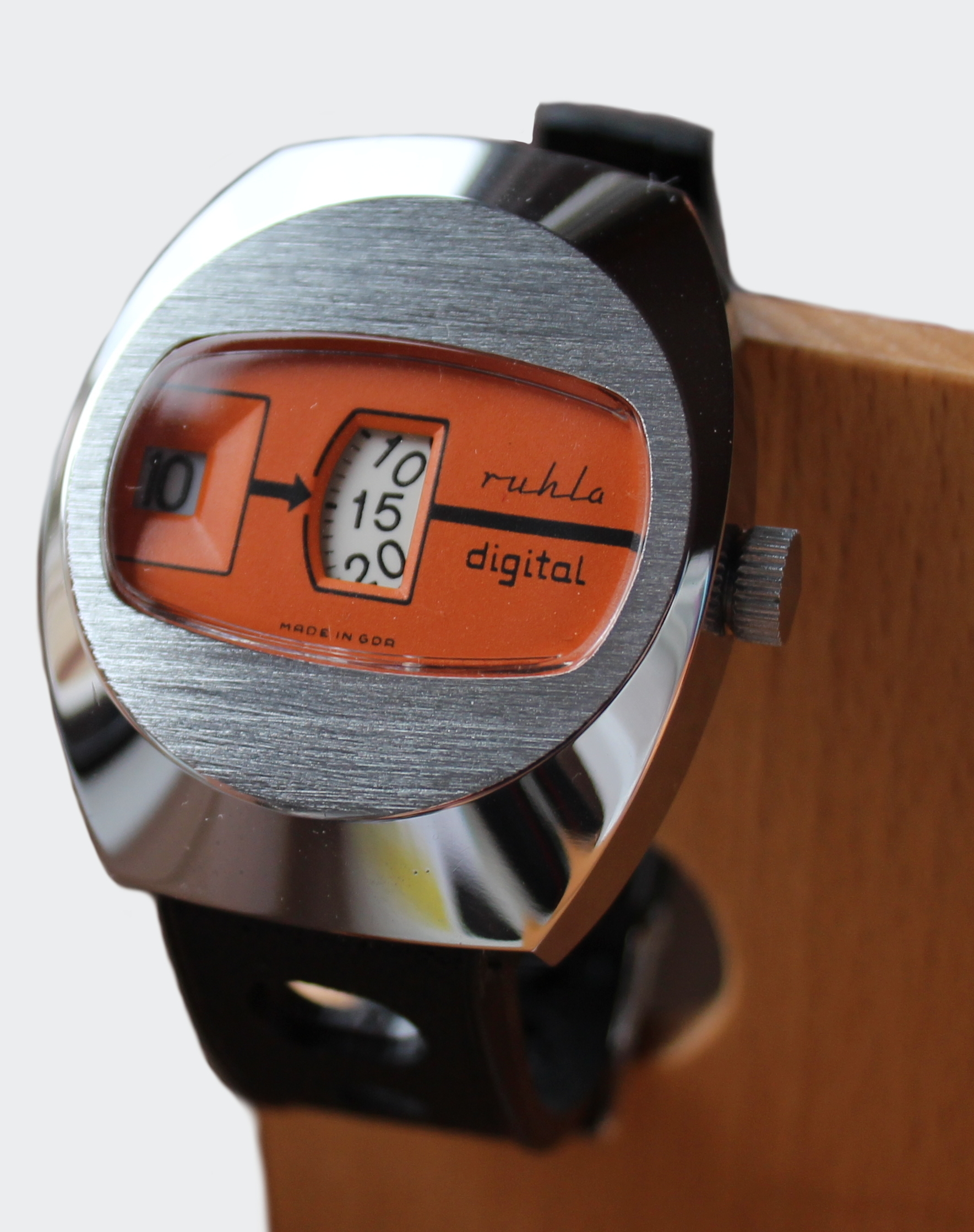
Eine digi 73 in Orange

- daro: Erzeugnisse aus dem Kombinat Soemtron (Stammbetrieb VEB Büromaschinenwerk Sömmerda, später (ab 1974) zum Kombinat Robotron), Beispiel: Fakturierautomat daro 1720
- debolon: PVC-Fußbodenbelag von Dessauer Bodenbeläge
- Debüt: Schwarzweiß-Fernsehgerät
- Decelith: ein PVC-Granulat zum Spritzgießen, Blasformen und Extrudieren aus dem VEB Eilenburger Chemie-Werk Eilenburg (1976)
- Dederon: Kunstfaser, ähnlich Nylon, Kunstwort aus D-D-R und der Endung -on
- DEHAFOL – Eine Furnierfolie für Möbel vom VEB Möbelfolie Biesenthal[19]
- Delicia: (Vorkriegsmarke) Schädlingsbekämpfungsmittel von Delicia Delitzsch
- Delitex: Läuseshampoo in der Tube aus der Apotheke
- Delphin 85, 110/1, 110/2, 130 („Pirat“), 140, 150 von VEB MTW in Wismar bzw. Ende 1950er Jahre kurzzeitig VEB KTW in Pouch: Faltboot
- Desipon: Markenname eines Industriewaschmittels des VEB Fettchemie Chemnitz
- Denta 62: ein Zahnpflegemittel mit Alkohol- und Pfefferminz-Geschmack aus dem VEB Elbe-Chemie Dresden (1963)
- Derby: ein Fernsehtischgerät aus dem VEB Refena Werke Radeberg bis 1960 produziert
- Dextro Energen (Vorkriegsmarke): Täfelchen aus gepresstem Traubenzucker
- Dextropur (Vorkriegsmarke): Traubenzucker
- DF 315 NC: eine numerisch gesteuerte Futterteil-Drehmaschine mit Kugelschrittschaltwerk aus dem VEB Werkzeugmaschinenfabrik Magdeburg. Die Steuerung kam vom VEB Stark-Strom-Anlagenbau Karl Marx-Stadt. Der maximale Umlaufdurchmesser im Längssupport betrug 315 mm, über der Längssupportführung 400 mm bei der größten Drehlänge von 230 mm.
- Diamant: ein Radio aus dem VEB Stern-Radio Staßfurt im Jahre 1950
- Diamant (Vorkriegsmarke): Fahrräder aus dem VEB Fahrradwerke Elite-Diamant Karl-Marx-Stadt
- Diamant: VEB Elite Diamant Karl-Marx-Stadt, Hersteller von Strick- und Wirkmaschinen (z. B. Typ FRJ)
- Die fruchtigen 12: Konfekt
- Dieselkarre DK3, Klein-LKW mit Fußlenkung, Vorgänger des Multicar
- digi 73: erste Armbanduhr der DDR mit digitaler Anzeige; die Uhr wurde zu den X. Weltfestspielen der Jugend und Studenten in Berlin von dem VEB Uhren- und Maschinenkombinat Ruhla vorgestellt
- Diplom: eine Seife des VEB Patina Halle
- Diplomat: Zigarren
- Do 56, Doppelstockbus auf Basis des LKW H6
- Doblina: Küchenmixer aus dem VEB Döbelner Beschläge und Metallwaren
- Dohnalit: ein Holzschutzmittel aus dem VEB Chemiewerk Nünchritz im Kreis Riesa (1976)
- Domal: Wasch- und Reinigungsmittel
- Dominante: Radio aus dem VEB Funkwerk Dresden
- Donja: ein Fernsehgerät aus dem VEB Fernsehgerätewerk Staßfurt (von 1963 bis 1967 produziert)
- Dosator: ein Nagellack aus dem VEB Rosodont Waldheim/Sachsen
- DP 630 NC: eine numerisch gesteuerte Plandrehmaschine mit Kugelschrittschaltwerk, die im VEB Werkzeugmaschinenfabrik Zerbst produziert wurde. Die Steuerung der Maschine war dieselbe wie bei der DF 315 NC (siehe dort).
- Dr. Zinssers Anis-Menthol-Drops: Dropsrolle mit Anis-Menthol-Geschmack ähnlich pulmoll classic, 0,20 Mark die Rolle
- Dratex: Pflanzenschutzmittel
- Dreiklang: Nachtwäsche
- Dublex: ein Waschmittel aus dem VEB Waschmittelwerk Genthin
- Dürer: ein Fernsehgerät aus dem VEB Rafena Werke Radeberg ab 1956 (vorher: VEB Sachsenwerk Radeberg)
- Duett: Zigaretten
- Duo: motorisiertes, dreirädriges Versehrtenfahrzeug auf Basis der Simson Schwalbe (auch Krause Duo)
- Duolit: ein Mittel zur Bekämpfung von Ungeziefer in Wohnungen, hergestellt im VEB Fettchemie Karl-Marx-Stadt
- Duotex Spezial: ein chemisches Mittel gegen Holzwürmer aus dem VEB Fettchemie Karl-Marx-Stadt
- Duosan Rapid: Alleskleber
- Duplinon: Pflanzenschutzmittel
- Dur for men: ein Hautpflegemittel vor der Rasur des VEB Berlin-Kosmetik (1971)
- DUZ 20, Einachstraktor mit Benzinmotor und Bodenfräse
- DZ 500 × 500 KH IV NC: eine Zugspindel-Drehmaschine aus dem VEB Großmaschinenbau „8. Mai“ Karl-Marx-Stadt mit einer numerischen Steuerung aus dem VEB Starkstrom-Anlagenbau Karl-Marx-Stadt – eine Weiterentwicklung war die Werkzeugmaschine DZ 630 H IV NC mit einer maximalen Drehlänge von 1000 mm
- DZW: Markenname der Deutschen Zigarren-Werke Aktiengesellschaft in Verwaltung, Döbeln (Sachsen) im Jahre 1955

## E
- E 062/1: ein Mählader aus dem VEB Fortschritt Erntemaschinen Neustadt in Sachsen[20]
- E 280: ein selbstfahrender Feldhäcksler aus dem Kombinat Fortschritt Landmaschinen
- E 281: Nachfolgemodell des E 280
- E 290: ein selbstfahrender Feldhäcksler, Neuentwicklung, u. a. neue Kabine und neuer V6-Motor mit Turbolader
- E 301: ein selbstfahrender Schwadmäher aus dem VEB Kombinat Fortschritt Landmaschinen
- E 512: ein Mähdrescher aus dem VEB Kombinat Fortschritt Landmaschinen Singwitz
- E 514: Nachfolgemodell des Mähdrescher E 512
- E 516: ein Mähdrescher aus dem VEB Kombinat Fortschritt Landmaschinen Bischofswerda
- E 517: Nachfolgemodell des E 516
- E 524: ein Mähdrescher aus dem Kombinat Fortschritt Landmaschinen. Diese Neuentwicklung, u. a. neue Kabine und 6-Zylinder-Motor wie im LKW L60, sollte die Mähdrescher E 512 und E 514 ablösen.
- E 684: ein Kartoffelrodelader aus dem VEB Kombinat Fortschritt Landmaschinen Weimar
- E 930: ein Einachsmotorgerät, mit Motor der Simson S 51 aus dem VEB Kombinat Fortschritt Landmaschinen Stolpen

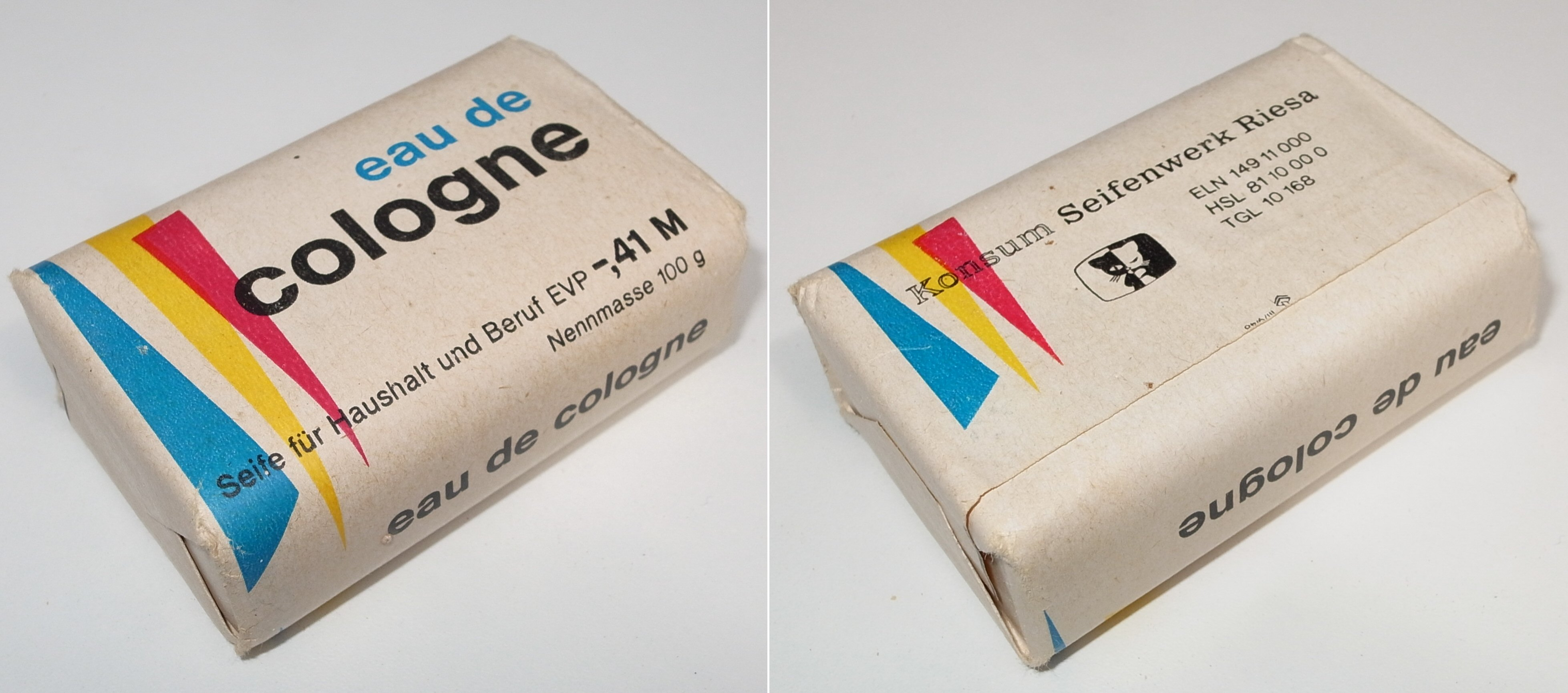
Seife eau de cologne vom Seifenwerk Riesa

- eau de cologne: eine Seife aus der Konsum Seifenwerk Riesa
- Eberswalder Würstchen ist eine Marke für Fleisch- und Wurstwaren aus dem früheren SVKE (VEB Schlacht- und Verarbeitungskombinat Eberswalde/Britz) in Britz
- EGS: eine Schrankmontage als Einheitsgefäßsystem (EGS) für die Aufnahme von elektronischen Steuerungen aus dem VEB Numerik Karl-Marx-Stadt (1976)
- EC 1040: ein Großrechner, produziert von VEB Robotron-Elektronik Dresden, Nachfolgeprodukte waren EC 1055, EC 1055 M (1979) und EC 1056 (1979)

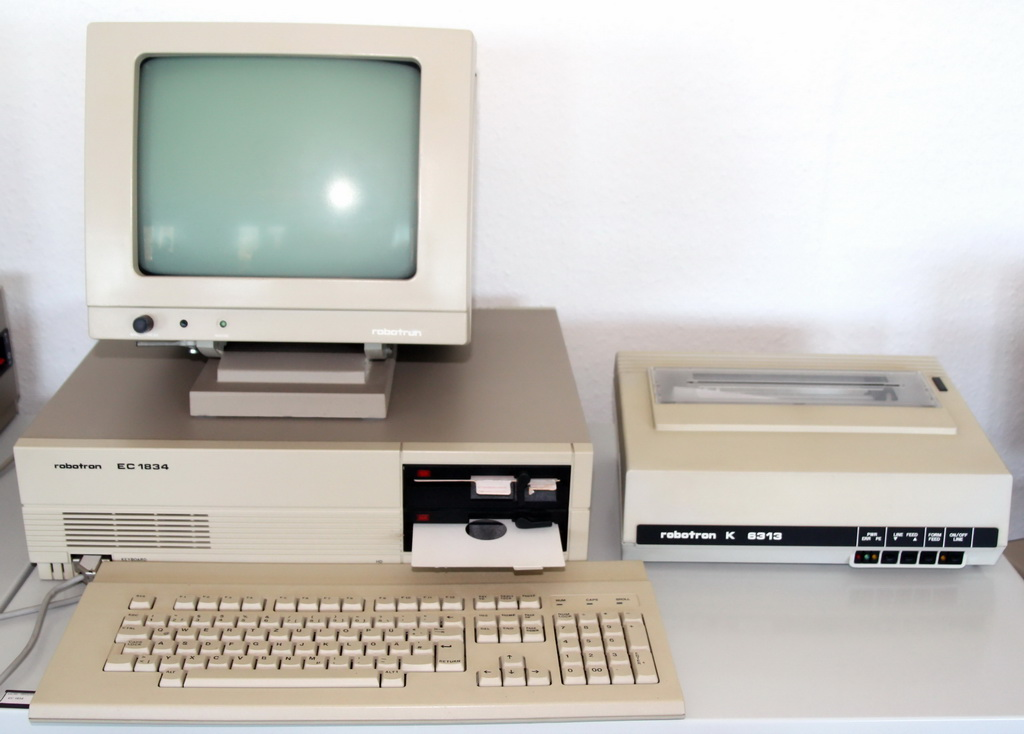
Personalcomputer EC 1834

- EC 1834: Personalcomputer ab 1986 aus dem VEB Robotron-Büromaschinenwerk „Ernst Thälmann“ Sömmerda
- EC 2640: die Zentraleinheit für den Rechner EC 1040 mit einer Operationsgeschwindigkeit von 380 000 Operationen pro Sekunde[21] (1979)
- EC 2655: die Zentraleinheit für den Rechner EC 1055 mit einer Operationsgeschwindigkeit von 450 000 Operationen pro Sekunde (1979)
- EC 2665: die Zentraleinheit für den Rechner EC 1065 mit einer Operationsgeschwindigkeit von 435 000 Operationen pro Sekunde (1979)
- EC 3204: ein Arbeitsspeicher für den Rechner EC 1040 mit einer Kapazität von 256 bis 1024 Kbyte
- EC 3604: ein Mikroprogrammspeicher für den Rechner EC 1040 mit einer Kapazität von 390 000 bit (1976)
- EC 5002: ein Magnetbandspeicher mit einer Kapazität von 20 bis 33 MByte (1979)
- EC 5016-01: ein Magnetbandspeicher, der mit der Steuereinheit EC 5521 arbeitete (1976)
- EC 5017: ein Magnetbandspeicher, der mit den Steuereinheiten EC 5511 und EC 5517 arbeitete (1976)
- EC 5017-02; ein Magnetbandspeicher, der mit den Steuereinheiten EC 5511/EC 5517/EC 5525-03 arbeitete (1976)
- EC 5021: ein Magnetbandspeicher (1976)
- EC 5089: ein 5,25” Diskettenspeicher mit einer Transferrate 250 Kbits pro Sekunde
- EC 6113: ein Lochkartenleser mit einer Eingabeleistung von 160 Karten pro Minute und einer Kapazität von 500 Lochkarten (1978)
- EC 7902: ein Lochbandstation für den Lochbandleser EC 6122 mit einer Eingabeleistung von 1000 bis 1500 Zeichen pro Sekunde (1974) – die Konfiguration EC 7002 M arbeitete mit dem Lochbandlesern CM 6211/CM 6204 zusammen (1984)
- EC 7083: ein Nadeldrucker mit einer Druckgeschwindigkeit von 200 Zeichen pro Sekunde (1986) – die Konfiguration EC 7084 druckte mit 100 Zeichen pro Sekunde
- EC 7183: ein Seriendrucker mit Mosaikdruck und einer Druckgeschwindigkeit von 100 Zeichen pro Sekunde (1980)
- EC 7920 M: ein Bildschirmsystem mit Lichtstift (EC 7929.00/E000) und Drucker EC 7934M, SD 1152 (1985)
- EC 7925.01 M: ein Bildschirmterminal – arbeitete mit EC 7920 M (1984)
- EC 7602: ein Mikrofilmgerät für den Rollfilm 16 mm oder Mikroplanfilm A6 mit einer Ausgabeleistung von 100.000 Zeichen pro Sekunde bzw. 5 MF pro Minute
- EC 8002: ein Modem mit Frequenzmodulation in asynchroner Arbeitsweise und der Betriebsart duplex mit einer Transferrate von 200 bits pro Sekunde (1978)
- EC 8028-01: ein Signalwandler mit einer Transferrate von 600 bis 19.200 bits pro Sekunde mit asynchroner/synchroner Übertragungsart und der Betriebsart duplex/halbduplex (1983)
- EC 8404: ein Multiplexer mit einer Transferrate von 50 bis 4800 bits pro Sekunde und der Übertragungsart synchron/asynchron und Betriebsart halbduplex/Start-Stop – der erweitert Typ EC 8404 M hatte einer Transferrate von 9600 bits pro Sekunde (1979)
- EC 8533: ein Bürocomputer mit dem Prozessor K 2525 (Arbeitsspeicher (RAM) von 64 bis 112 kByte), Betriebssystem SI0S mit den Programmsprachen Basic und Pascal (1985)
- EC 9054 (Modell 1 und Modell 2): mit dem Prozessor K 2526, Betriebssystem SI0S 1526 und den Programmsprachen Basic, Pascal, Cobol, Fortran und Assembler (1985)
- efbe: Elektrogeräte, vermarktet von AKA electric
- Eg-Gü (Vorkriegsmarke): ein Schuhpflegemittel aus dem VEB Schuhpflegemittel Dresden, ab 1980 vom VEB Wittol übernommen (Eg-Gü war das Namenskürzel des früheren Eigentümers Egbert Günther)
- Ehlcke: Modellbahnen Nenngröße H0 der Werner Ehlcke KG, 1949-69
- EHW Thale - Eisen und Hüttenwerke Thale im Mansfeld Kombinat Wilhelm Pieck - emaillierte Kochtöpfe, Behälterbau, Pulvermetallurgisches Zentrum der DDR
- Eikonal: Entwickler-Konzentrat für Schwarz-Weiß-Filme
- Eisenacher: Bier aus dem VEB Brauerei Eisenach
- Eisenacher Ecke: ein in Eisenach aus Oblaten hergestelltes Feingebäck
- EKD 500: Kurzwellenempfänger von RFT mit breitem Abstimmbereich, militärische und wissenschaftliche Anwendung; Vorgänger: EKD100, EKD30050-ml-Flasche Elasan-Babyöl des VEB Leipziger Arzneimittelwerk

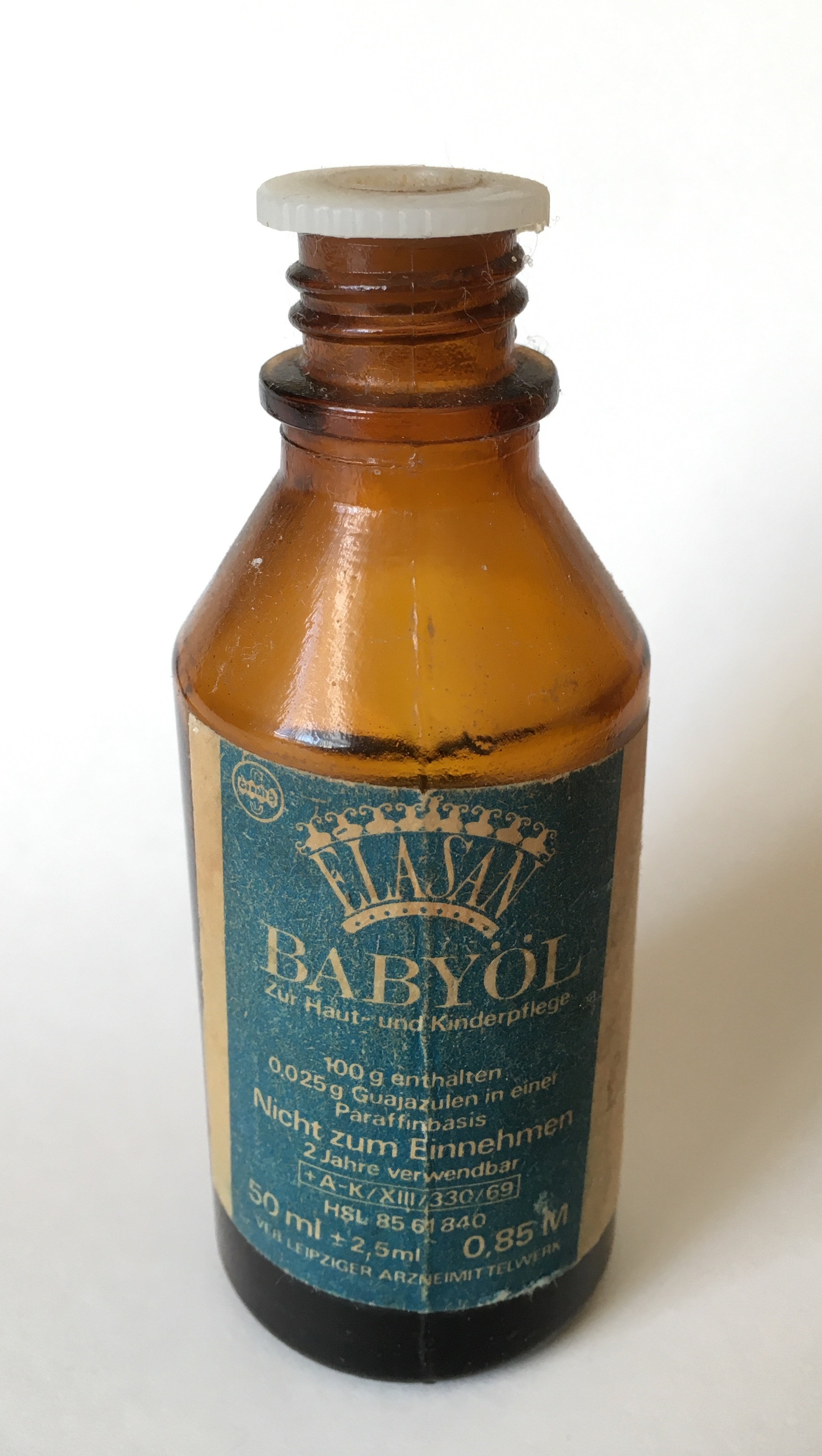
50-ml-Flasche Elasan-Babyöl des VEB Leipziger Arzneimittelwerk

- Elasan: Babypflegemittel vom VEB Leipziger Arzneimittelwerk
- Elaskon: PKW-Hohlraumkonservierungsmittel, hergestellt von der gleichnamigen Firma
- Elastana: ein Miederprodukt aus dem Stoff Dederon
- Elastic-Mieder Zeulenroda: Produzent von Miederwaren und Untertrikotagen
- Elbflorenz: Schokolade, Süßwaren
- el-ce-med: eine Zahnpasta aus dem VEB Elbe-Chemie Dresden[22]
- elektral: ein Rasierwasser aus dem VEB Gerana-Kosmetik Gera ab etwa 1969
- Elena: eine Seife aus der Konsum Seifenwerk Riesa
- Elsterglanz: Poliermittel für Metall
- Elde: Obst- und Gemüsekonserven
- Elfe: Schokoladenmarke
- elkadent: eine Produktkombination zur Mundhygiene (Mundwasser, Zahncreme) aus dem VEB Elbe-Chemie Dresden[23]
- Elkadent AC blau: eine Zahncreme der Kosmetischen Fabrik Wolfgang Haschke Leipzig[24]
- Elkasat: Sonnenschutzcreme (Werbeslogan: „Zum Sonnenbad nimm Elkasat“, durch den Komiker Eberhard Cohrs, spätestens seit dessen Republikflucht ersatzlos gestrichen)
- Elmi: VEB Elmi steht für „Erfurter Lebensmittelindustrie“: vorwiegend Backwaren- und Eis-Hersteller
- Elmix: elektrische Homogenisierungsmaschine für das Herstellen von Emulsionen im Küchenbetrieb aus der VEB Spezialmaschinenfabrik Karl-Marx-Stadt,[25]
- el pico: Jeans- und andere Bekleidung
- ELREMA: ELektrische REchenMAschinen Karl-Marx-Stadt, ehemals Wanderer-Werke Chemnitz, ab 1974 zum Kombinat Robotron Buchungsmaschinenwerk Karl-Marx-Stadt
- ELMO: VEM Elektromotoren Wernigerode
- Elte: Fleckenpaste
- EL 150, Verbrennungsmotor für Stationärbetrieb, hergestellt von VEB Barkas Werke
- EPASOL: Klebstoffe vom VEB Asol-Chemie Berlin
- Episan: Kosmetika (Spezialseifen, Babypflegemittel) aus Zeulenroda
- er: Herrenkosmetik
- Erika: (Vorkriegsmarke): Schreibmaschine vom VEB Schreibmaschinenwerk Dresden, gebaut 1960 bis 1991
- ERWA-Würze: Suppenwürze, gekörnte Brühe, Brühpaste (Erschöna, mit Fleischextrakt) und Brühwürfel, Hersteller: Erich Schmidt Halle/Saale
- ES: Typenreihe des VEB Motorradwerk Zschopau
- Esda: Markenname für Strumpfwaren des VEB ESDA Thalheim

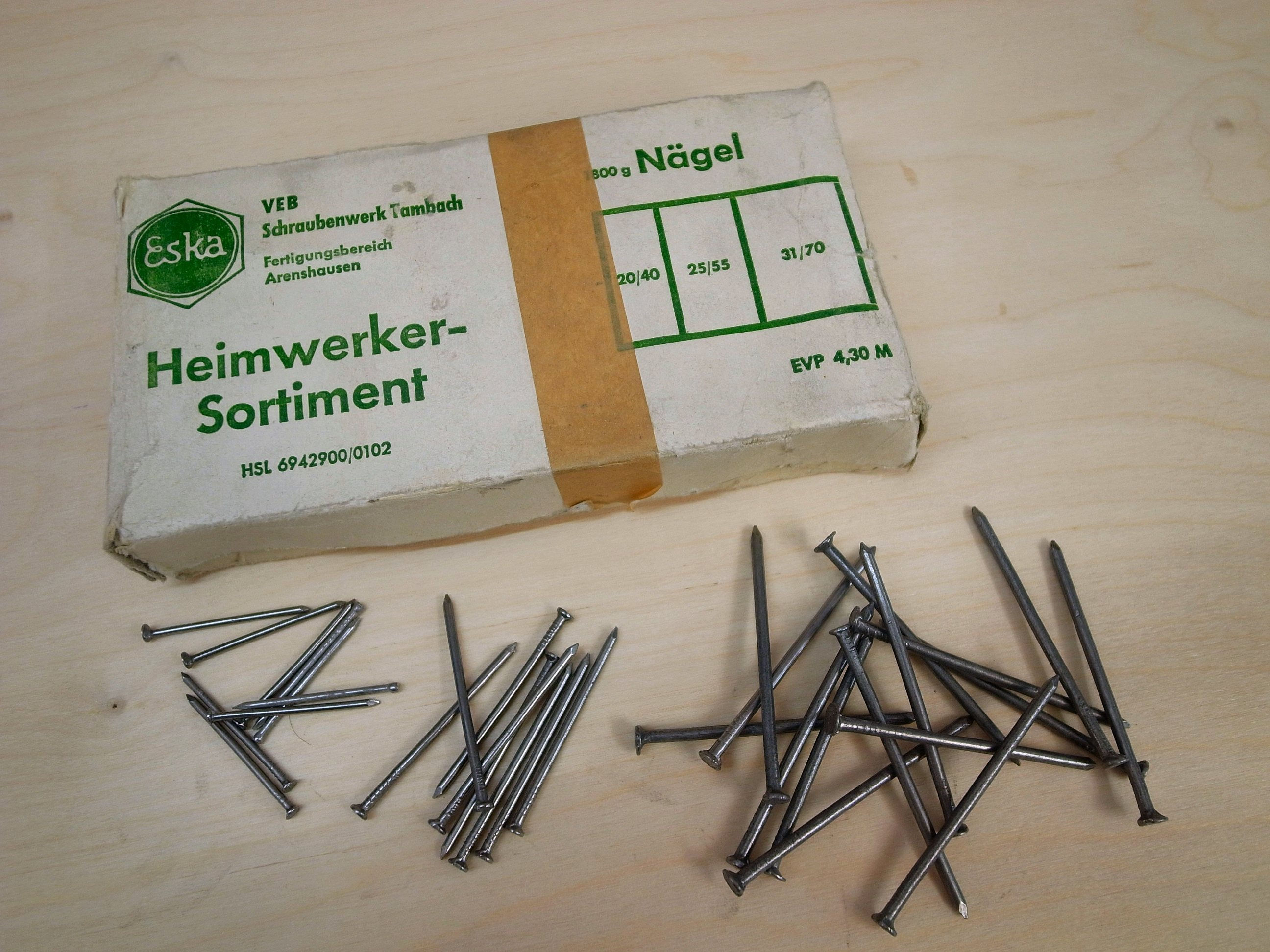
ESKA, Nägel Heimwerker-Sortiment

- ESINA: seit 1913 Essig und Senf aus Gröba(Riesa)/Chemnitz, nun in Chemnitz-Mittelbach[26]. Gehört heute zur „Born“-Marke aus Erfurt.
- ESKA: Schrauben und Muttern aus dem Schrauben-Kombinat Karl-Marx-Stadt
- Espewe: von Spezial-Prägewerk, Modellautos, hauptsächlich im Maßstab 1:87 (Nenngröße H0 der Modelleisenbahn)
- Esplendor: Linoleumfußbodenpflegemittel
- Esprit: weinhaltiges Getränk, ähnlich Vipa
- Eterna: Schallplatten (Klassik)
- ETS: Typenreihe des VEB Motorradwerk Zschopau
- ETS: Taschenlampe mit Trockenbatterie
- ETZ: Typenreihe des VEB Motorradwerk Zschopau
- EMW 321, EMW 327, EMW 340: Personenwagen, die auf BMW-Konstruktionen basierten und im Eisenacher Motorenwerk gefertigt wurden
- EMW R 35, Motorrad, bis 1951 als BMW R 35 vermarktet
- ESDA, Strumpfwaren aus dem Werk Erzgebirgische Spezial Damenstrümpfe Auerbach
- Exa: eine Kamera aus dem VEB Pentacon Dresden ab 1950; eine weitere Entwicklung war die Kamera „Exakta Varex“, doch die Exa wurde in der DDR das bevorzugte Modell, das mit dem Zubehör der Kamera „Practica“ kompatibel war
- excurat: ein Bademittel für Kleinkinder aus dem VEB Chemisches Kombinat Miltitz
- Expresso: Brühpaste
- Eva (Vorkriegsprodukt): eine Creme zur Haarentfernung aus dem VEB Kolloid-Chemie Leipzig[27]

## F

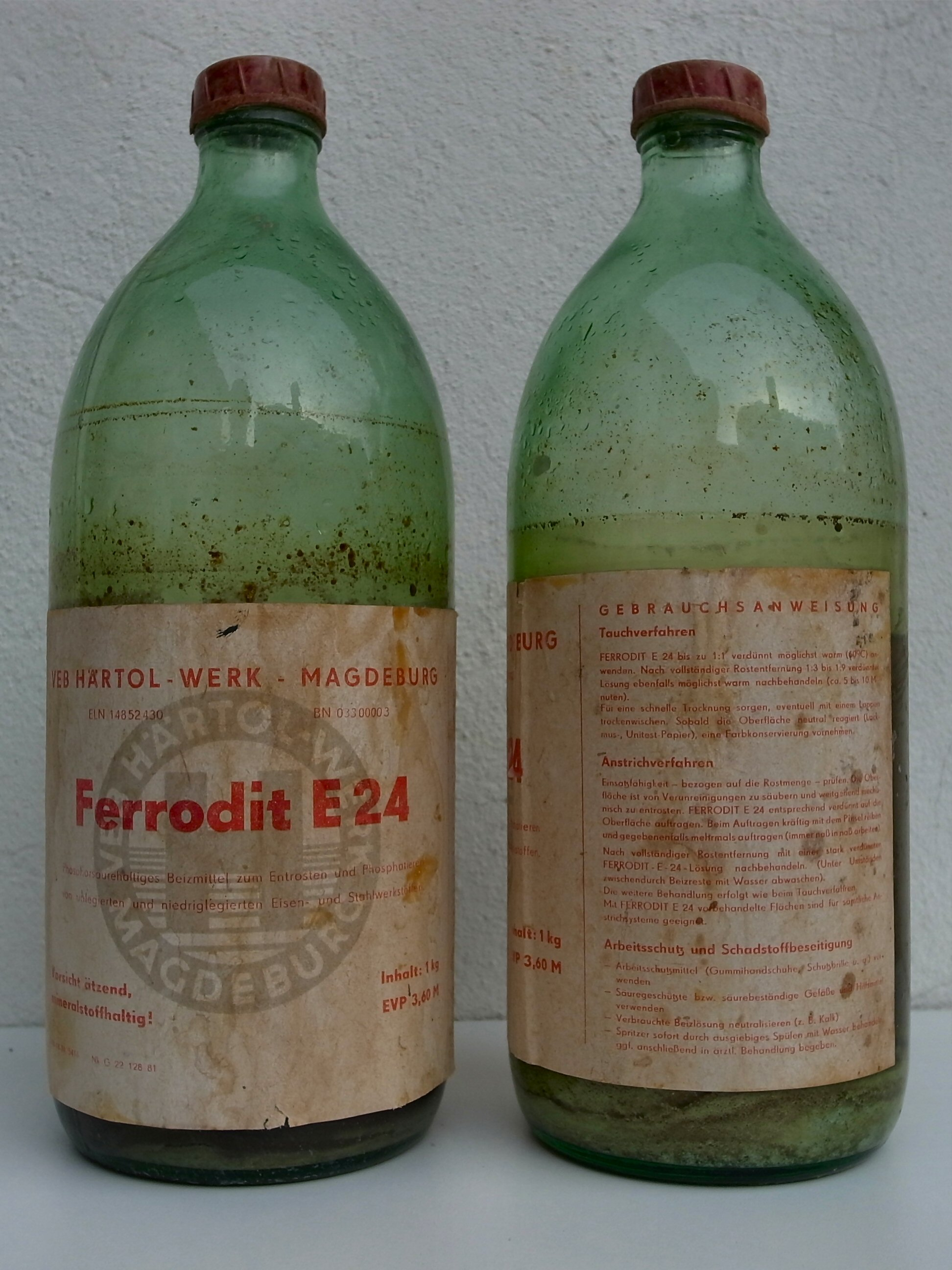
Rostumwandler Ferrodit E24

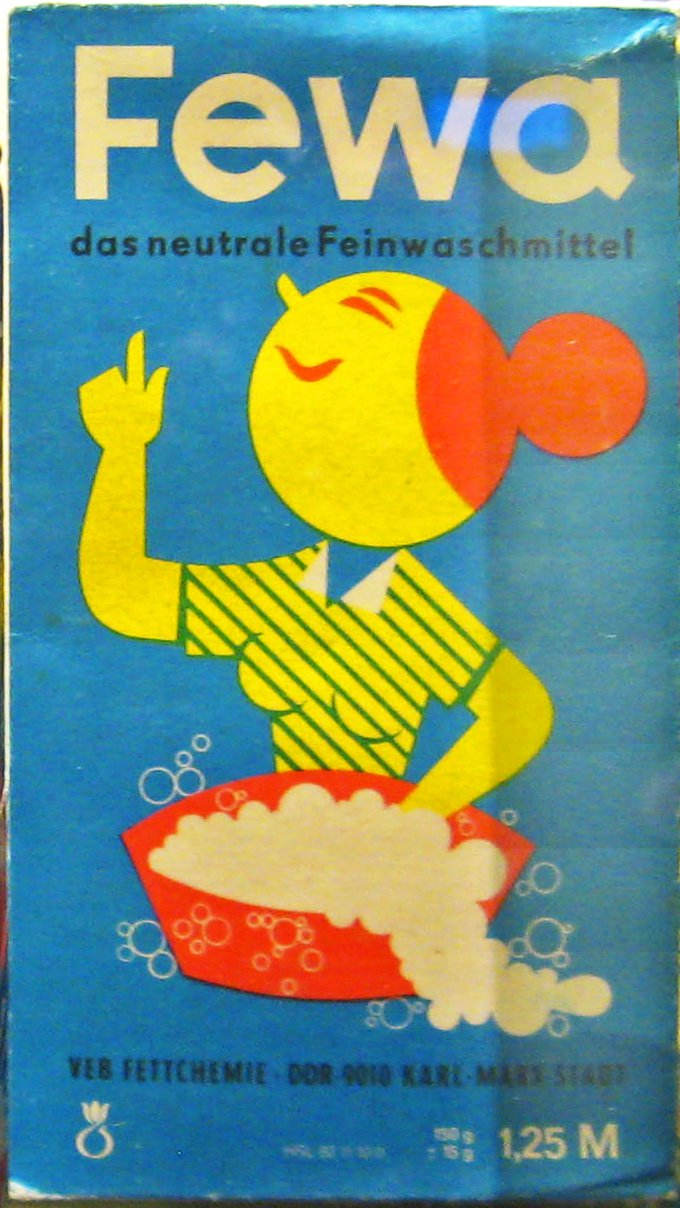
Fewa-Waschmittel

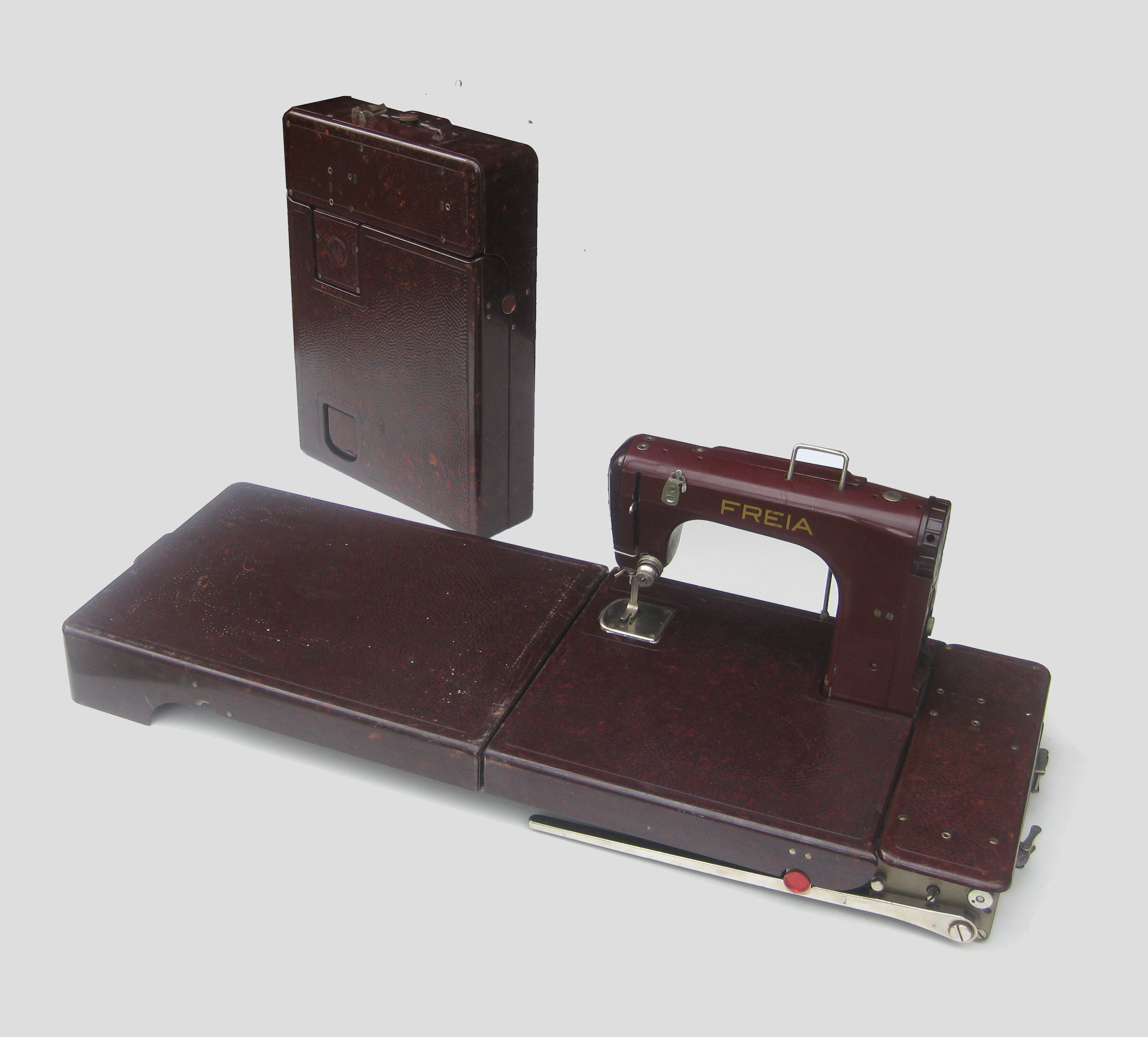
Nähmaschine Freia von 1948

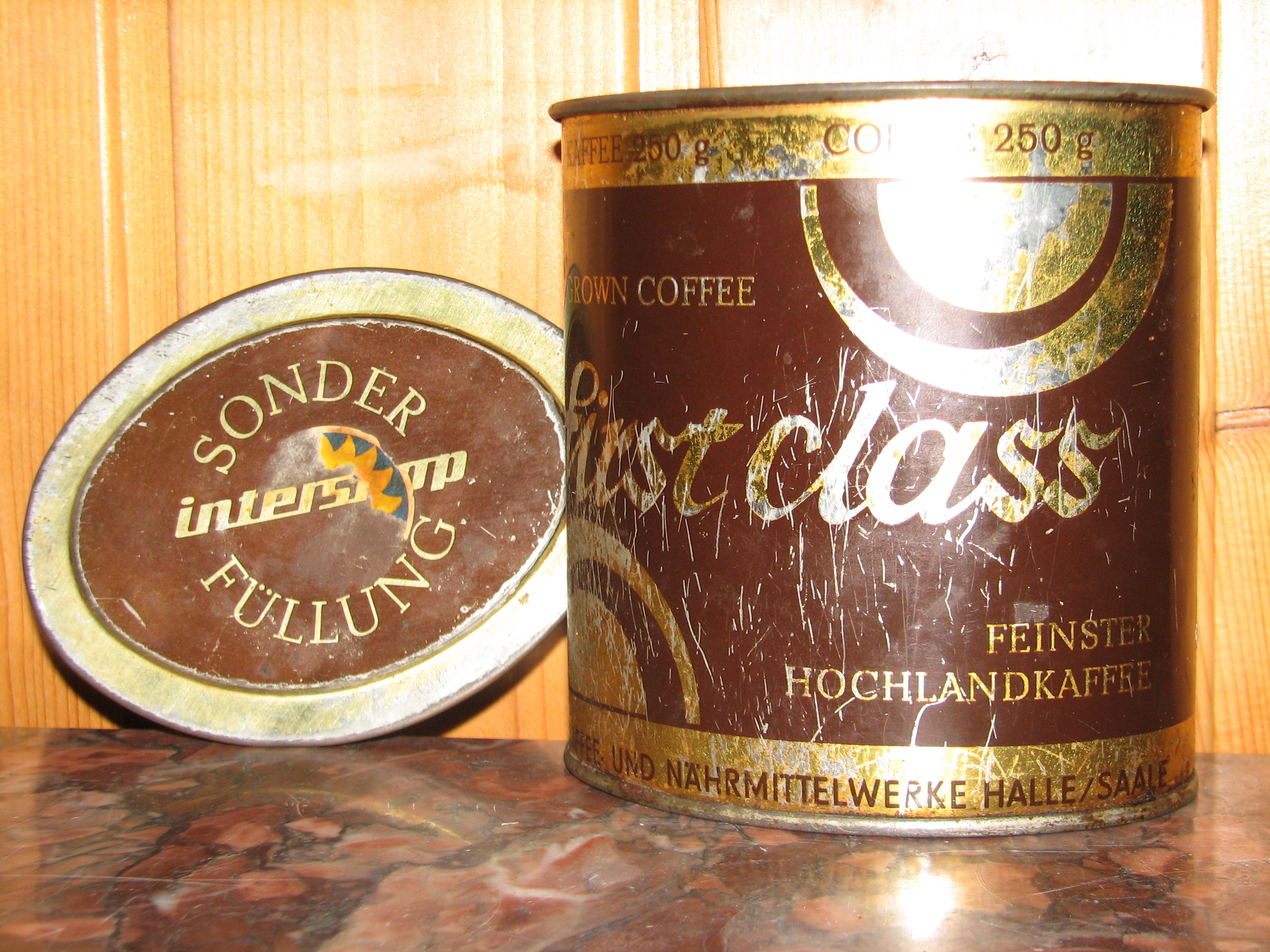
Blech-Kaffeedose first class (250 g), Intershop-Sonderfüllung aus dem VEB Kaffee- und Nährmittelwerke Halle/Saale

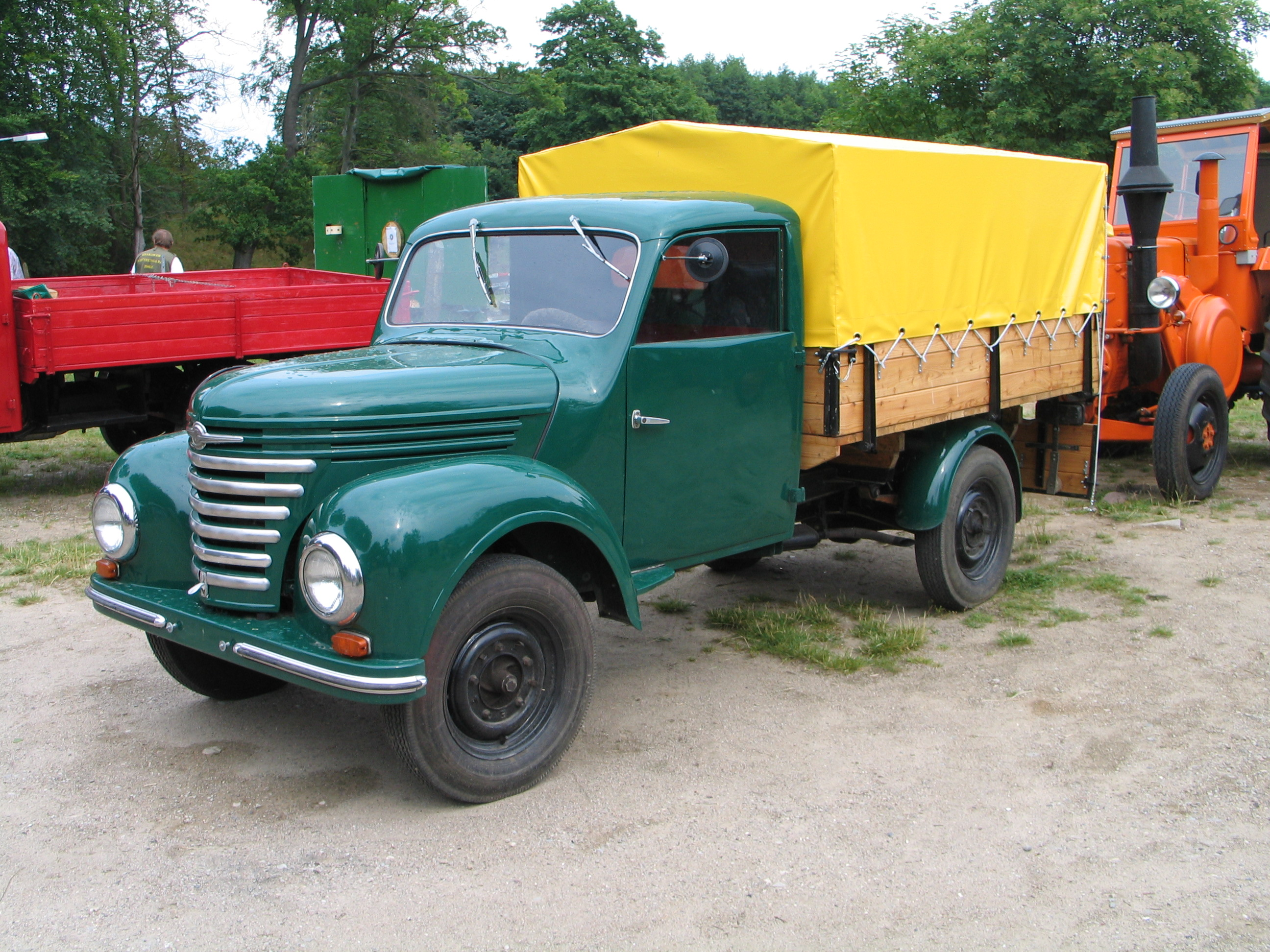
Framo V 901/2

- F 22: das Kältemittel Monochlordifluormethan aus dem VEB Chemiewerk Nünchritz, Betriebsteil Dohna über Heidenau (1976)
- F6: Zigaretten, ursprünglich f58[28]
- IFA F 8: Personenwagen auf Basis der Vorkriegsentwicklung, Karosserie teilweise aus Holz
- IFA F 9: Personenwagen auf Basis der Vorkriegsentwicklung DKW F 9
- Fagusan: Hustensaft, „Buchenteer“, Wirkstoff Kreosotum
- Falimint: apothekenpflichtige Lutschdragees gegen Halsschmerzen (aus dem VEB Fahlberg-List Magdeburg)
- Famula: Nähmaschinen aus dem VEB Nähmaschinenwerk „VERITAS“ Wittenberge
- Famulus: Vertriebsname des Traktors RS14 des VEB Schlepperwerk Nordhausen
- Fan: Frisier-Creme
- Faustan: Psychopharmakon
- Favorit: ein Fernsehtischgerät aus dem VEB Rafena Werke Radeberg bis 1960 produziert
- Fay: Feinwaschmittel des VEB Fettchemie Karl-Marx-Stadt für Grob- und Feinwäsche
- Feinfrost: gemeinschaftliche Marke der volkseigenen Feinfrostwerke der DDR: VEB Kühl- und Gefrierhaus „Oderbruch“ Werk Seelow, VEB Ogema Obst- und Gemüse-Verarbeitungsbetrieb Magdeburg, VEB „Elbtal“ Konservenkombinat Lommatzsch, VEB Konservenfabrik Laucha und dem VEB Konserven- und Marmeladen Fabrik Frankfurt/Oder
- Feinschmecker: eine Margarine, die später Marina genannt wurde
- Fekama: ein Pflanzenschutzmittel des VEB Fettchemie Karl-Marx-Stadt[29]
- Fekoma: Feinkostwerk Magdeburg ein Markenname des Verbandes Deutscher Konsumgenossenschaften
- FER (Fahrzeugelektrik Ruhla): Scheinwerfer, Rückleuchten, Blinker und Schalter für Kraftfahrzeuge aus dem VEB Kombinat Fahrzeugelektrik Ruhla. Der Betrieb hat auch die Wisch-wasch-Interval-Schalter für die Scheibenwischer sowie div. Signallampen gebaut.
- Ferrodit E24: ein Rostumwandler hergestellt im VEB Härtol-Werk-Magdeburg
- Fesia-form: ein Desinfektionsmittel des VEB Fettchemie Karl-Marx-Stadt[30]
- Fesia-mon: Ein Feindesinfektionsmittel für Hände und Unterarme des VEB Fettchemie Karl-Marx-Stadt[25]
- Fetzer: Schokoriegel
- Feutron: Sensor- und Steuerungselektronik des VEB Feutron Greiz/Thüringen
- Fewa – das neutrale Feinwaschmittel: hergestellt durch den VEB Fettchemie Karl-Marx-Stadt. Fewa wurde 1932 in Chemnitz erfunden und war das erste vollsynthetische Waschmittel der Welt.
- FFS 400 × 1600/IX NC: eine Sekrecht-Konsol-Fräsmaschine mit Schwenkkopf und numerischer Bahnsteuerung aus dem VEB Fritz-Heckert-Werk Karl-Marx-Stadt. Die numerische Steuerung lieferte der VEB Starkstrom-Anlagenbau Karl-Marx-Stadt
- FFW, manchmal wegen des Markenzeichens auch FWF gelesen: großes Holzspielzeug für Kindergärten, PGH „Friedrich Fröbel“, Werdau
- FI 58: Pflanzenschutzmittel
- Fichtennadel Badeseife: ein Produkt der Konsum Seifenwerk Riesa (150 g, 1,35 Mark)
- Fichtensekt: ein Badesalz der Firma Walter Erlemann & Cie – Chemische Fabrik Berlin (1960)[31]
- Filinchen: dünnes, feines Waffelbrot
- Fips: Saft
- first class: „Feinster Hochlandkaffee – Finest High Grown Coffee“ (= Originaltext auf ovaler 250-Gramm-Blechdose, etwa 12 Zentimeter hoch), Intershop-Sonderfüllung aus dem VEB Kaffee- und Nährmittelwerke Halle/Saale, ohne Jahr (ca. 1980er Jahre)
- Fit: Spülmittel
- FKrS 630 × 1250 NC: eine Senkrecht-Kreuzschiebetischfräsmaschine aus dem VEB Fritz-Heckert-Werk Karl-Marx-Stadt mit numerischer Steuerung aus dem VEB Starkstrom-Anlagenbau Karl-Marx-Stadt. Die Bewegung des Arbeitstisches betrug 1000 mm längs, 630 mm quer und 800 mm senkrecht in maximaler Position.
- Flammat: Kohlenanzünder
- Flavamed: Halstabletten mit gelbem Farbstoff
- Fleischer: Hersteller von Reisebussen
- Flibol: Insektenschutzmittel
- Flirt: ein Lippenstift aus dem VEB Gerdeen Schildow
- Flora: erste Trommelwaschmaschine für den Privathaushalt aus dem VEB Waschgerätewerk Schwarzenberg im Jahre 1954
- Florena: Creme und Kosmetikartikel vom VEB Florena Waldheim
- Format: ein Fernsehgerät aus dem VEB Rafena Werke Radeberg ab 1956
- Formo, ein Klemmbaustein der glerichnamigen Herstellers aus Gotha
- Foron: Haushaltsgeräte des Kombinat Haushaltgeräte Karl-Marx-Stadt, Betrieb dkk Scharfenstein
- Forum: ein Fernsehgerät aus dem VEB Rafena Werke Radeberg ab 1957 mit UKW-Rundfunk ausgestattet
- Forum: Zigaretten für 6 DDR-Mark wie Duett
- Forum Super 6: ein weiterentwickeltes Fernsehgerät als Standgerät bis 1968 aus dem VEB Rafena Werke Radeberg
- Forster Etagenheizung: Warmwasserheizung mit Kohleofen und Wasserumlauf mittels Pumpe
- Fortschritt: Landmaschinen
- Framo: Frankenberger Motorenwerke, Vorgänger des Barkas-Kleintransporters
- Freia: eine Nähmaschine aus dem VEB Ernst-Thälmann Werk Suhl (MEWA) ab 1948
- Fri-dohna: eine Produktserie als Kühlmittel, Treibgas und Feuerlöschmittel aus dem VEB Chemiewerk Nünchritz im Kreis Riesa (1976)
- Fridor: ein Rasierwasser aus dem VEB Rosodont-Werke Waldheim
- frischfein: Markenname auf den Produkten des VEB Dresdner Margarinewerk ab 1955
- Frische Rahmbutter: Halbfettbutter mit 45 % Fettgehalt, von 1990 bis 2019 unter dem Namen Die Frische Sahnige weiter im Handel
- Fritz Heckert: FDGB-Urlaubsschiff für verdiente Arbeiter und SED-Genossen
- Frottana: Frottierwaren (Handtücher, Bademäntel) vom VEB Frottana Großschönau
- FWS 30: ein Metallbearbeitungsfluid aus dem Petrolchemischen Kombinat Schwedt (1976)

## G

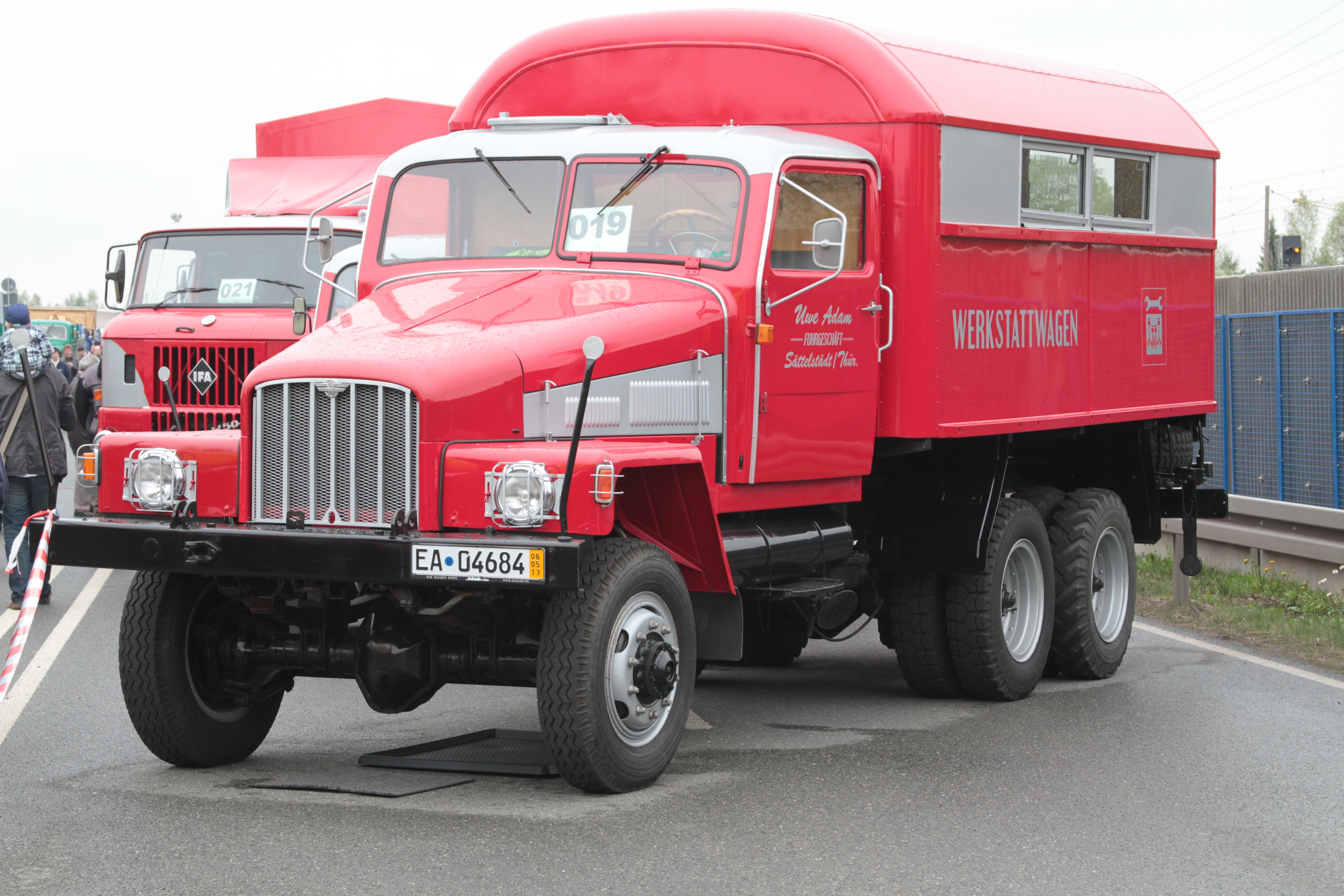
IFA G5

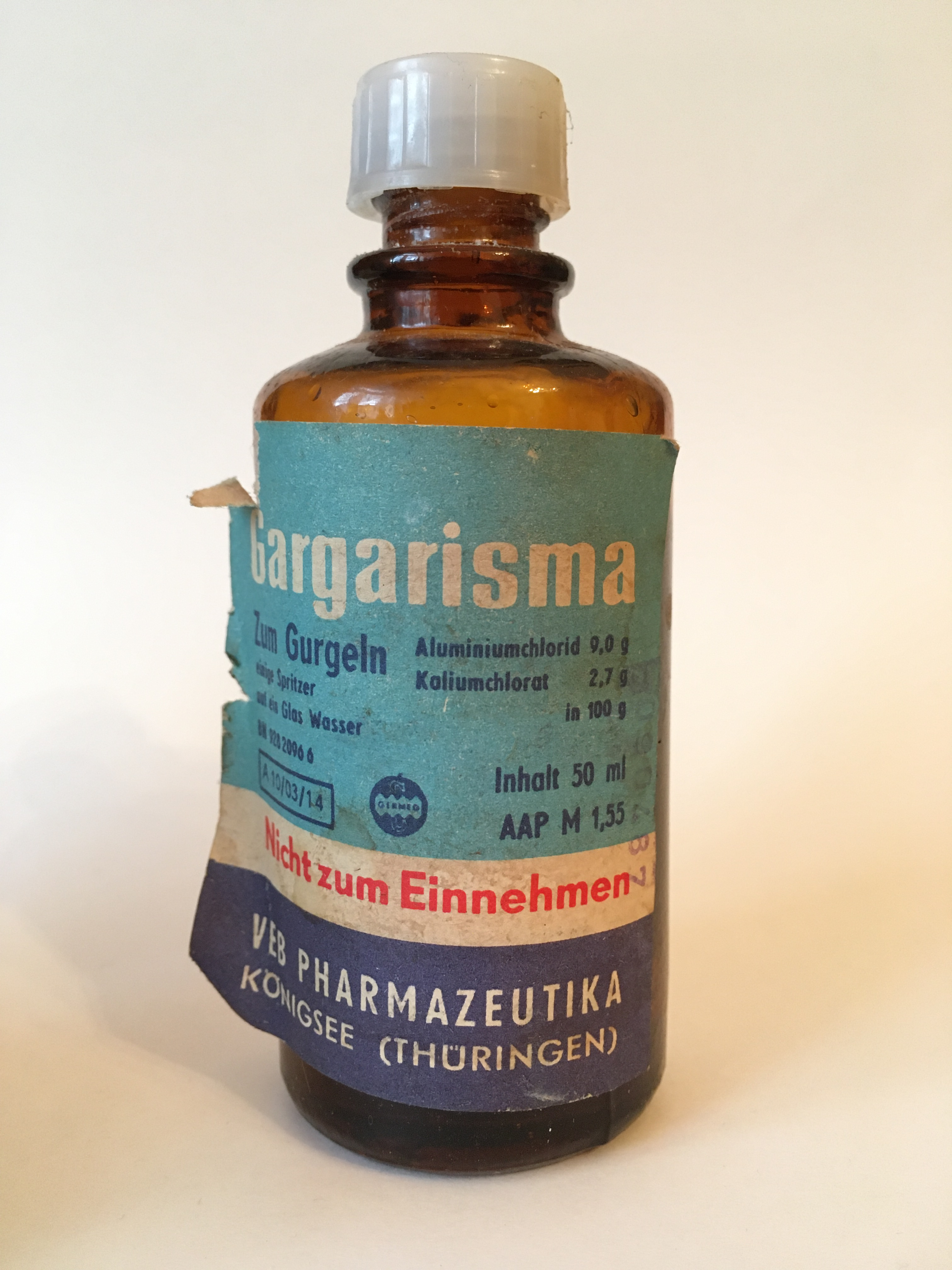
Gargarisma zum Gurgeln des VEB Pharmazeutika Königsee (Thüringen)

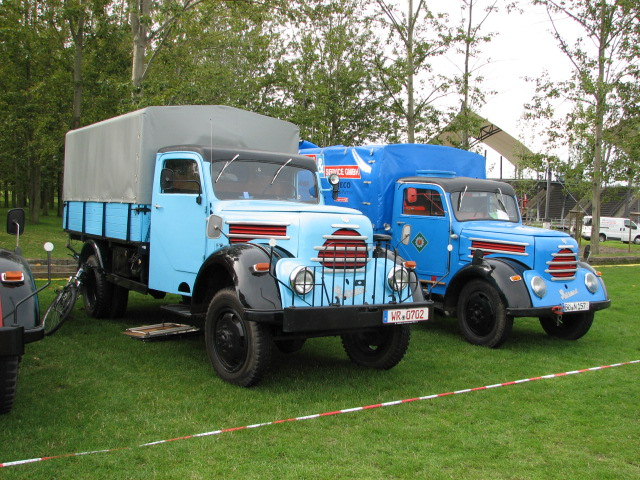
Zwei Robur Garant

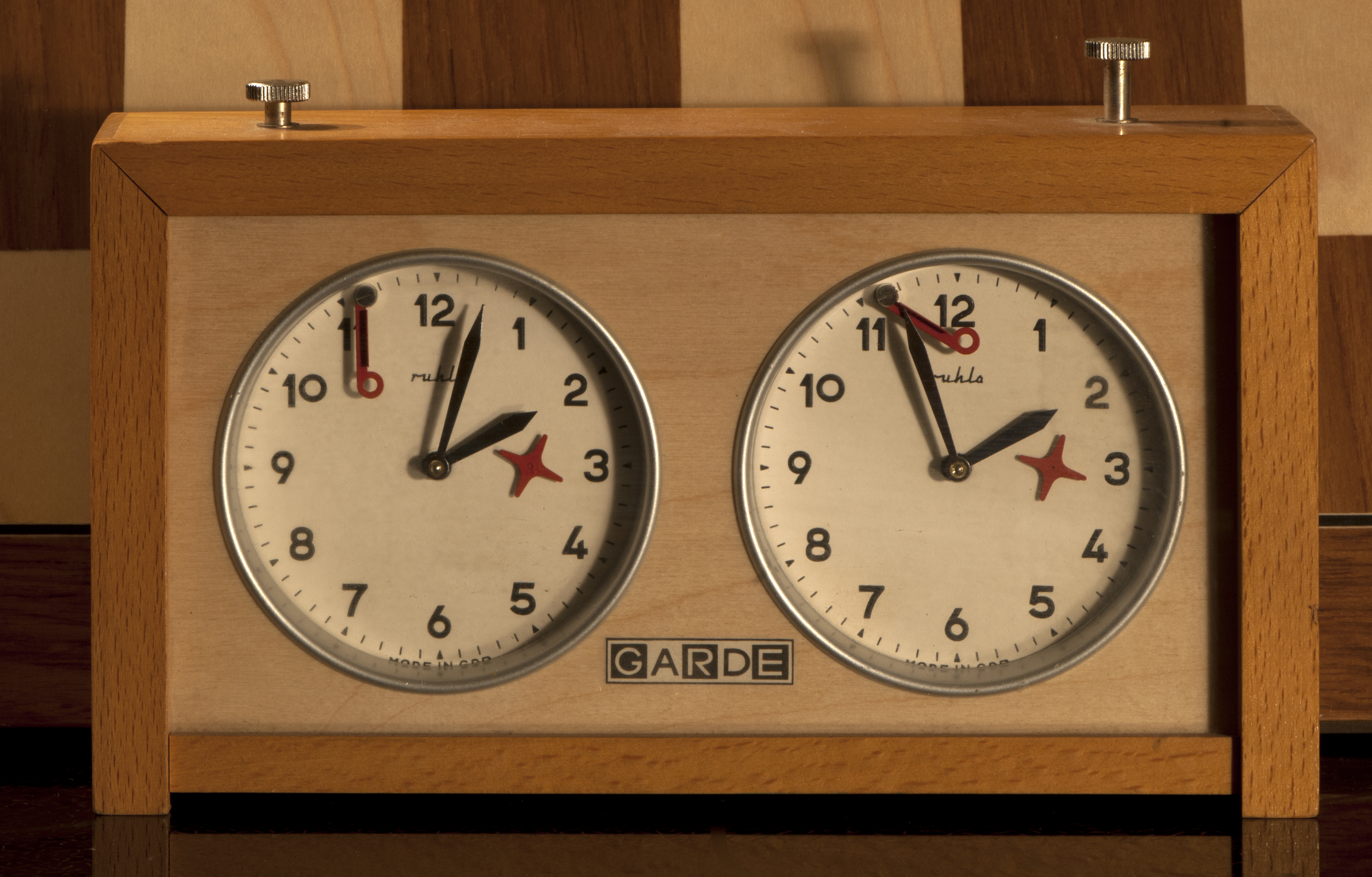
Eine GARDE-Schachuhr der Uhrenwerke Ruhla

- G5: ein geländegängiger LKW auf Basis des LKW IFA H6 aus dem VEB Kraftfahrzeugwerk Ernst Grube in Werdau
- GA 4: erster vollautomatischer Geschirrspüler der DDR mit sechs Waschprogrammen aus dem VEB Elektrogerätewerk Suhl ab 1971
- GAA5000: eine Leitzentrale für Wohnhäuser und Gesellschaftsbauten, kam ab Mitte der 1980er Jahre zum Einsatz
- Gamat: Markenname für Gasheizgeräte, die auch international beworben wurde. In Anzeigen in der DDR wurde die Flasche Cinzano im Werbebild aus unbekannten Gründen nicht entfernt[32]
- Garant: Lastkraftwagen der Robur-Werke in Zittau, Nachfolger des Phänomen Granit
- GARDE: Schachuhr des VEB Uhrenwerke Ruhla
- Gargarisma: Gurgelmittel gegen Halsschmerzen
- GDC1: (Grafik-Display-Computer 1), ein 1985 veröffentlichter Computerbausatz, der teilweise kompatibel zum Sinclair ZX Spectrum war
- GEEE 1.1.1.: ein Etagen-Brat- und Backofen aus dem Kombinat Ascobloc, elektrische Nennleistung: 9 kW[25]
- Geracord: Kassettenrecorder Mono oder Kassettenrecorder Stereo vom VEB Elektronik Gera
- Gemol: Waschhilfsmittel
- Gentina Spezial: ein Haushaltswaschmittel des VEB Persil-Werk Genthin (1950)
- Gesichts-Dampfkräuter: eine dosierte Mischung der Kosmetikfirma Charlotte Meentzen Dresden im Jahre 1965
- GERDEEN: Kosmetika (Nagellacke, Lippenstifte, Puder) aus dem VEB Gerdeen – Werk für feine Kosmetika Schildow[33]
- GERMED: Pharmaprodukte des Pharmazeutischen Kombinates GERMED Dresden
- Germina: Sportbekleidung, Sportschuhe, Sportgeräte vom VEB Germina Schmalkalden
- GEWES: eine Marke von Gelenkwellen aus dem Gelenkwellenwerk Stadtilm in Thüringen ab 1968
- GHEA: Kennung einer Serie von Elektro- und Gasherden aus dem Kombinat Ascobloc[25]
- glätt: eine Frisiercreme für Männer und Frauen, hergestellt von der Chemischen Fabrik Gerecke & Co. Berlin im Jahr 1957
- GLASFRIT: ein Fettbackgerät der Firma Rönsch KG Dresden im Jahre 1957
- GLEE 1: ein elektrischer Luftkochschrank aus dem Kombinat Ascobloc (Gasausführung: GLGE 1)[25]
- Gly-S: eine Glyzerin-Creme der Leipziger Kosmetische Fabrik Wolfgang Haschke ab 1961
- GMG 2,5: ein geländegängiges Mehrzweckgerät aus Baugruppen des LKW W 50 verwendbar als Gabelstapler, Bergefahrzeug oder Zugmaschine hergestellt von VEB Eilenburger Baumaschinenwerke
- Goldbrand: preiswerter Weinbrandverschnitt (14,50 M für 0,7 l – aufgrund des Preises manchmal spöttisch als „Zehn vor Drei“ bezeichnet)
- Goldbroiler: Werbe-Name für ein Brathuhn bzw. Name einer Restaurantkette, die sich auf Hühnerfleischgerichte spezialisiert hat und von der HO betrieben wurde
- Goldfuchs: Jeans LP
- Goldina: eine Delikatess-Margarine mit Vollmilch vom VEB Öl- und Margarineindustrie Magdeburg (1967), die in einem Plastebecher mit Folienabdeckung in den Handel kam
- Goldkrone: besserer Weinbrandverschnitt (27,00 M für 0,7 l)
- Goldpfeil: Geräte des VEB Goldpfeil Hartmannsdorf; wichtiger Radio- und Magnetkopf-Hersteller, später zum Kombinat Robotron gehörend
- Goldpunkt Schuhfabrik Berlin, Erich-Weinert-Straße 145, Schuhproduktion, seit 1976 Gestattungsproduktion für Salamander (Schuhe)
- Goldquell: Biermarke gebraut in Bad Langensalza von der Brauerei Emil Müller KG, VEB Brauerei Gotha - Betriebsteil Bad Langensalza sowie VEB Getränkekombinat Erfurt
- Goldsiegel: Weinbrandverschnitt (17,50 M für 0,7 l)
- Gotano: Wermut
- Gothaplast: Pflaster und Verbandmittel aus Gotha, ehem. VEB Jenapharm.
- GPEA: eine elektrische Kippbratpfanne aus dem Kombinat Ascobloc (GPAA: Typausführung für Gasfeuerung)[25]
- Granit: (kleinerer) Lastkraftwagen von Phänomen Zittau, Vorgänger des „Garant“
- Gr bacto: Desinfektionsmittel des VEB Waschmittelwerk Genthin[34]
- Grilletta: Variante des Hamburgers
- GRISUTEN: eine Polyesterfaser, ab dem 1. April 1961 produziert im VEB Chemiefaserwerk Premnitz[35]
- GRÖNLAND: Gefriergutlagertruhen aus dem VEB Kühlmöbelwerk Erfurt
- Glashütter Uhrenbetriebe: auch GUB genannt, hochwertige mechanische und elektronische Uhren, Schaltelektronik
- GSU 315 × 500: eine Universalgewindeschleifmaschine vom VEB Mikromat Dresden[36]
- Grobella: ein Unterhemd aus dem Stoff Dederon
- Groma Gromina, Kolibri und Combina: Schreibmaschinen
- Gützold: Hersteller von Modelleisenbahnen, Zwickau
- GWEA: ein elektrisches Wärmebad zum Warmhalten von Speisen, hergestellt vom Kombinat Ascobloc. Der Anschlusswert betrug als Nennaufnahme 4,5 kW und hatte einen Wasserinhalt von 60 Litern. Der Gerätetyp GWAA3 wurde mit Gas beheizt, der Gerätetyp GWDA mit Niederdruckdampf.[25]

## H

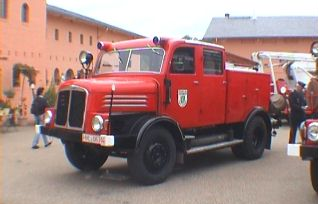
IFA H3A

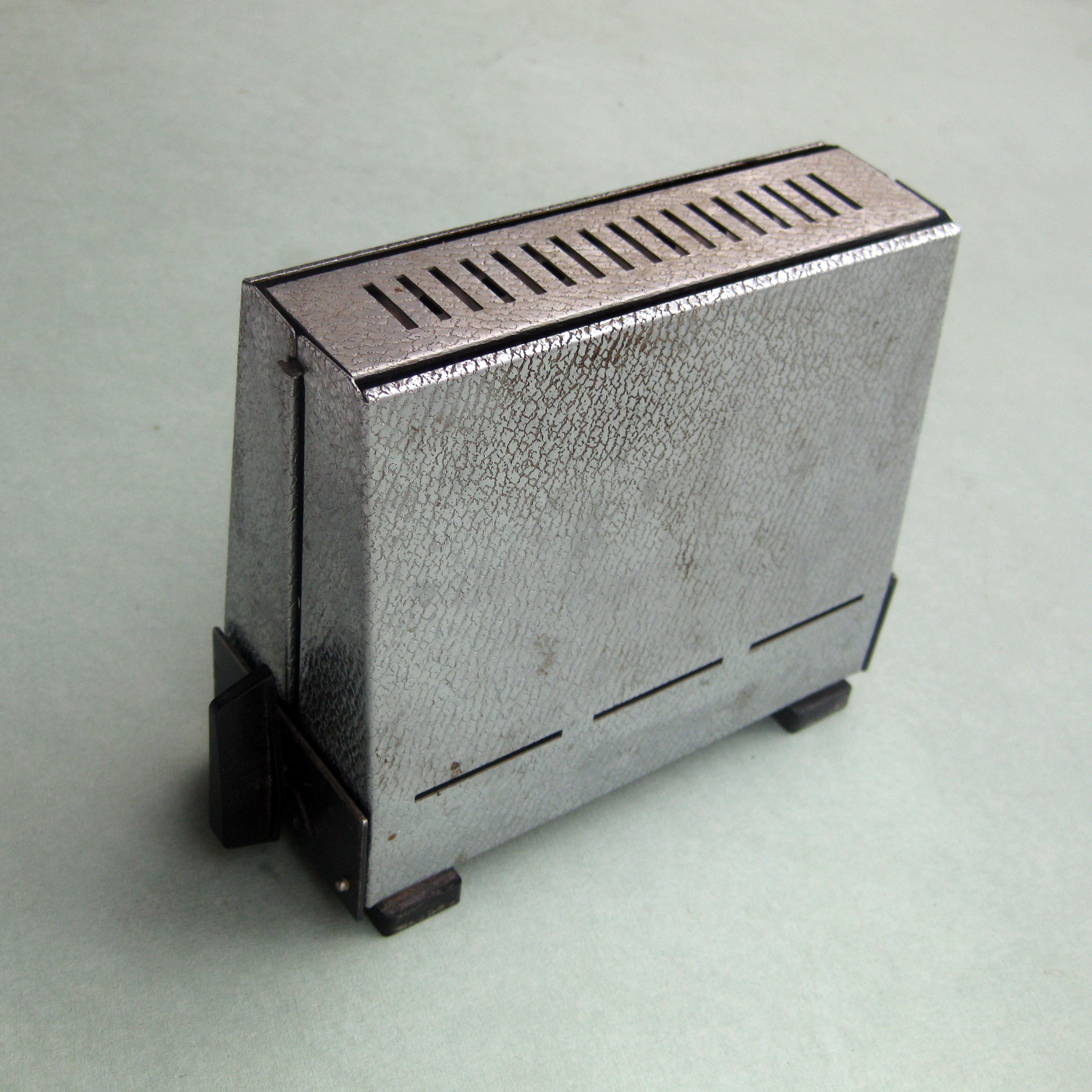
Hageka-Toaster

- H 115 TK: ein Haushaltkühlschrank aus dem VEB dkk Scharfenstein im Kombinat VEB Monsator, Scharfenstein (dkk: deutsche Kühl- und Kraftmaschinen)
- H3, H3A und H6: Lastkraftwagen
- H6B: Bus auf Basis des LKW H6
- Habämfa: Hallesche Bäckereimaschinenfabrik
- Habicht: Simson Kleinkraftrad
- Hainich: Konserven und Konfitüren
- Hageka (Toaster), hergestellt vom Elektro-Maschinen-und Gerätebau Hans-Georg Krüger
- Halberstädter Würstchen: ein Produkt aus dem VEB Halberstädter Fleisch- und Wurstwarenwerke, das im Jahr 1966 auf der Leipziger Messe mit einer Goldmedaille für Spitzenerzeugnisse ausgezeichnet wurde
- Halko (Halberstädter Konserven): Konserven aus dem VEB Halberstädter Fleisch- und Wurstwarenwerke
- Halloren-Kugeln: Pralinen aus der Halloren Schokoladenfabrik Halle
- Hansa-Keks: Eckiger Butterkeks aus der Keksfabrik Brand-Erbisdorf
- Hartparaffin VR: ein Produkt für die Verpackungsindustrie zum Konservieren, Isolieren oder Imprägnieren aus dem Petrolchemischen Kombinat Schwedt. Ähnliche Produkte waren Hartparaffin R, Spezialparaffin R und Paraffincompounds (1976)
- Havelland: Obst- und Gemüsekonserven, Säfte
- HBM 250 „Multimax“: Bohrmaschine aus dem VEB Werkzeugkombinat Schmalkalden, Elektrowerkzeuge Sebnitz
- HBM 480: Bohrmaschine aus dem VEB Mansfeld Kombinat; aufgrund der höheren Leistung der handlichen Multimax überlegen
- HC 900: Kleincomputersystem aus dem VEB Mikroelektronik „Wilhelm Pieck“ Mühlhausen; Vorgänger des KC85/2
- HC-BASIC ein BASIC-Dialekt der 1984 für diverse Kleincomputer erschien
- HCX: Computerbausatz des Schwermaschinenbau-Kombinat „Ernst Thälmann“ (SKET)
- Heckert: Werkzeugmaschinen des VEB Werkzeugmaschinenkombinat „Fritz Heckert“
- Heiko: Schreibgeräte aus dem VEB (K) Füllhalterfabrik Wernigerode
- Heilpunkt: HustenPerlen der Firma Th. Heinz Klemm KG, Jena; die Packung mit 190 Perlen kostete 0,90 M
- HELAPOX: Zweikomponenten-Klebstoff, schnellhärtend
- HELASTOFIX: elastische Dichtungsmasse
- HELAZET: Mehrzweckklebstoff

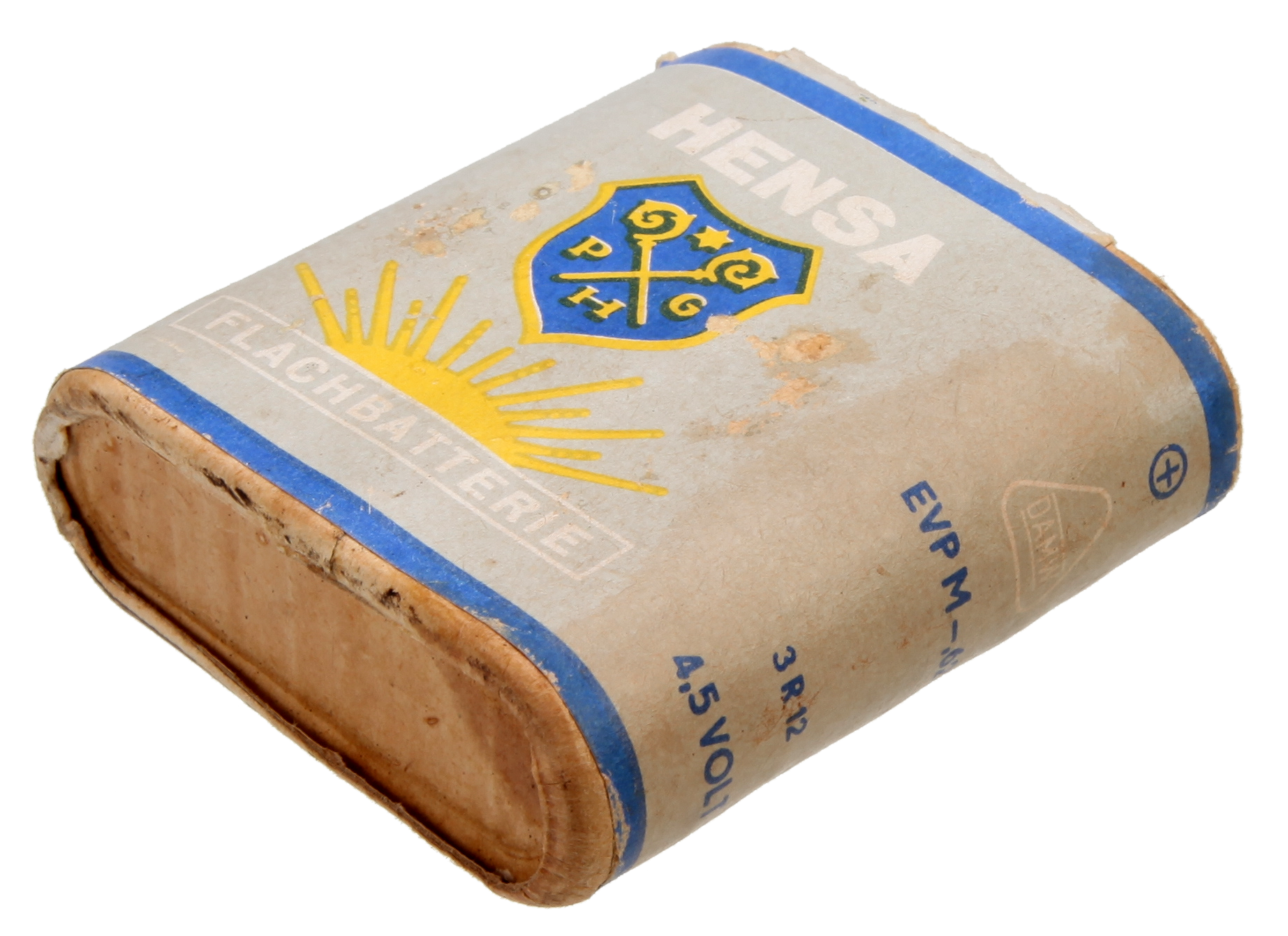
Hensa Flachbatterie 3R12 mit eingestanztem Produktionsdatum 23 72 (23. Woche 1972), EVP: 0,62 Mark

- HENSA: Batterien der Paul Gustav Hensel Batteriefabrik in Bischofswerda
- Heliotekt: medizinisches Lichtschutzpräparat aus dem VEB Vasenol-Werk Leipzig (1961)
- HELIRADIO: früher „Heli“, produzierte hochwertige Heimelektronik, vor allem Rundfunkgeräte und Lautsprecherboxen aber auch Studiotechnik
- Henneberger (Vorkriegsmarke): Porzellan (Porzellanfabrik Ilmenau)
- Henri, vormals Henze: verschiedene Hartkaramellbonbons wie Milchecken, Milch-Drops, Honig-Bonbons, Diamant Dessert-Bonbons, gefüllte Milch-Bonbons, Knickebein (VEB Bonbonspezialfabrik Henri Eilenburg)
- Herbacin (Vorkriegsmarke): ein Haarwasser mit Wirkung gegen Haarausfall
- Hermes Schreibwaren: Hermes Graphischer Spezialbetrieb Halle
- Hermal-Puder: ein Produkt des VEB Pharmazeutisches Werk Dresden (vorher beim VEB Bonawerk Magdeburg produziert)
- Herr (Vorkriegsmarke): Modelleisenbahnen der L. Herr KG, durch Verstaatlichung 1972 in Espewe und Piko aufgegangen
- Hexenkerze: Milcheis in verschiedenen Geschmackssorten, mit bis zur Hälfte reichendem Schokolademantel
- Hexenkuss: Vanille-Eis, mit bis zur Hälfte reichendem Schokoladenmantel
- Hexenmeister: Fleckenmittel
- Hingfong-Essenz: Magenmittel des VEB Pharmazeutisches Werk Meuselbach
- Hirschblut: Mehrfrucht-Tischwein des VEB Kelterei Neugreußnig
- HKU: Hochleistungs-Küchen-Universalmaschine aus dem VEB Feuma Größnitz[25]
- HL: Pflanzenschutzmittel
- HL xxx / HW xxx: eine Serie von Fahrzeuganhängern unterschiedlicher Größe und Nutzlast für LKW und Traktoren
- HM 20.xx, ein Nutzfahrzeug Anhänger mit bis zu 2T Nutzlast, speziell für den Klein-LKW Multicar
- HMO 1: ein Mikrowellenofen aus dem VEB Elektrowärme Sörnewitz[25]
- Hobby-Plast: Polyesterharz für Modellbau (für z. B. glasfaserverstärktes Polyester)
- Homeka: eine Hochleistungs-Mehrzweck- und Konditoreimaschine aus dem VEB Vereinigte Bäckereimaschinenwerke Halle (Saale),[25]
- HP xxx: eine Serie von Fahrzeuganhängern unterschiedlichster Größe und Ausstattung für PKW
- Hycomat: Pkw-Umbau (v. a. Trabant 601) für Gehbehinderte. Über eine Hydraulikanlage konnte die Kupplung mittels eines Hebels vom Lenkrad aus bedient werden.
- Hydramon: ein Mittel zur Hygiene der Frau, hergestellt vom VEB Fettchemie Karl-Marx-Stadt
- Hylotox: Holzschutzmittel[37]

## I

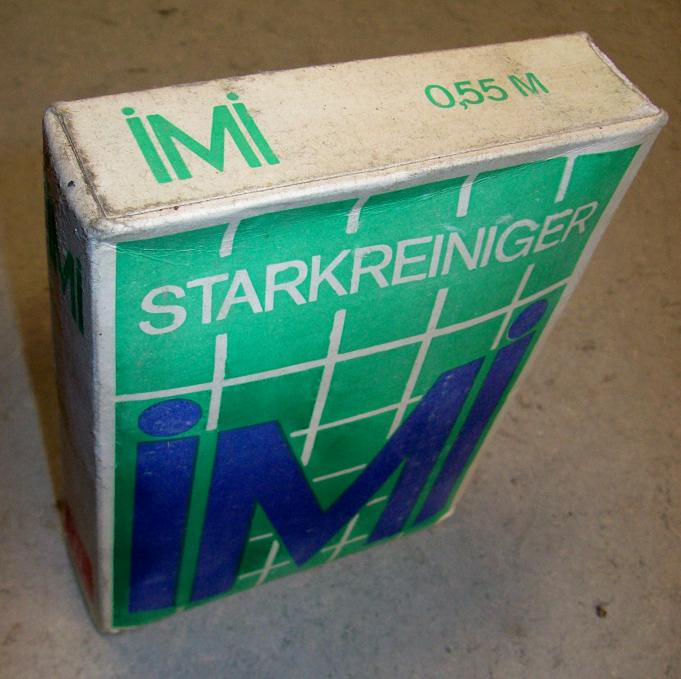
IMI

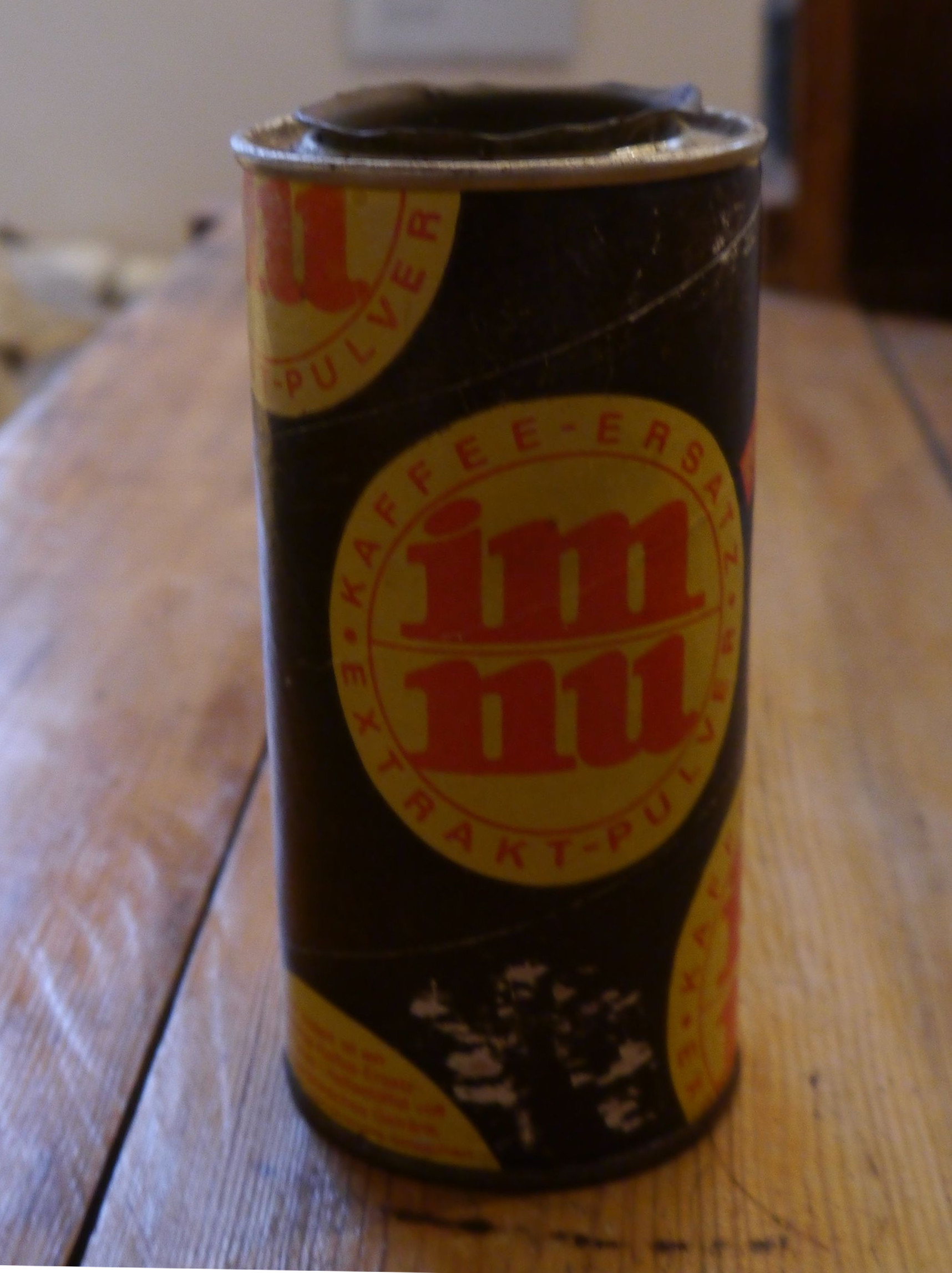
Im-Nu-Malzkaffee

- IFA: Herstellerbezeichnung (Industrieverband Fahrzeugbau) beinahe aller Straßenfahrzeuge in der DDR[38]
- IKA (Installation, Kabel, Apparate, Industrieverband der Hersteller elektrotechnischer Erzeugnisse): unter der Marke IKA Electrica wurden ab 1962 Erzeugnisse der Elektrotechnik von 40 Herstellern angeboten
- Ikarus, Busse, Import aus Ungarn
- Ilona: ein Fernsehgerät aus dem VEB Fernsehgerätewerk Staßfurt, produziert von 1963 bis 1967
- IMI (Vorkriegsmarke): Starkreiniger (Reinigungsmittel/Geschirrspülmittel), die Handelsbezeichnung wurde auch in Westdeutschland benutzt
- Imme: eine Küchenmaschine aus dem VEB Döbelner Beschläge und Metallwerke
- Immergut: Kaffeesahne, Kondensmilch
- im nu: Instant-Malzkaffee
- Imuna: Tampons
- Indra: Kosmetik
- Ines: ein Fernsehgerät aus dem VEB Fernsehgerätewerk Staßfurt mit 47 cm Bildschirm-Diagonale, produziert ab 1968
- Inka: Zigaretten
- Intecta (inter-architectura): ab 1968 traten auf der Leipziger Messe unter diesem Namen Möbelhersteller der DDR mit ihren Produkten auf. Ein Jahr danach gab es in der DDR unter diesem Namen Einrichtungshäuser.
- Intercamp: Wohnwagen mit doppelschaligem Wandaufbau aus GFK und dazwischen liegender PU-Schaumisolierung
- Iris: ein Haarwaschmittel für Damen aus dem VEB Zitza-Werk Zeitz
- IRS 2000: eine Industrierobotersteuerung (IRS) aus dem VEB Numerik Karl-Marx-Stadt (1980)
- ISSI: eine Kaffeemaschine aus dem VEB Elektrowärme Sörnewitz im Jahre 1960. Als Zusatzleistung wurde eine Kaffeekanne aus Meißner Porzellan oder Glas angeboten. Die Nennaufnahmeleistung des Geräts betrug 500 Watt bei 220 Volt Wechselstrom.
- Ixylon: Segeljolle

## J

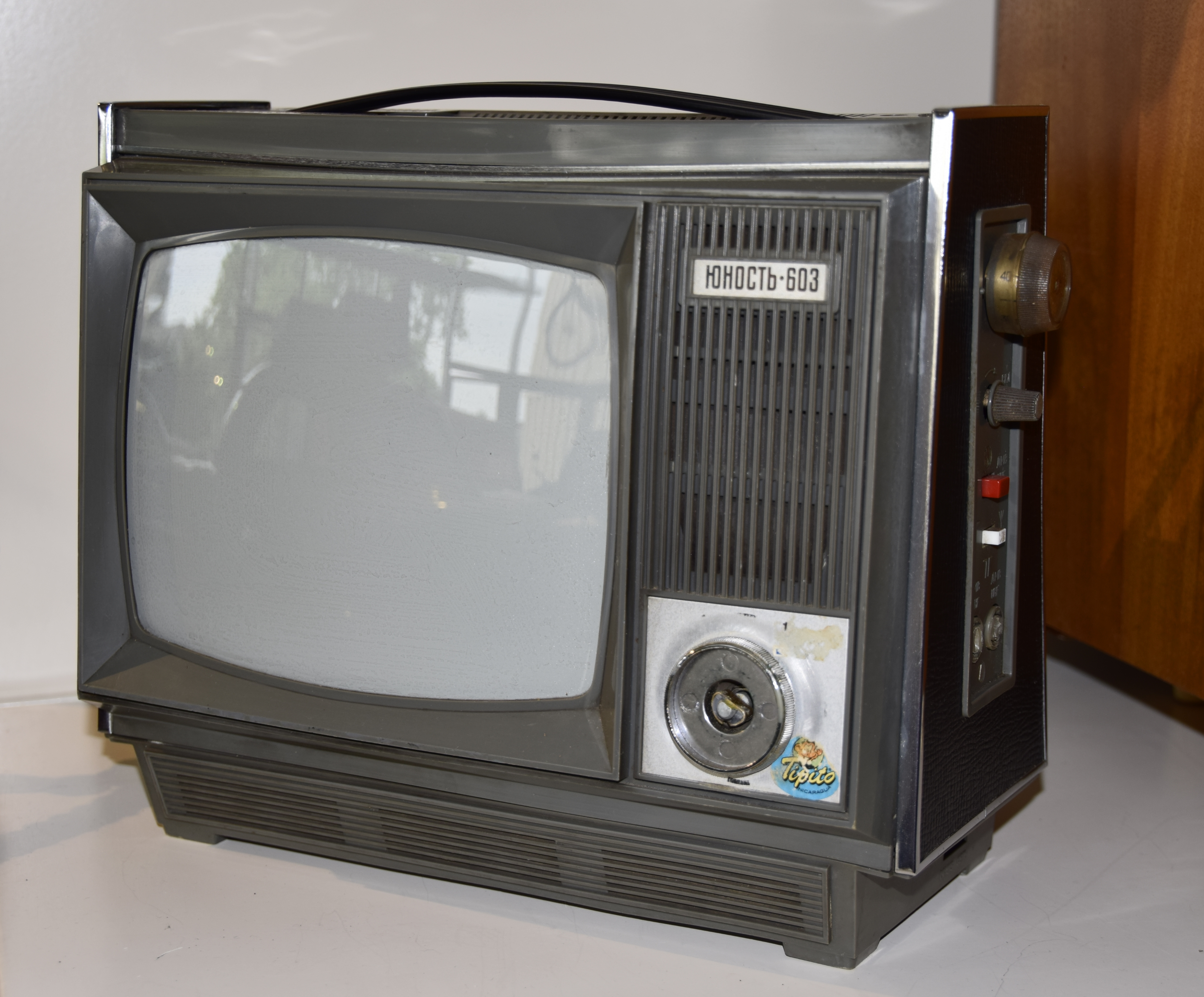
Der tragbare Fernseher Junost 603

- JAMB: ein Betriebssystem in russischer Sprache für den PC1715
- Jäger Eisenberg (Vorkriegsmarke): Porzellan
- Jawa: Motorrad mit 175, 250 oder 350 cm³ Hubraum, ČSSR
- Jelcz, Lastkraftwagen, Import aus Polen
- Jenaer Glas: Hauswirtschaftsglas und feuerfestes Glasgeschirr aus dem VEB Jenaer Glaswerk Schott & Genossen (Begriff ist älter)
- Jenapharm (VEB): Pharmaunternehmen in Jena. Hormonpräparate, Pflaster etc.
- Joker: Schokoriegel
- Jubilar: filterlose Zigaretten
- Juno (1909 eingetragene Vorkriegsmarke als Filterlose, Hersteller Josetti, Berlin): Zigaretten wurden im VEB Tabak Nordhausen hergestellt,[39][40] die Markenbezeichnung gab es, in anderer Aufmachung, auch in Westdeutschland
- Junost 603: ein tragbares Fernsehgerät aus der Sowjetunion, ab 1973 als Importgerät innerhalb der RGW-Arbeitsteilung für 1150 Mark verkauft
- Jupiter: Schokolade
- Juwel: Zigaretten
- Jütro: Konserven und Feinkostartikel, früher in Jüterbog (gegründet 1911), heute als Jütro Tiefkühlkost GmbH & Co. KG mit Sitz in Jessen (Elster)[41]

## K

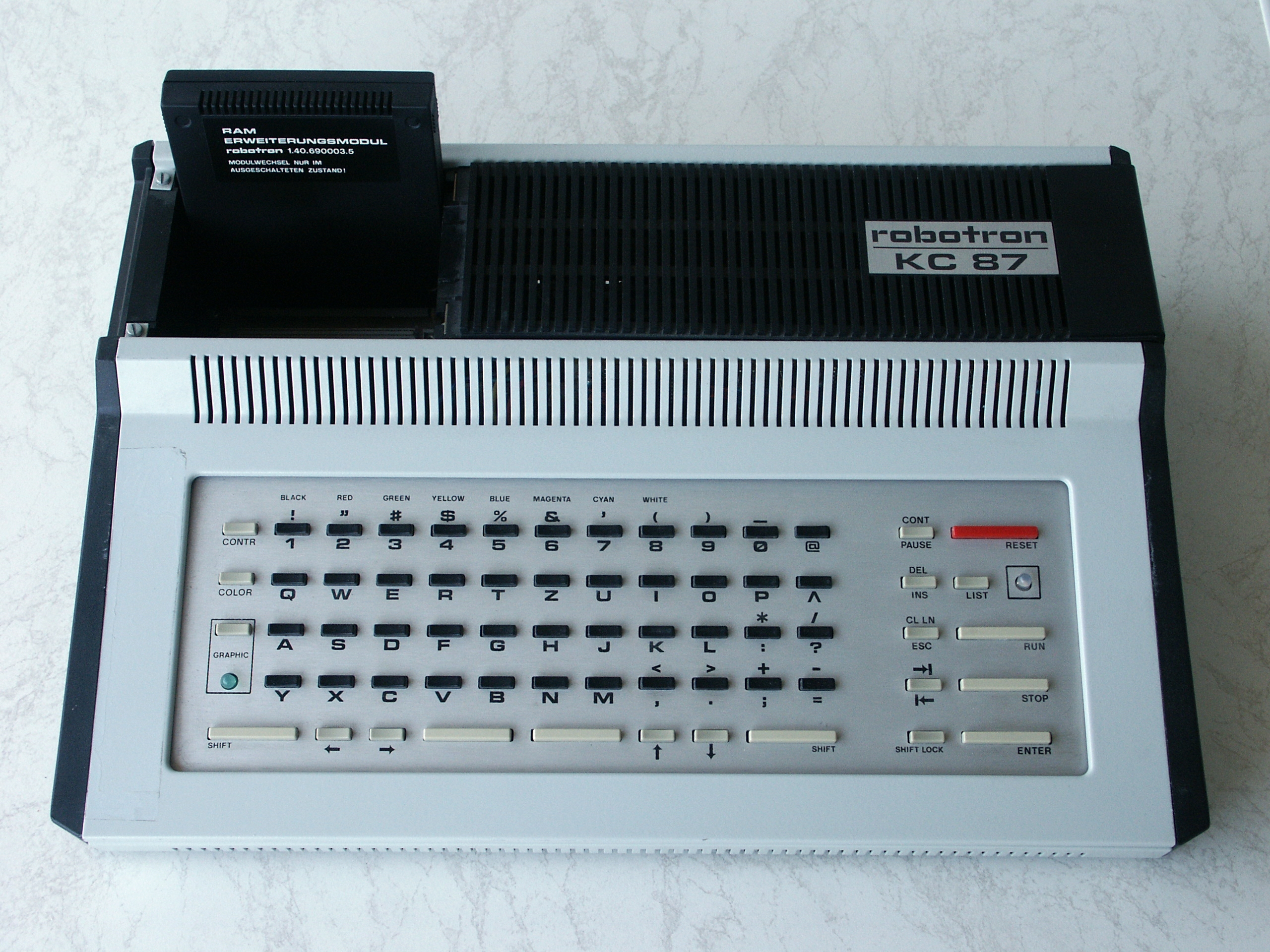
Kleincomputer KC87

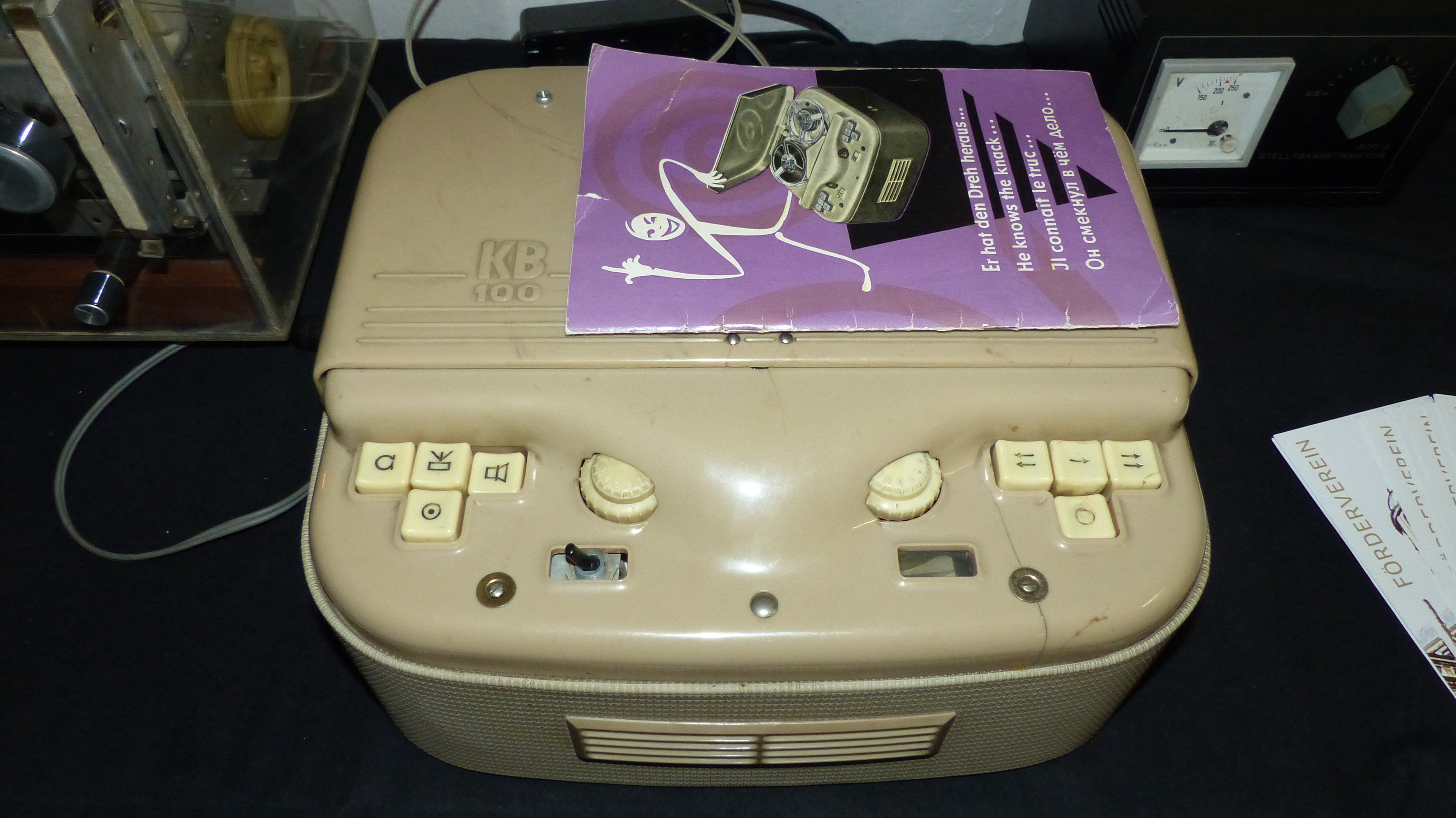
Tonbandgerät KB 100 in den Technischen Sammlungen Dresden

- K 109: Kaffee- und Teeautomat des VEB Elektromechanik Berlin-Kaulsdorf
- K 442: eine Strohballenpresse, hergestellt vom VEB Fortschritt Landmaschinen
- K 500: Kaffeemaschine, mit Dampfüberdruck, dadurch relativ lange Zubereitungszeit
- K 1520: ein Mikrorechnermodulsystem des VEB Kombinat Robotron
- K 60/90 Tonbandkassetten, Hersteller u. a.: VEB Chemiefaserwerk „Friedrich Engels“ Premnitz, Magnetband-Fabrik Dessau
- K 8931: ein Bildschirmterminal vom VEB Kombinat Robotron, Karl-Marx-Stadt
- Kaffeeboy: robuster Brühautomat für Kaffee
- Käfer: Jeansmarke für Kinder und Jugendliche
- Kahla Porzellan
- Kaliber 25: eine elektrische Armbanduhr der VEB Uhren- und Maschinenfabrik Ruhla zu Beginn der 1960er Jahre
- Kamillencreme: eine mit Azulen angereicherte Hautcreme in der Säuglingspflege von der Kosmetikfirma Charlotte Meentzen Dresden im Jahr 1965
- Kandinat: Ersatzstoff für Orangeat und Zitronat
- KARO: Zigaretten ohne Filter
- Karena: Limonade
- Karipol: Betriebsstoffe sowie Pflege- und Korrosionsschutzmittel für KFZ, siehe bspw. Karipol 133
- Kathi: Mehl und Backmischungen aus dem VEB Backmehlwerk Halle ab 1972. Mit der Aufforderung „Koche und backe mit Kathi“ sollte Interesse geweckt werden.
- KB 100: tragbares Koffer-Tonbandgerät, 1957
- KE 102.3: ein elektrischer Hockerkocher aus dem Kombinat Ascobloc (Gasausführung: KF 102.1)[25]
- Ketwurst, Variante des Hot Dogs
- KC 85/2-4 und KC compact: Kleincomputer aus dem VEB Mikroelektronik „Wilhelm Pieck“ Mühlhausen
- KC 85/1 und KC 87: Kleincomputer aus dem VEB Robotron-Meßelektronik „Otto Schön“ Dresden
- Kenton: Zigaretten (Verpackung: Rot = normal, Blau = parfümiert, Grün = Menthol)
- Kermi: Kaffee (ursprünglich: Kaffeeersatzmischung)
- KH 72: ein Klapphocker aus dem Konsumgüterprogramm des VEB Numerik Karl-Marx-Stadt (1972)
- KIM-Eier: Eier vom Kombinat Industrielle Mast (spezielle Betriebsform in der Landwirtschaft)
- KIMO: Kindermoden, eine Bekleidungsmarke
- KI-NA (Kindernahrung): eine Trockenmilchkonserve für Säuglinge aus dem VEB Diätawerk Halle
- Kindernähmaschine 5019: ein Produkt des VEB Piko Sonneberg im Jahre 1970
- Kittifix: Klebstoff
- Klarer »Juwel«: preiswerte Spirituose, nach dem blauen Etikett auch „Blauer Würger“ oder „Blauer Klaus“ genannt
- Klarofix: Fensterputzmittel
- Knusperflocken: Süßwaren von Zetti
- KOBRA: Betriebssystem speziell zur Anwendungsentwicklung für den K8915
- Koivo: Kosmetikserie des VEB Berlin-Kosmetik (nach dem finnischen Wort für Birke)
- Kokett 2: eine Kettenwirkmaschine des VEB Wirkmaschinenbau Limbach-Oberfrohna. Das Modell 5219 konnte mit Polyester- und Polyamidseide, Rayon und Baumwolle arbeiten. Die Anlage wurde im Jahr 1968 in 25 Länder exportiert.
- Kolestral: ein Haarpflegemittel aus dem VEB Friseurchemie Rothenkirchen
- Kolibri: Faltboot von der MTW Wismar
- Komet: Speiseeispulver, Backmischungen, Teigwaren
- Komet Haushaltsgeräte: unter diesem Namen wurden im VEB Elektrogerätewerk Suhl mehrere Geräte in den Handel gebracht: Stabmixer, Trockenrasierer, Küchenmaschinen, Stabluftduschen, Haarschneidemaschinen und Manikürgerät. Mit der Bildung zum Kombinat im Jahre 1970 entfiel der Produktname Komet.
- Komet KM 3 (Küchen-Maschine): erste elektrische Küchenmaschine aus dem VEB Elektrogerätewerk Suhl im Jahr 1958. Mit den Zusatzgeräten (Fleischwolf, Brotschneide- und Aufschnittzusatz, Zitronenpresse, Reibe- und Schnitzelaufsatz und einem Rühr- und Knetwerk) wog die Maschine etwa 19 kg. Im Jahr 1963 wurde die Weiterentwicklung KM 6 mit neun Zusatzteilen, die 30 Arbeitsgänge ermöglichte, vorgestellt. Im Jahr 1966 folgte der Typ KM 7, im Jahr 1969 der Typ KM 8. Die Zusatzausrüstungen konnten einzeln gekauft werden.
- Kosta: Kaffee
- Kowalit: Fahrradreifen
- KR 2000: Mono-Kassettenrekorder
- KraliEster-Schaufenster-Mannequins: Figuren aus Kunststoff zur Schaufensterdekoration, produziert wurden sechs Figuren von der Firma Kralik in Dresden in Kooperation mit der Warenhausvereinigung konsument (ab 1968)
- Krause Duo: motorisiertes dreirädriges Versehrtenfahrzeug auf Basis Simson Schwalbe
- Kräuter-Maske: eine Hautcreme aus der Kosmetikfirma Charlotte Meentzen Dresden für sehr fettige und unreine Haut im Jahr 1965
- Kräuter-Rasierwasser: ein Produkt der Kosmetikfirma Charlotte Meentzen Dresden
- Kräutervital-Kosmetik: Erzeugnisse der Naturkosmetik aus dem VEB Kräutervital-Kosmetik Dresden seit 1972; im Jahr 1980 dem Kombinat Berlin-Kosmetik angeschlossen
- Kreuz des Südens: Aprikosenlikör
- Kriepa: Zellstoff-Artikel vom VEB Papierfabrik Kriebstein
- Kristall: Kühlschränke aus Scharfenstein
- Kristall: preiswerter Wodka
- Kristiania (VEB): Langlaufschuhe aus Weißenfels
- Krügerol: Halsbonbons
- KR 50 Kleinkraftrad in Roller-Optik, Vorläufer des KR51 = „Schwalbe“
- KR 600 und KR 601: Taschenrechner
- KR 650: Kombinierter Radio- und Kassettenrecorder, löste den Stern-Radiorecorder vom Kombinat Sternradio ab
- KT 100: der erste 1970 aus dem VEB Stern-Radio Sonneberg entwickelte Kassettenrecorder
- KuASY: Kunststoff-Spitzgießautomaten mit hydraulischer Presskraft – Maschinenbaureihe der VVB Plast- und Elastmaschinenbau
- KuB 64K: Computerbausatz der kompatibel zum Sinclair ZX Spectrum ist, in den späten 1980er Jahren vom Zentrum für wissenschaftlichen Gerätebau Liebenwalde produziert
- Kuko-Reis: Kurzkochreis aus Wurzen; im Jahr 1971 gab es einen Kochwettbewerb mit dem Motto: „KUrs: KOsmos!“

## L

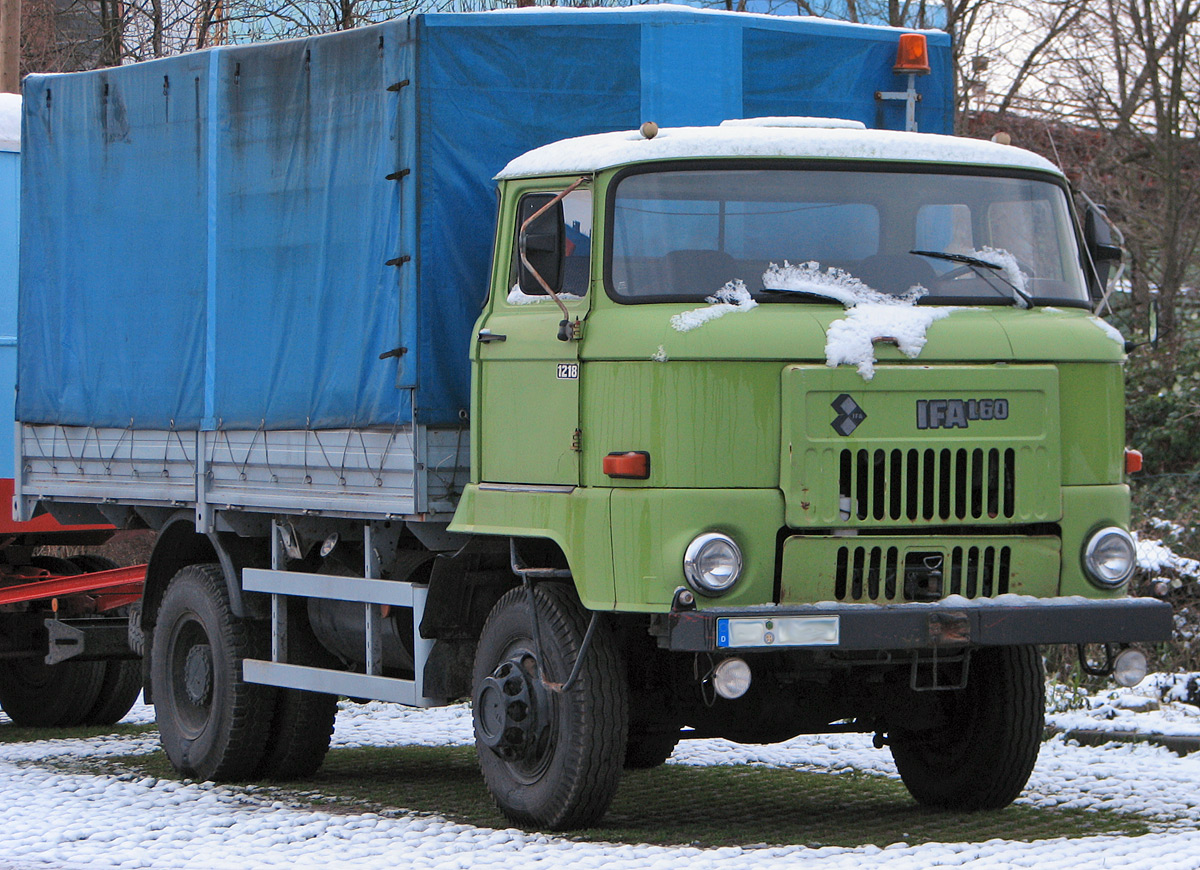
IFA L60

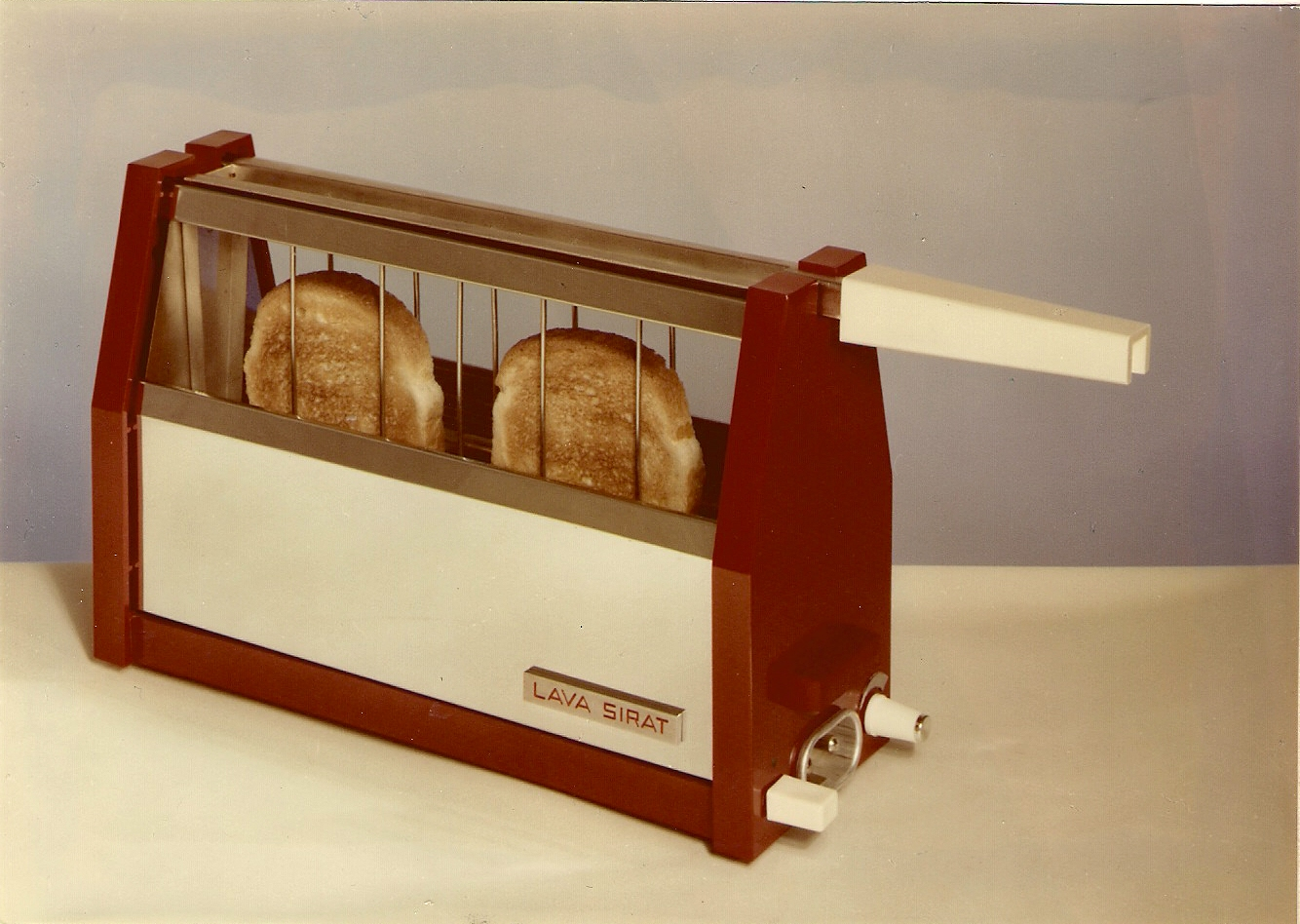
Lava Toaster von Eberhard Päßler

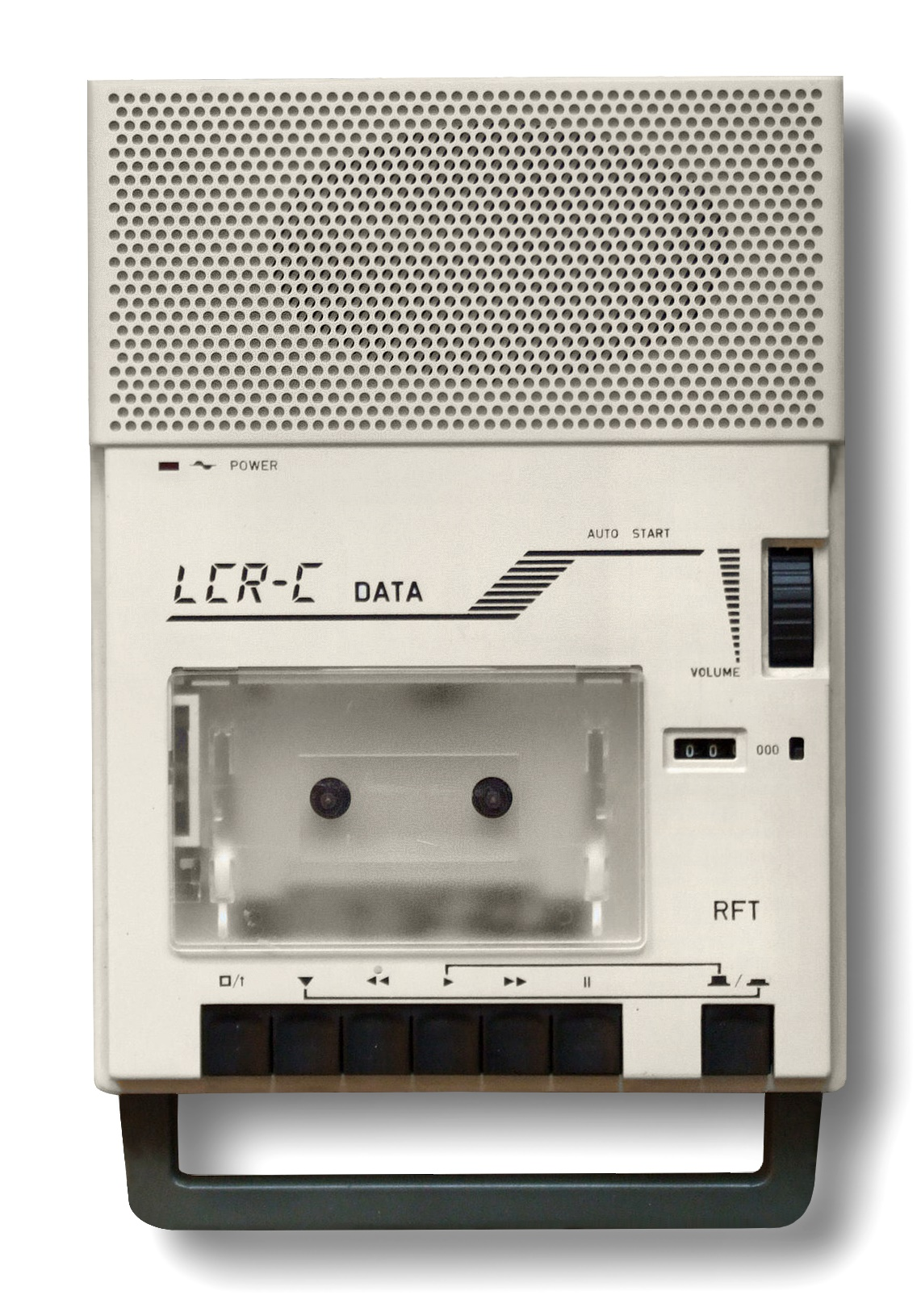
LCR-C Datasette

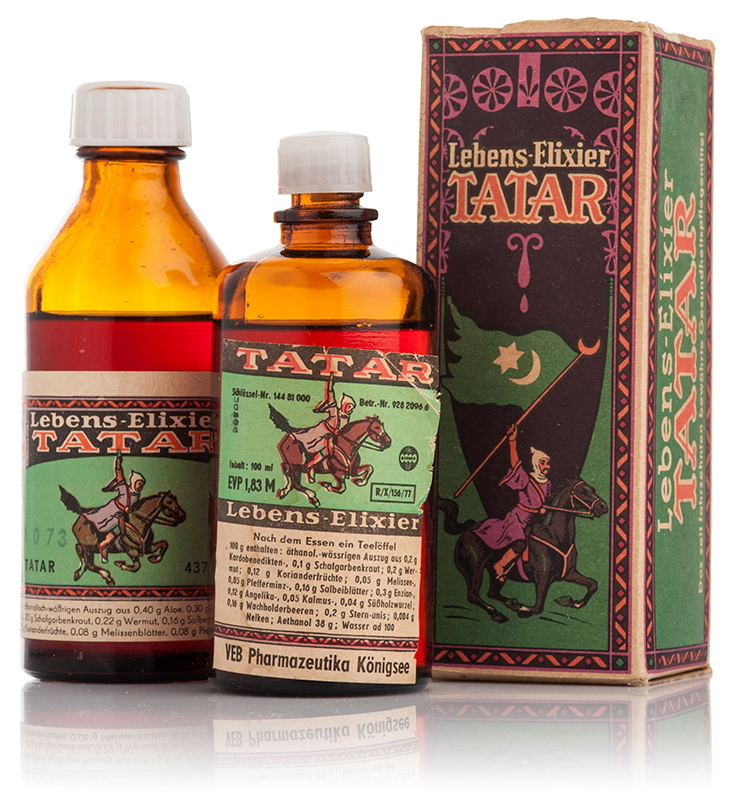
Gesundheitspflegemittel Lebens-Elixier TATAR vom VEB TATAR Köthen und VEB Pharmazeutika Königsee

- L2-Harz: ein Keton-Formaldehyd-Produkt zur Veredelung von Oberflächen aus dem VEB Leuna-Werke „Walter Ulbricht“ (1976)
- L60: Nachfolger des Lastkraftwagens W50L aus Ludwigsfelde
- Lacufa: Herstellerkombinat für Lacke und Farben
- Lada, PKW, Import aus der UdSSR
- Landskron, Bier aus Görlitz, heute Landskron Brau-Manufaktur
- Laneu: Feinwaschmittel aus dem VEB Haushaltchemie Meiningen und – mit antibakterieller Wirkung – aus dem VEB Chemische Fabrik Buche Bad Schmiedeberg
- Lanon: eine Faser aus Polyestergewebe[42]
- Lauchstädter Heilbrunnen: Mineralwasser aus Bad Lauchstädt
- Lauterbacher Tropfen: Kräuterlikör
- Lautergold: Likör
- Lauterer Luft: Likör
- Lava: Toaster der Eberhard Päßler KG, später ELKO, auch Sichttoaster
- LC80: Lerncomputer, der von 1984 bis 1986/87 vom VEB Mikroelektronik Erfurt produziert wurde
- LC-9: Wohnwagen aus Weferlingen, für den Trabant geeignet
- LCR-C DATA: Datasette speziell für die Kleincomputer vom VEB Elektronik Gera
- Lebens-Elixier TATAR: Gesundheitspflegemittel des VEB TATAR Köthen und VEB Pharmazeutika Königsee
- Lebona Nussöl: Sonnenschutz- und Bräunungsmittel[43]
- Leckermäulchen: süße Quarkzubereitung
- Lederol: Lederersatzstoff
- Leinbrock’s Ideal: Kaffeemühlen von Leinbrock, Bad Gottleuba ab 1868
- Lekopres: ein kakaohaltiges Pulver aus dem VEB YSAT Wernigerode, das Lecithin, Traubenzucker, Kakao, Zucker, Geschmacksverstärker Vanillin und Kakaoessenz enthielt
- Leska: monofile Angelschnur aus Dederon aus dem VEB Chemiefaserwerk Guben
- LEUNAMOT: Reiniger für Kfz-Motoren, selbsttätig wirkend (Flaschenaufdruck, 3,50 Mark für 475 ml)
- LEUPIREX: Universal-Reiniger für Farbpinsel, Bürsten, Roller und andere Farbauftraggeräte; universell verwendbar für alle gebräuchlichen Anstrichstoffe (Flaschenaufdruck, 3,80 Mark für 475 ml)
- LEW: Lokomotiven, elektrische Haushaltsgeräte, Gartenmöbel und Saunaöfen
- Liaz, Lastkraftwagen, Import aus der ČSSR
- LIBANA-Limonade
- Libelle: eine Küchenmaschine aus dem VEB Döbelner Beschläge und Metallwerke
- Liliput: Dreirad aus dem VEB Keramische Werke Haldensleben[44]
- Linda Neutral: Waschpaste
- LLC1 und LLC2, Lerncomputer, die ab 1985 als Bausatz bestellbar waren
- Lipsia: Universal-Großküchenmaschine von der PGH Lipsia Leipzig[25]
- LITERA: Schallplattenmarke (literarische Werke, Märchen)
- Livio: Kamillen-Handcreme vom VEB Dresden-Kosmetik
- LKM: Lokomotiven
- LO (kurz für luftgekühlter Ottomotor): kleinere Lastkraftwagen der Robur-Werke Zittau; die gesamte Baureihe wurde im Volksmund „Ello“ (für LO) genannt, auch die mit Dieselmotor versehenen Fahrzeuge, die eigentlich LD hießen
- Londan: ein Haarwaschmittel gegen fettiges Haar aus dem VEB Friseurchemie Rothenkirchen. Es wurde mit einer Goldmedaille für Spitzenerzeugnisse auf der Leipziger Herbstmesse ausgezeichnet. Die Verpackung trug das Markenzeichen LONDA.
- Lumet: einziger Automatenhersteller der DDR für den Verkauf von Konsumartikeln VEB Luckenwalder Metallwarenfabrik Luckenwalde
- Luna: ein Lippenstift aus dem VEB Gerdeen Schildow
- Lunikoff: Wodka in einer Zwiebelturmflasche (Spitzname: Luni)
- Luvos-Heilerde (Vorkriegsprodukt): ein Naturmittel aus dem VEB (K) Luvos-Heilerde Blankenburg
- Luxomat: ein Schwarz-Weiß-Fernsehgerät aus dem VEB Fernsehgerätewerk Staßfurt ab 1973 produziert
- Luxotron: ein Schwarz-Weiß-Fernsehgerät aus dem VEB Fernsehgerätewerk Staßfurt ab 1974 produziert

## M
- Märchenriegel: karamelartige Süßigkeit vom Döbelner VEB Süßwaren
- Maizena: Speisestärke
- Malfabrot: Brotsorte
- Malimo: Textil-Herstellungsverfahren und -Erzeugnisse – Der Name resultierte aus dem Namen Heinrich Mauersberger des Erfinders, Limbach und dem Gewebe Molton. Ab 1967 wurde für Produkte aus Malimo-Stoffen mit dem Motto Malimo macht Mode geworben.
- Malirex: Batteriebetriebener Diabetrachter der Firma Heinrich Malinski, Leipzig
- Mamos: Hersteller von Modellgebäude-Bausätzen für die Modelleisenbahn, vormals und heute wieder Auhagen
- Mandora: Limonade auf Basis von Mandarinensaft
- Marella: (Delikatess-)Margarine (im Kunststoffbecher) ab 1979 aus dem VEB Kombinat Öl und Margarine Magdeburg
- Margonwasser: Mineralwasser und darauf beruhende Limonaden (Vorkriegsmarke)

Warenzeichen Margarinesorte Marina

- Marina: Margarine, früher Feinschmecker, wird noch heute im Dresdner Margarinewerk hergestellt
- Marion: ein Fernsehgerät als Tischgerät aus dem VEB Fernsehgerätewerk „Friedrich Engels“ in den 1960er Jahren
- Markant: Schreibgeräte aus dem VEB Schreibgerätewerk „Markant“ Singwitz/Bautzen seit 1957. Dieses Werk war der größte Hersteller von Schreibgeräten der DDR. Geworben wurden für die Produkte mit dem Motto MARKANT – in jeder Hand. Alle Hersteller von Schreibgeräten waren im Kombinat VEB Musikinstrumente Klingenthal organisiert zusammengefasst.
- Markranstädter: Gewürze
- MATOS: Markenname des VEB Garbaty Cigarettenfabrik, Berlin-Pankow im Jahre 1955
- MAWEA: Majoranwerk Aschersleben, Hersteller von Thüringer Majoran
- MDW-Programm: ein Montagemöbelprogramm des VEB Möbelkombinat Deutsche Werkstätten Hellerau ab 1967 nach einem Baukastenprinzip
- Mebacid: Arzneimittel, Grippetabletten
- Meißen: eine Seife des VEB Patina Halle
- Meißner Porzellan: Hauptanteil der Produktion für den Export bestimmt, im Binnenhandel Rarität
- Mekorna (Mehrkornnahrung): Kindernahrung
- Melde: (Vorkriegsmarke) Spirituosen aus der Konsum Kornbrand- und Likörfabrik Melde Cottbus, vorrangig Melde-Korn
- Melkus: Familienname des Firmengründers (Fahrschule und Fahrzeugbau in Dresden) und Markenname des einzigen in Kleinserie hergestellten Renn-Sport-Wagens der DDR (RS 1000)
- Mercator: Semicontainerschiff
- Mercur: Containerschiff
- MERTIK: Mess- und Klimaregelungstechnik
- MIFA: Fahrräder aus dem VEB Mifa-Werk Sangerhausen ab 1950 (ab 1967 auch Klappfahrräder)
- Mikki: ein Radio als Taschengerät seit 1964 im VEB Stern-Radio Berlin produziert
- Milasan: Babynahrung aus dem VEB Dauermilchwerke Stendal und Genthin ab 1966. Zwei Jahre später wurde eine Dissertation über Milasan geschrieben.[45]
- Milwa: mildes Waschmittel aus dem VEB Waschmittelwerk Schladitz in Prettin
- Milwok: ein Waschmittel für die Haushaltswäsche aus dem VEB Waschmittelwerk Genthin
- Minett: sehr einfaches Musikkassettenabspielgerät
- „mini-automatic“-Taschenschirm: ein Produkt des VEB Schirmfabrik Karl-Marx-Stadt (1970)
- Minol: Mineralöl, Kraftstoffe, Tankstellen
- MIRATHEN: Haushaltfolie (Polyethylen), 22 m Schlauch, VEB Leuna-Werke „Walter Ulbricht“
- Mixette: eine Küchenmaschine aus dem VEB Döbelner Beschläge und Metallwerke
- Mixtura Solvens: beliebter Hustensaft mit Trockenextrakt aus Süßholzwurzel und Ammoniumchlorid
- MK 21: der erste Kassettenrekorder in der DDR als ungarisches Importprodukt im Jahr 1969
- MKF 6: Multispektralkamera aus dem VEB Carl Zeiss Jena
- MLW: das Markenzeichen des VEB Kombinat Medizin- und Labortechnik Leipzig (ursprünglich Medizin-, Labor- und Wägetechnik)
- Mocca Fix: ein gemahlener Röstkaffee aus den VEB Kaffee- und Nährmittelwerk Halle ab 1973; es gab die Marken Mocca-fix-Gold und Mocca-fix-Silber, erst ab 1974 in der ganzen DDR im Angebot[46]
- Mobil: Schokoriegel
- Mökol: Klebstoff
- Möve: Markenname des VEB Fahrzeugsitze Mühlhausen, Hersteller von Sitzen für PKW und LKW (Wartburg, W50)
- Möwe: Markenname des VEB Möwe Teigwarenwerks Waren (Müritz); das Werk produzierte mit italienischen Maschinen Spirelli
- Mohrle: eine Margarine mit Kakao-Beimischung ab 1959 als Brotaufstrich. Mit dem Motto Ob Mucki, Uschi, Opa, bei Mohrle sind sie alle da.
- Mona: Kaffee in den Sorten „Mona silber“ und „Mona gold“ aus dem Röstfein-Kaffeewerk Magdeburg ab 1959
- Mondos: Kondommarke, hergestellt im VEB Gummiwerke Thüringen „Werner Lamberz“, Betriebsteil Plastina Erfurt
- Monsator: Kühlschränke, Waschmaschinen, Herde (später FORON)
- Montecristo: Zigarettenmarke (filterlose Zigaretten mit Zuckerrohrpapier)
- Motodix: Motor-Schnelldichtungsmasse; umgangssprachlich bezeichnet als Bärendreck
- MR 4110: Tischrechner mit Datum-, Uhrzeit- und Alarmfunktion aus dem Röhrenwerk Mühlhausen im VEB Kombinat Mikroelektronik
- Mückol: ein Mittel gegen Mücken aus dem VEB Fettchemie Karl-Marx-Stadt
- Mühlhäuser: Pflaumenmus, Konfitüre
- Mühli Spülmittel seit 1969 durch Müller & Kalkow KG Magdeburg, ab 1972 durch VEB Seifama produziert[47]
- Müller-Autodachzelt, im Volksmund „Pension Sachsenruh“: Dachzelt für den Trabant 601 aus Limbach-Oberfrohna
- Multiboy: Küchenmaschine, Lebensmittelzerkleinerer
- Multicar: Kleinlastwagen
- Multimax: elektrische Handbohrmaschine samt modularen Zubehörteilen
- MUM Heimwerker Dübelmasse: mit Wasser anzurührendes Gemisch aus Gips und Holzmehl, das dem Gips beim Aushärten eine gewisse Restelastizität verlieh; hergestellt u. a. vom VEB Agrotex Pirna/Dresden
- Musima: Musikinstrumente vom VEB Musikinstrumentenbau Markneukirchen
- Mutox: Fliegenstreifen aus mit Insektiziden präparierten PVC-Streifen aus dem VEB Chemiekombinat Bitterfeld
- Mux: Insektenvernichtungsmittel, Vorläufer des Sprays Tipp Fix, musste über ein Röhrchen mit dem Mund aus der Flasche geblasen werden
- MW: Markenzeichen der Produkte des VEB Margarine-Werk Karl-Marx-Stadt ab 1955
- MZ: Motorradmarke, produziert im VEB Motorradwerk Zschopau

## N
- Nagema: Maschinen für die Branche Nahrung und Genussmittel
- Nagetusch: Familienname des Firmengründers (Karosserie- und Fahrzeugbau Dresden - 1972 enteignet) und Markenname eines Camping- und Verkaufsanhängers (Vorläufer des „Bastei“)
- Narva: Leuchtmittel aus Berlin und Plauen: Glühlampen, Gasentladungslampen, Leuchtstoffröhren.
- Naschi: Brotaufstrich (Schoko-Kokos)
- Naumann: Nähmaschinen aus dem VEB Nähmaschinenwerk „VERITAS“ Wittenberge
- nautik: Seife
- NC 470: eine Punktstreckensteuerung aus dem VEB Numerik Karl-Marx-Stadt, die mit einer Antennenanlage zum Kontakt mit einem Satelliten ausgerüstet war (1974)
- Nestor: Zigarren aus dem VEB Zigarrenfabrik Treffurt
- Netto: Vollwaschmittel
- Neukircher: Zwieback aus Neukirch/Lausitz
- Neunspringer: Getränke aus dem VEB Brauerei Neunspringe
- Neuruppin: Feuerlöscher
- Nona-Gel: Verhütungsmittel für Frauen (Schaum, Gel)
- Non-Ovlon: Antibabypille, Ovulationshemmer für Frauen
- Nordhäuser Korn: Kornbrand aus dem VEB Nordbrand Nordhausen
- Norta: Zigaretten
- Nova (Plattenlabel) für zeitgenössische E-Musik
- Novamat: Farbfernseher, mit PAL und SECAM System
- Novazell: Damenbinden
- Novoktan (Vorkriegsprodukt): ein Antiklopfmittel, bestehend aus einer Mischung von Tetraäthylblei(TÄB), Halogenkohlenwasserstoffen, Farbstoff, Stabilisator und Spezialbenzin. Eine Anlage in Döberitz-Gapel nahm im Februar 1959 die Produktion auf.[48][49]
- Novum: Universalreiniger
- NS 160a: eine Druckluftschleifmaschine aus dem VEB Niles Preßluftwerke Berlin im Jahr 1968. Sie arbeitete bei einer Drehzahl von 2900 min−1 und einer Leistungsaufnahme von 1,5 kW. Der Luftverbrauch betrug 1,4 m³/min.
- Nudossi: Nuss-Nougat-Creme
- Nugana: Nougatschokolade
- Nuth: Fleckenentferner
- Nußgold: eine Margarinemarke, die später Marina genannt wurde
- Nußsplitter: Nusskonfekt von Zetti

## O
- Oberlind: erste frei stehende Geschirrspülmaschine der DDR im Jahr 1964 aus dem VEB Elektroinstallation Oberlind, die allerdings beim Waschgang noch beobachtet werden musste
- Oberon: Radio aus dem VEB Stern-Radio Rochlitz
- Oderna Seifen: Produkte aus der Seifen- und Kerzenfabrik VEB Oderna Frankfurt (Oder) ab 1954
- Odorex: Antitranspirant
- Ogema: Obst- und Gemüsekonserven, Abk. für Obst-Gemüse-Marmelade
- OGIS: Obst, Gemüse, industrielle Speisekartoffeln
- Oluba: Oberlungwitzer Bademoden aus dem VEB Strickwaren Oberlungwitz
- Olympia M 8 (Vorkriegsprodukt) – erste produzierte Schreibmaschine in der SBZ ab 1945 im späteren VEB Optima Büromaschinenwerk Erfurt[50]
- Omega: Markenzeichen (Vorkriegsname) für elektrische Geräte verschiedener Betriebe in der DDR
- Onyx: ein Radio aus dem VEB Stern-Radio Staßfurt von 1950
- Optal: Desinfektionsmittel des VEB Chemische Werke Leuna[25]
- Orancia: Orangenlimonade
- Orchidee: ein Fernsehgerät als Tischgerät aus dem VEB Fernsehgerätewerk „Friedrich Engels“ in den 1960er Jahren
- Orient: filterlose Zigaretten
- ORWO: Filme und Fotomaterial (Original Wolfen)
- Ostseefisch: Fischkonserven
- Ostseeschmuck: Schmuck aus dem VEB Ostseeschmuck Ribnitz ab 1961, vorher genannt: VEB Fischland-Schmuck
- Othello: Kakao-Keks der Firma Wikana in Wittenberg
- Otroc: ein Spülmittel im privaten Haushalt aus dem VEB Chemische Fabrik Buche
- Ovalon: Antibabypille, Ovulationshemmer für Frauen
- Ovosiston: Antibabypille, Ovulationshemmer für Frauen

## P
- P2M: ein geländegängiger Pkw vom VEB Sachsenring Zwickau
- P3: Nachfolgemodell des P2M
- P3: Scheuermittel für die Fußbodenreinigung
- P 50: erster Pkw Trabant
- P 70: Pkw, Vorgänger des Trabant (P 50)
- P601: Pkw Trabant 601 (Trabbi), produziert bis 1990
- P8000: Mikrocomputersystem
- Pacos: Markenname einer Bohrmaschine der Firma Patzner & Co. in Sebnitz. - Maschinenfabrik –, die später von IKA VVB Installationen Kabel Apparate Sebnitz (1. Juli 1948 – 31. Dezember 1952) weiterentwickelt und hergestellt wurde
- Pa-Lanolin extra: sehr milde Seife des VEB Patina Halle
- Palma: Briefmarkenalben
- Panthenol Spray: gegen Verbrennungen, besonders Sonnenbrand
- PARAMAT: erste numerische Steuerung für Werkzeugmaschinen der DDR, präsentiert auf der Leipziger Messe im Jahr 1964 durch den VEB WEMA Saalfeld (zugehörig zum VVB Werkzeugmaschinen)[51]
- Parament 200: Produkt des Numerikprogramms aus dem VEB Numerik Karl-Marx-Stadt (1967), in:[52]
- Paris am Abend: ein Parfüm der Thania Kosmetik
- Pa-sicca: Rasierwasser aus dem VEB Gerana-Kosmetik Gera ab etwa 1969
- Patina: Kosmetikprodukte aus dem VEB Patina Halle von 1949 bis 1970
- Patinett: Seife aus dem VEB Patina Halle
- Patras: Herren-Deodorant (erhältlich nur im Exquisit-Laden)
- Patriot: Fernsehtischgerät aus dem VEB Rafenawerke Radeberg bis 1960 produziert
- PAX: Faltboote des VEB Vereinigte Spiel- und Sportartikelwerke Sonneberg (Modelle: K1, M3, M3a, M3b, S1, S2)
- PC 1715: Standard-Personalcomputer der DDR (8-Bit, ZILOG Z80)
- PCK: Petrochemische Produkte der PCK-Raffinerie in Schwedt
- PE 103: eine elektrische Kippbratpfanne (Typ P 102: mit Gas befeuert) aus dem Kombinat Ascobloc in der Anbau-Block-Ausführung[25]
- pebe: Spielzeugautos aus dem VEB Plastica Bad Kösen; auch Bausteinsystem ähnlich Lego
- Pentacon: Fototechnik, u. a. Praktica

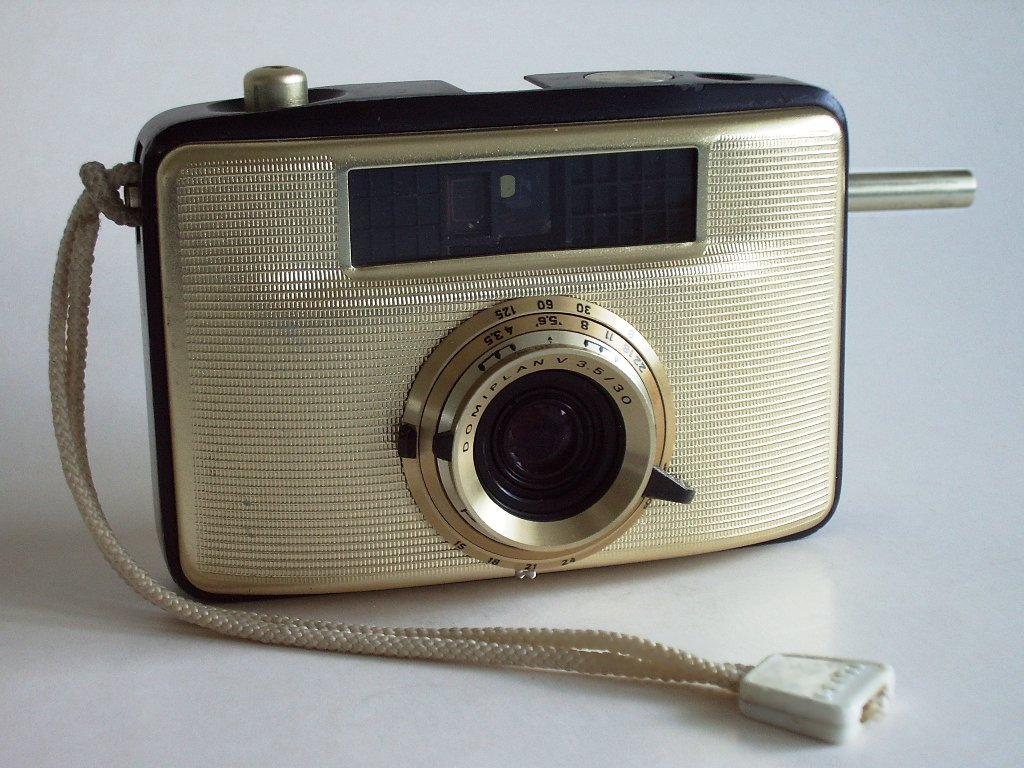
Penti-Kleinbildkamera

- Pentaflex 8: Schmalfilmkamera aus dem VEB Pentacon Dresden
- Pentekarem: Ferngläser des VEB Zeiss Jena in Vergrößerung 7×50, 10×50 und 15×50
- Penti: Kleinbildkamera vom VEB Kamera- und Kinowerk Dresden
- Penti II: die weiterentwickelte Kleinbildkamera Penti; ab 1966
- Pentina: einäugige Spiegelreflexkamera aus dem VEB Pentacon Dresden
- Perfekt: (Motorrad-)Schutzhelme
- Perligran: Schwämme, Haarnetze
- Perlodont: Zahnpasta aus dem VEB Elbe-Chemie Dresden
- Persil (Vorkriegsmarke): bis 1968; die Marke wurde von Henkel auch in Westdeutschland verwendet
- Pertussin - Balsam - Gel: Einreibung gegen Erkältung, VEB Leipziger Arzneimittelwerk, hergestellt bis 3. März 1990
- Pfeffi: 1. Pfefferminzlikör, 2. Pfefferminzbonbon von Konsü (Konsum Süßwarenfabrik) Markkleeberg
- Phänomen: Lkw-Hersteller in Zittau, später in Robur umbenannt
- Piacryl: glasähnlicher Kunststoff (Acrylglas) aus den Stickstoffwerken Piesteritz
- Piador: Waschhilfsmittel aus den Stickstoffwerken Piesteritz
- Piatherm: Dämmmaterial aus den Stickstoffwerken Piesteritz
- Piaphoskan: Düngemittel aus den Stickstoffwerken Piesteritz
- Pikaphos: Düngemittel aus den Stickstoffwerken Piesteritz
- Piko: Modelleisenbahnen, mechanisches Spielzeug, Haushaltsgeräte für Puppenstuben (Pionierkonstruktion) vom VEB Piko Sonneberg
- Piko dat: mit Batterie ausgestatteter Spielzeugcomputer des VEB Piko Sonneberg, der im Jahr 1969 als Selbstbausatz (Gehäuse, Programmtafel, zehn Schaltschieber, zwölf Leuchtfelder) angeboten wurde
- Pinguin: Markenname des Verbandes Deutscher Konsumgenossenschaften, Bekleidungswerk Naumburg im Jahre 1955
- Pinimenthol: Nasensalbe mit Eukalyptusanteil
- Pionier: Serienfrachtschiffstyp der Neptun Werft.
- Pionier: Traktor RS 01/40 mit einem Dieselmotor von 40 PS, der bis 1956 in Nordhausen produziert wurde
- Pionier 1 und Pionier 2: Füllfederhalter für Schüler
- Pirouette: Entsafter
- Pitty: erster Motorroller aus Ludwigsfelde
- Piviacid (Faserstoff-PVC der DDR): Kunstfaser aus DDR-Produktion. Diese Faser war beständig gegen angreifende Chemikalien, konnte nicht entflammt werden, und durch die Eigenschaft einer elektrostatischen Aufladung sollte eine Wärmespeicherung erfolgen. Mit dieser Begründung wurde aus dieser Kunstfaser Wäsche zur rheumalindernden Wirkung hergestellt. Piviacid konnte zu zahlreichen verschiedenen Textilien verarbeitet werden.
- Plaho: Holz- und Plastespielzeug des VEB Plaho Steinach
- Plasticart: Spielzeug aus dem VEB Plasticart Zschopau, insbesondere Modellautos und Bausätze, auch Construction-Metallbaukästen (Produktionsstätte Burgstädt)
- Plastikfix, Polystyrolklebstoff vom VEB Asol-Chemie Berlin

- Plastilin: Knetmasse

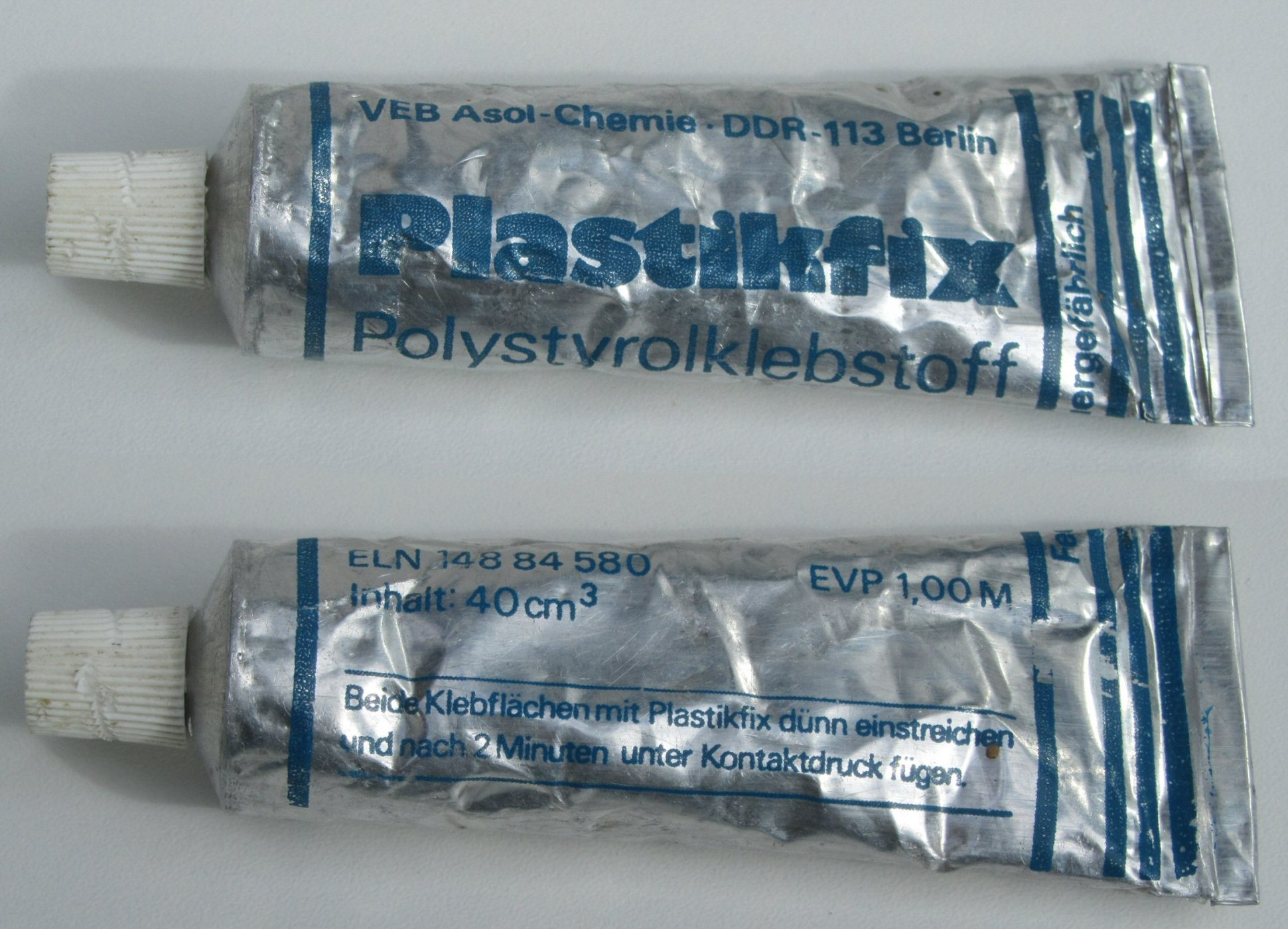
Plastikfix, Polystyrolklebstoff

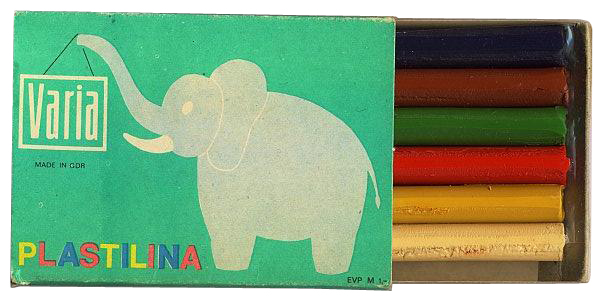
Plastilina-Knetmasse aus dem VEB Varia-Chemische Fabrik Mügeln

- Pneumant: Markenname des größten Produzenten von Reifen für Fahrzeuge in der DDR; ab 1969 als VEB Reifenkombinat Fürstenwalde
- Polygraph: Druckmaschinen
- Polybern: künstlicher Bernstein (ab 1964), der zu Schmuckstücken verarbeitet werden konnte. Hersteller war der VEB Ostseeschmuck Ribnitz. Das Produkt wurde in großen Mengen ins Ausland verkauft.
- Polylux: Tageslichtprojektor (Overheadprojektor)
- Polyplast: u. a. Duroplast-Geschirr (speziell für Kantinen) aus dem VEB Polyplast Auma
- Polyplay: Arcade-Automat
- Poucher: Faltboote (Einsitzer E 65, KS 75, Zweisitzer Z 80, WEZ 80, RZ 85), Zelte vom VEB Favorit Pouch
- Pouva Start: Rollfilm-Kamera aus der Pouva KG Freital ab 1956
- Pouva SL 100: Kleinbildkamera aus dem VEB Fototechnik Freital im Jahre 1972; ab 1973 wurde die Kamera in „Beirette“ umbenannt
- Präsent 20: Markenname für Rundstrickgewirke aus Polyester (zum 20. Jahrestag der DDR-Gründung im Jahr 1969 entwickelt und bis 1974 hergestellt)
- Prakti: vollautomatische, mit einer batteriebetriebene Kleinbildkamera des VEB Kamera- und Kinowerke Dresden ab 1961
- Prax: Handpflegecreme des VEB Chemierax Radebeul, Betriebsteil des VEB Elbe-Chemie Dresden
- Praktica: Spiegelreflex-Fotoapparate

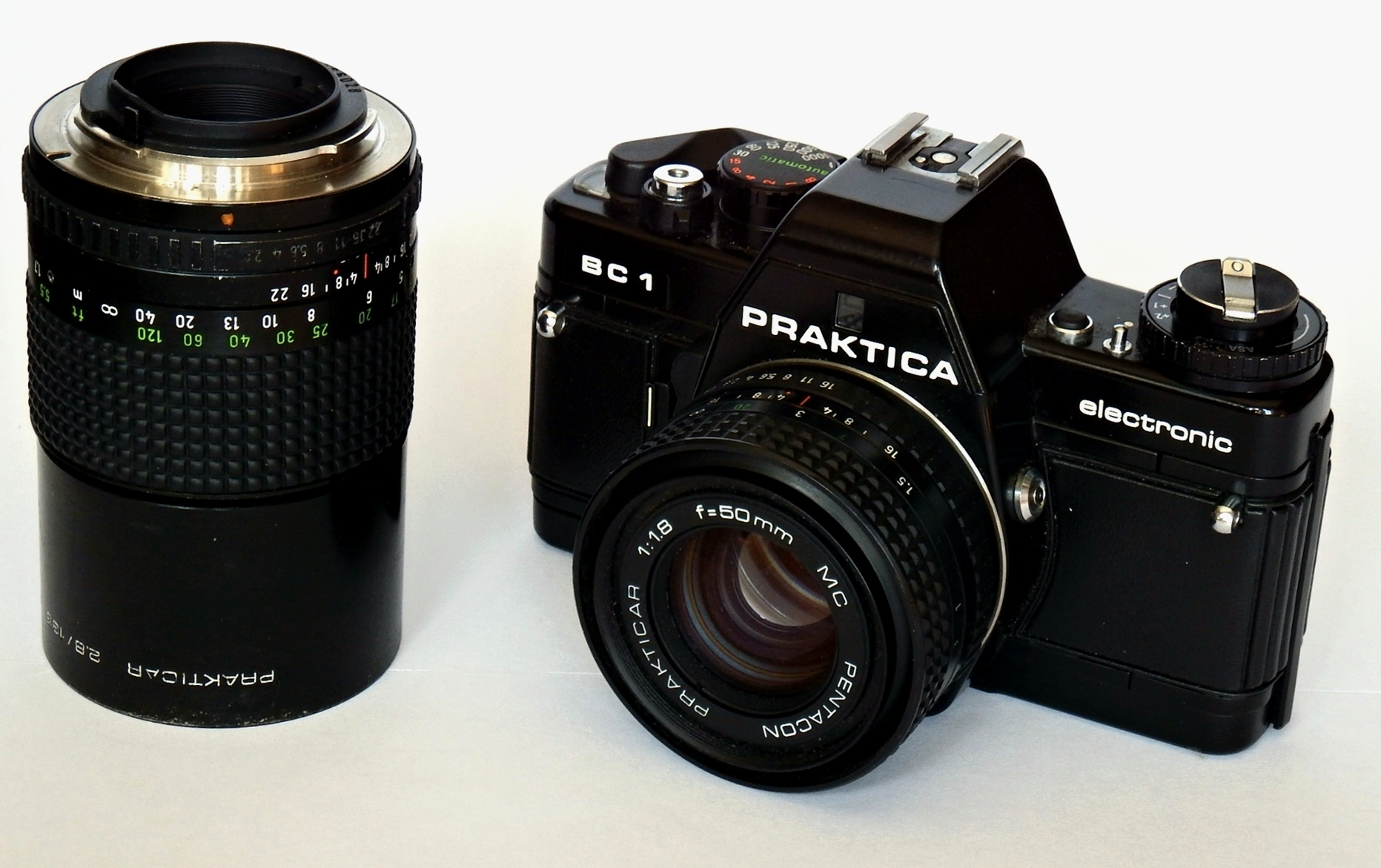
Späte Praktica mit
Prakticar-Wechselobjektiv

- Prakticar: Objektive für Spiegelreflex-Fotoapparate
- Prefo: Spielwaren (Autorennbahnen, Garteneisenbahn, Modelleisenbahnen der Nenngrößen H0 und N)
- PRELANA: eine Polyacrylnitril-Faser, die ab 1960 produziert wurde und später WOLPRYLA genannt wurde[53] (Friedrich-Engels-Werk in Premnitz[46])
- PRESTO: Kaffee als Extraktpulver und Extrakt aus dem VEB BERO Kaffee in Berlin-Köpenick[54]
- PREZENTA: Kunstfaser aus dem VEB Chemiefaserwerk Premnitz, ab 1952 produziert[55]
- Priasol: Mittel zur Beseitigung von Bakterien, hergestellt durch den VEB Fettchemie Karl-Marx-Stadt
- Pritamin: Paprikapüree aus Ungarn, leicht scharf, in einer Dose mit einem Goldfasan
- PROFI: Nähmaschinen aus dem VEB Nähmaschinenwerk „VERITAS“ Wittenberge
- PS 2000/1: erste programmierbare (Werkzeugmaschinen-)steuerung (PS) in der DDR aus dem VEB Numerik Karl-Marx-Stadt aus dem Jahr 1979
- Puck: Zigarillos
- Pulax: Scheuermittel aus dem VEB Waschmittelwerk Genthin ab 1969Pulmotin Antitussikum

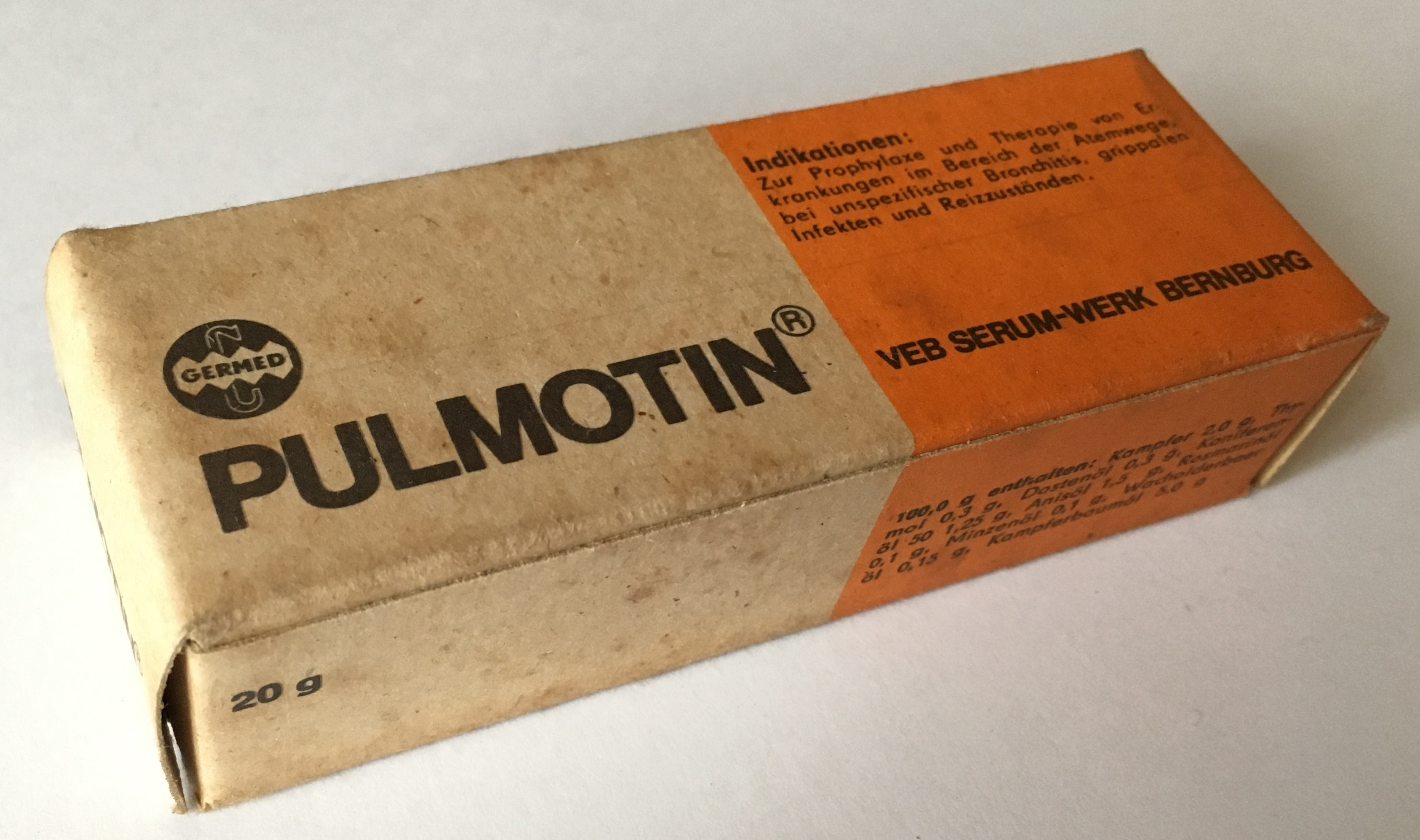
Pulmotin Antitussikum

- Pulmotin: Einreibung gegen Erkältung
- Puritas: Möbelbalsam (Flaschenaufdruck: Alleinhersteller Puritas Labor Pobershau – Goldene Medaille 1927 – Vorkriegsmarke)
- Putzi: Zahnpasta für Kinder aus dem VEB Elbe-Chemie Dresden
- PVAC-Latex: Anstrichaufbaufarbe für Kleinmöbel
- Pyolysin: entzündungshemmende und antiseptische Wund- und Heilsalbe (seit 1954 in der Herstellung durch das Serumwerk Bernburg)

## Q
- Quarta: Schokolade in quadratischer Form, ähnlich wie Ritter Sport
- quasi: Scheuermittel aus Quarzsand, verkauft in 250-g-Pappschachteln (0,20 M)
- QEK Junior: Wohnwagen
- Quick: Erfrischungstücher aus dem VEB Kunstblume Sebnitz, Namen waren: „Quick fresh“, „Quick Eau de Cologne“, „Quick after shave“ und „Quick intim“; siehe auch: Quick polish
- Quick Cola: koffeinhaltige Limonade
- Quick polish: Schuhputztücher

## R
- R 160: der erste Radio-Recorder aus dem VEB Stern-Radio Berlin im Jahr 1972 – wegen seines Gehäuses vom Volksmund „Holzstern“ genannt (Preis 880 DDR-Mark)
- R 300: erster Rechner der Mittleren Datentechnik unter dem Namen „Robotron“ im Jahr 1966
- Rabaldo: erster Trockenrasierer der DDR, ab 1946 im späteren VEB Elektrogerätewerk Suhl produziert und auf der ersten Leipziger Messe nach 1945 präsentiert
- Radebeuler Stäbchen: Waffelstäbchen mit süßer Füllung (von der Waffelfabrik Radebeul)
- Raduga, Farbfernseher, Import aus der UdSSR
- Rafena: Radio-, Fernseh-, Nachrichtentechnik aus Radeberg: Hersteller der ersten Schwarzweiß-Fernsehgeräte („Dürer“, „Rembrandt“), dann „Derby“, „Favorit“, „Patriot“, „Stadion“ und die oben schon erwähnte Fernseh-Musiktruhe „Clivia“; Geräte 110°-Bildröhren: „Record“ und „Start“.[56]
- Rahmbutter: leichte Butter mit erhöhtem Wasseranteil und Sauerrahm, 250 Gramm Plastepackung mit Deckel. 1,75 Mark
- Ramses: Zigaretten, aber auch Pessare
- Rasant: Fahrradbremsen
- Rasotherm: ein Borosilikatglas der VEB Jenaer Glaswerk Schott und Genossen

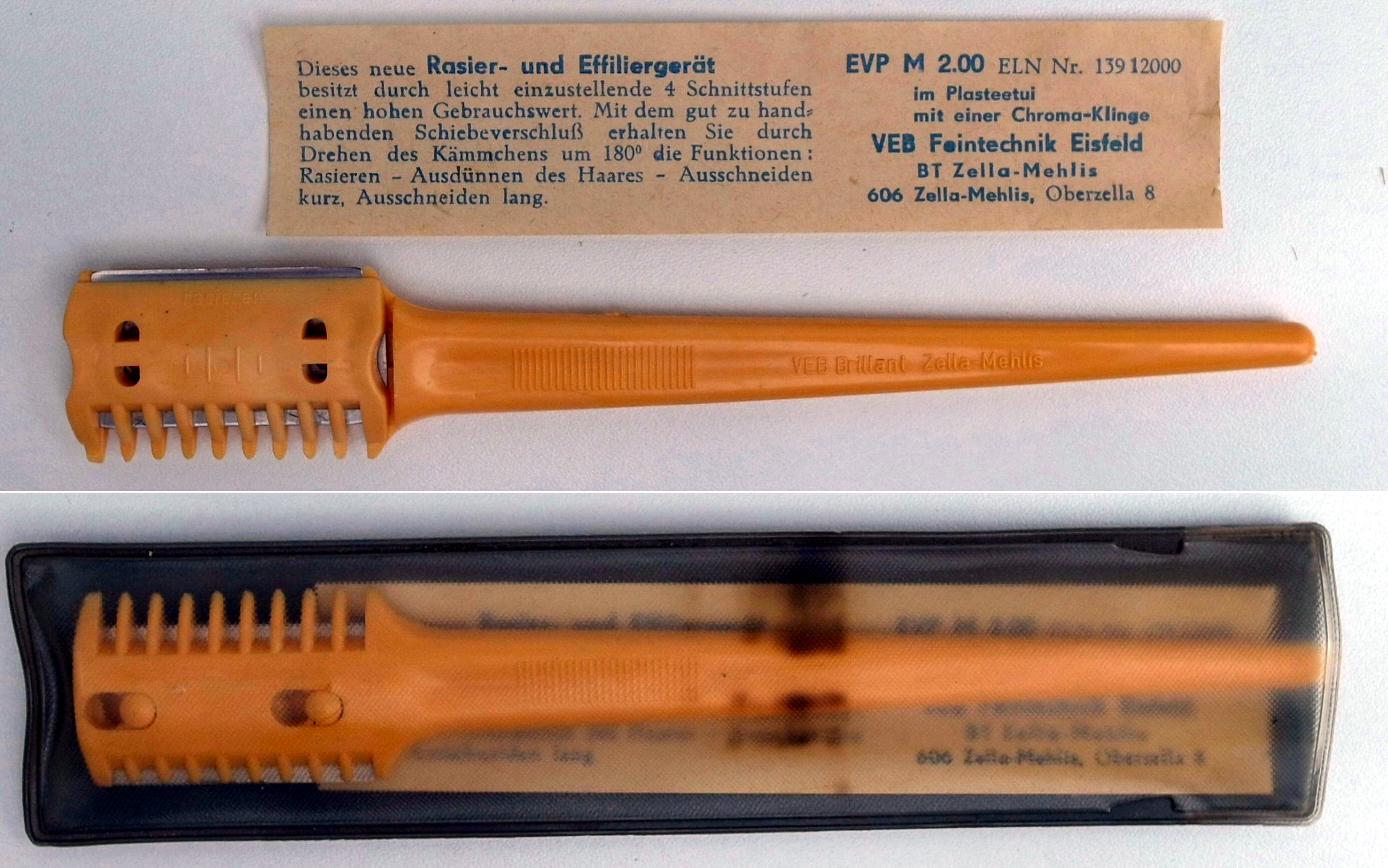
Rasier- und Effiliergerät

- Rasier- und Effiliergerät, Hersteller: VEB Brillant Zella-Mehlis
- Rationell: ein Hotelgeschirr aus dem VEB Porzellanwerk Colditz für die Speisewagen, Restaurants und Bistros der Gesellschaft Mitropa
- RBASIC: BASIC-Dialekt für den Bildungscomputer robotron A 5105 bzw. ALBA PC 1505 vom VEB Robotron-Meßelektronik „Otto Schön“ Dresden (1989)
- Record: Fernsehgerät aus dem VEB Rafena Radeberg mit 53 cm Bildgröße, ab 1960 produziert
- Redih: Handreiniger ohne Wasser und Handtuch
- Redukal: Mittel zur Gewichtsreduktion aus dem VEB diät-Werk Halle, zu Beginn der 1970er Jahre produziert
- REFORM: Schultafel-Kreide aus dem VEB Keramisches Farben- und Filterwerk Meißen, BT Schulkreidewerk Keilbusch
- Regan: ein Markenname ab 1966 für Kunststofferzeugnisse eingeführt. Hauptsächlich wurde es für Produkte aus Viskosefaserstoffen, Kupferseide und Viskoseseide verwendet.
- Regulax: Abführmittel aus pflanzlichen Mitteln des VEB Pharmazeutisches Werk Meuselbach ab 1960 produziert. Auf der Packung stand: Zur Regulierung des Stuhlganges.
- Reiss Rietz: Rechenschieber aus Bad Liebenwerda
- Rekord: Braunkohlebriketts

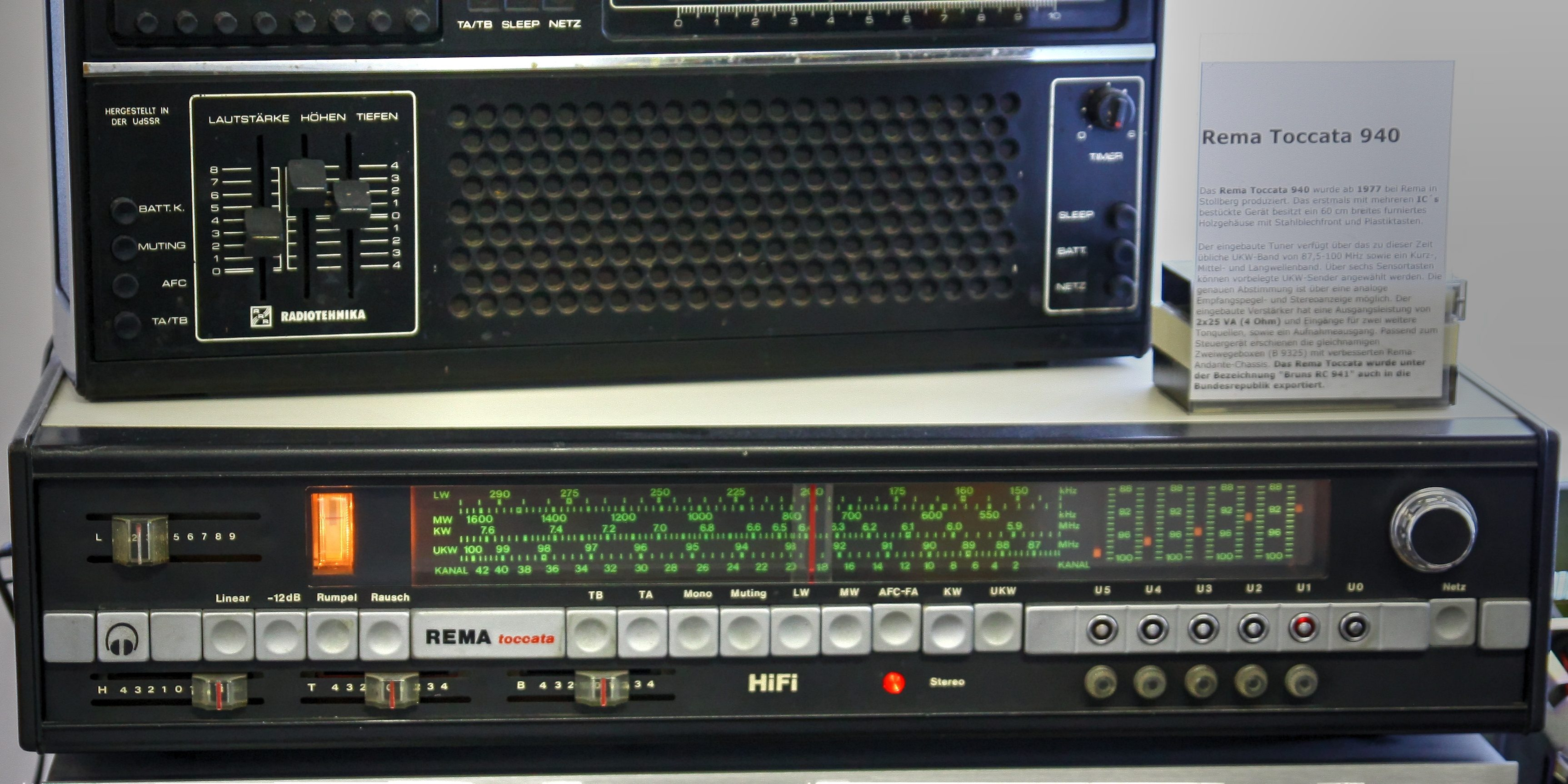
Rema Toccata 940 (ohne Boxen) hergestellt ab 1977

- Rema: Radios aus der Fabrik für Rundfunk, Elektrotechnik und Mechanik Stollberg/Erzgeb., z. B. Rema andante, Rema toccata
- Rembrandt: erstes in der DDR gebautes Fernsehgerät aus dem VEB Sachsenwerk Radeberg, ab 1954
- Remlofect: Menthol-Eukalyptus-Gelatine-Halsbonbons
- Renak: Fahrradteile (Reichenbacher Naben- und Kupplungsfabrik)
- Reni: eine Wellrad-Waschmaschine für Haushaltszwecke aus dem VEB Waschgerätewerk Schwarzenberg im Jahr 1960
- Repatex: aufbügelbare Stoffflicken zum Ausbessern von Kleidungsstücken
- REUWA: ein Waschmittel für Wäsche aus Chemiefasern aus dem VEB Waschmittelwerk Genthin
- Rewatex: (Reinigen und waschen von Textilien) – Markenname von Filialen zum Waschen und Reinigen von Textilien des VEB Vereinigte Wäscherei Rewatex ab 1968
- RFT: herstellerübergreifende Marke für Heimelektronik (ursprünglich: Rundfunk- und Fernmelde-Technik)
- RG: eine Serie von Rühr-Geräten aus dem VEB Elektrogerätewerk Suhl; Typ RG 3 wurde 1962, Typ RG 5 ab 1966 produziert, spätere Typen waren das RG 25 und das RG 28
- Rhenania: (Motorrad-)Schutzhelme
- Rhönlack: ein schnell trocknender Lack des VEB (K) Lackfabrik Meiningen
- Rhön Universal: Wohnwagen mit Klapp-Zelt-Aufbau aus dem VEB Bergwerksmaschinen Dietlas
- Rhöntropfen: Magenbitter aus Meiningen
- Ring-Detexol: Pflanzenschutzmittel
- Riwa (Riesa-Waschen): Markenzeichen der Konsum Seifenwerk Riesa
- Rix: ein Reinigungsmittel für Fensterscheiben und andere Oberflächen aus dem VEB Persil-Werk Genthin im Jahr 1954; der Preis für 100 g betrug 0,60 M.

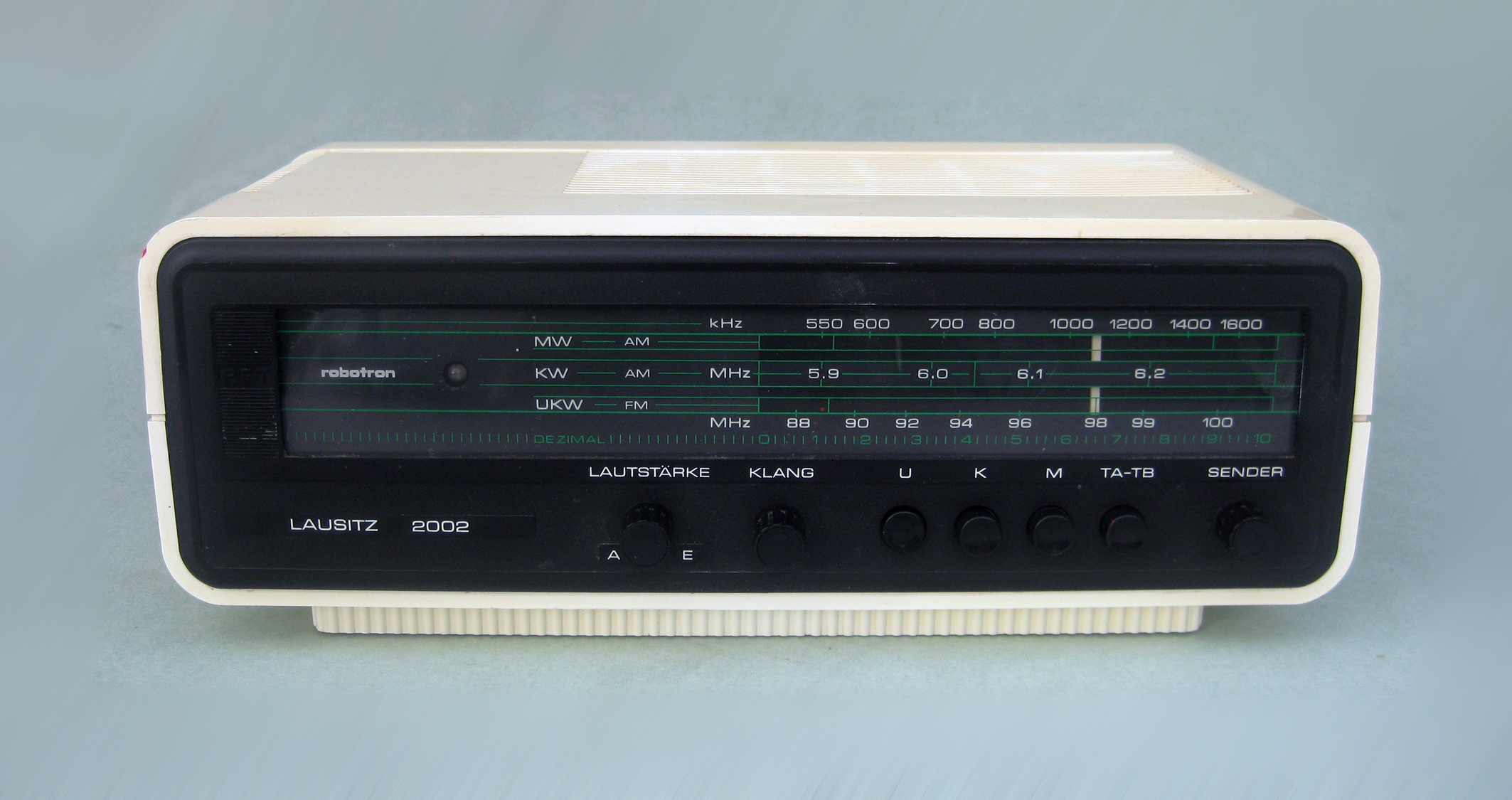
Neben Computern wurde auch Heimelektronik unter dem Namen „Robotron“ verkauft: Das Radio Lausitz 2002 von 1975, entworfen von Gerhard Schöne

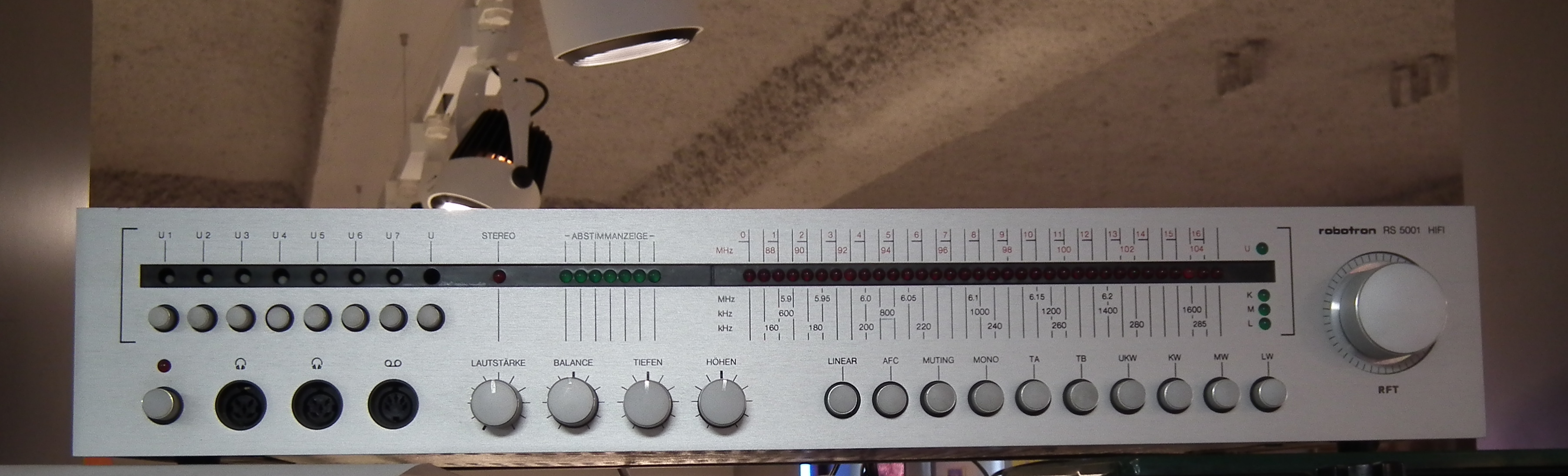
robotron RS 5001 HiFi, Receiver ab 1981

- RK 88 sensit: Heimstereoverstärker/-receiver hergestellt vom VEB Gerätewerk Limbach (RFT), ab 1982 erhältlich (1.675 Mark)
- RK 88 sensit IC: Heimstereoverstärker - Nachfolger des RK 88 sensit, neu sind die integrierten Schaltkreise (IC), ab 1984 erhältlich
- Robotron R12: ein elektronischer Rechner aus dem VEB Elektronische Rechenmaschinen Karl-Marx-Stadt, der im Frühjahr 1959 auf der Leipziger Messe präsentiert wurde. Aus diesem Typnamen resultierte später der Name „Robotron“ für Rechenanlagen und Werke in der DDR.
- Robur: Lkw, gab es auch mit Omnibus-Aufbau
- Rodinal: Entwickler für Negativfilme
- RoKoMa: Konfitüre und Marmelade aus Rostock; die Firma hat den Sprung in die Marktwirtschaft geschafft
- Rohrblitz: Toilettenreiniger
- Rossini: Reihe von Röhren-Rundfunkempfängern des VEB(K)Elektroakustik Hartmannsdorf (ab 1962 VEB Goldpfeil)
- Röstfein: eine Kaffeemarke für Produkte aus dem Röstfein-Kaffeewerk Magdeburg ab 1953
- Röstperle: ein Kaffee-Erzeugnis der Quieta-Werke (Leipzig, Wittenberger Straße)[57][58]
- Rondo: Kaffee aus dem Röstfein-Kaffeewerk Magdeburg zu Beginn der 1960er Jahre
- Röthaer: ein Markenname der Röthaer Obstweinkellerei (Rötha bei Leipzig) im Verband Deutscher Konsumgenossenschaften (im Jahr 1965 erhielt die Kelterei ein neues Markenzeichen)
- Romanze: ein Fernsehgerät als Tischgerät aus dem VEB Fernsehgerätewerk „Friedrich Engels“, produziert bis 1967
- Rosa Extra: Damenbinden
- Rose: eine Seife des VEB Patina Halle
- Rosenbräu: Brauerei aus Pößneck
- Rosmarinecreme: eine mit Azulen und den Wirkstoffen des Rosmarins angereicherte Hautcreme der Kosmetikfirma Charlotte Meentzen aus Dresden im Jahre 1965
- Rosodont P: ein Zahnpflegemittel aus dem VEB Elbe-Chemie Dresden bis 1969 produziert[59]
- Rostocker Fischstäbchen: ein Feinfrosterzeugnis aus dem VVB Fischkombinat Rostock ab 1969
- Rotkäppchen Sekt (Vorkriegsmarke): Warenzeichen seit 1895
- Rotplombe: das Markenzeichen der Konsum Nährmittelwerke Erfurt (ab 1953), das Puddingpulver, Götterspeise, Kaltschale, Brausepulver, Speisegelatine etc. produzierte.[60]
- Rotstern: Schokolade, Süßwaren aus dem VEB Rotstern Schokoladenwerk in Saalfeld
- Rot-Weiß: Zahnpasta aus dem VEB Elbe-Chemie Dresden
- RS04 (RS: Rad-Schlepper) Erste vollständige DDR-eigenentwickelte Serie eines Traktors, Hersteller dieses Modells, sowie des bekannteren Nachfolgers Famulus RS14: VEB Schlepperwerk Nordhausen
- RS08 („Ackermoped“): Traktor, aus dem VEB Traktorenwerk Schönebeck/Elbe
- RS09 („Maulwurf“): Traktor, Geräteträger aus dem VEB Schlepperwerk Schönebeck/Elbe
- RS14 („Famulus“): Traktor aus dem VEB Schlepperwerk Nordhausen
- RT 125: Modell des IFA-Motorradwerk Zschopau
- Rubens: ein Fernsehgerät aus dem VEB Sachsenwerk Radeberg ab 1955
- Rubina: Nähmaschinen aus dem VEB Nähmaschinenwerk „VERITAS“ Wittenberge
- Rüdersdorfer Futterphosphat: ein Produkt aus dem VEB Stickstoffwerk Piesteritz (1976)
- Rügener Badejunge: Camembert
- Rügener Fischhaltige Paste: Fischpaste in Tubenform
- Rülke Holzspielzeug (Puppenstuben, Puppenmöbel), Kleinhartmannsdorf Sachsen (Vorkriegsmarke)
- Ruhla: Uhren aus dem VEB Uhrenwerke Ruhla
- Ruhla electric: erste elektrische Armbanduhr der DDR, vorgestellt auf der Leipziger Messe im Jahr 1961, Produzent: VEB Uhren- und Maschinenkombinat Ruhla (ab 1967)
- RZ-85: Reisezweier mit 85cm Breite – ein Paddel-Faltboot aus VEB Wassersport- und Campingbedarf Pouch

## S

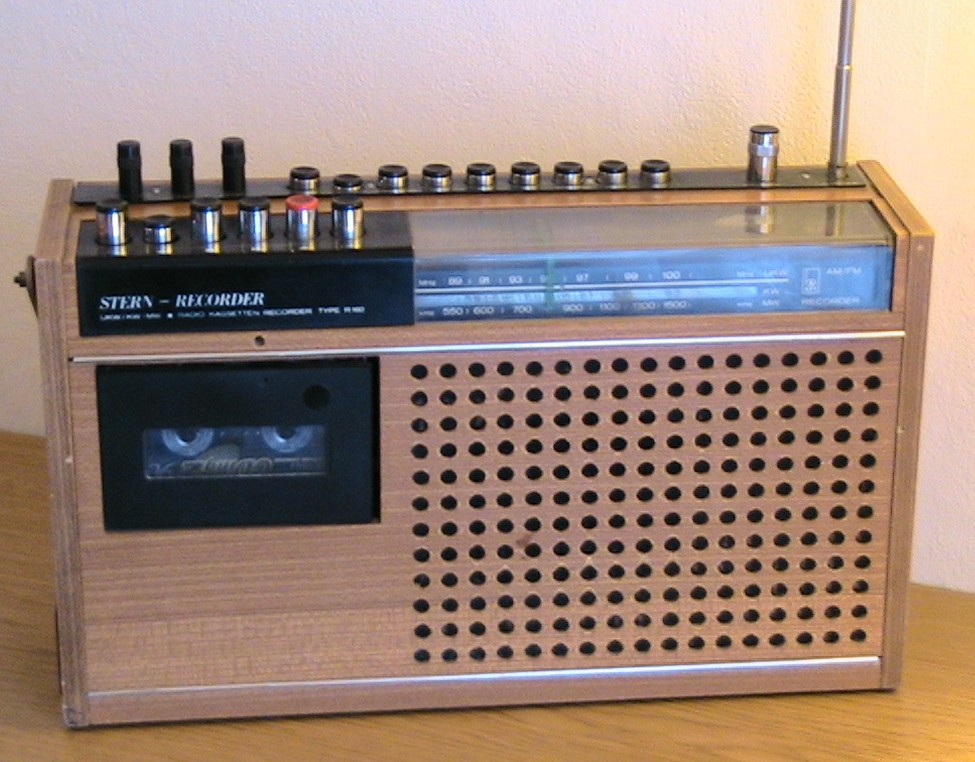
Stern-Recorder R160 vom VEB RFT Sternradio Berlin

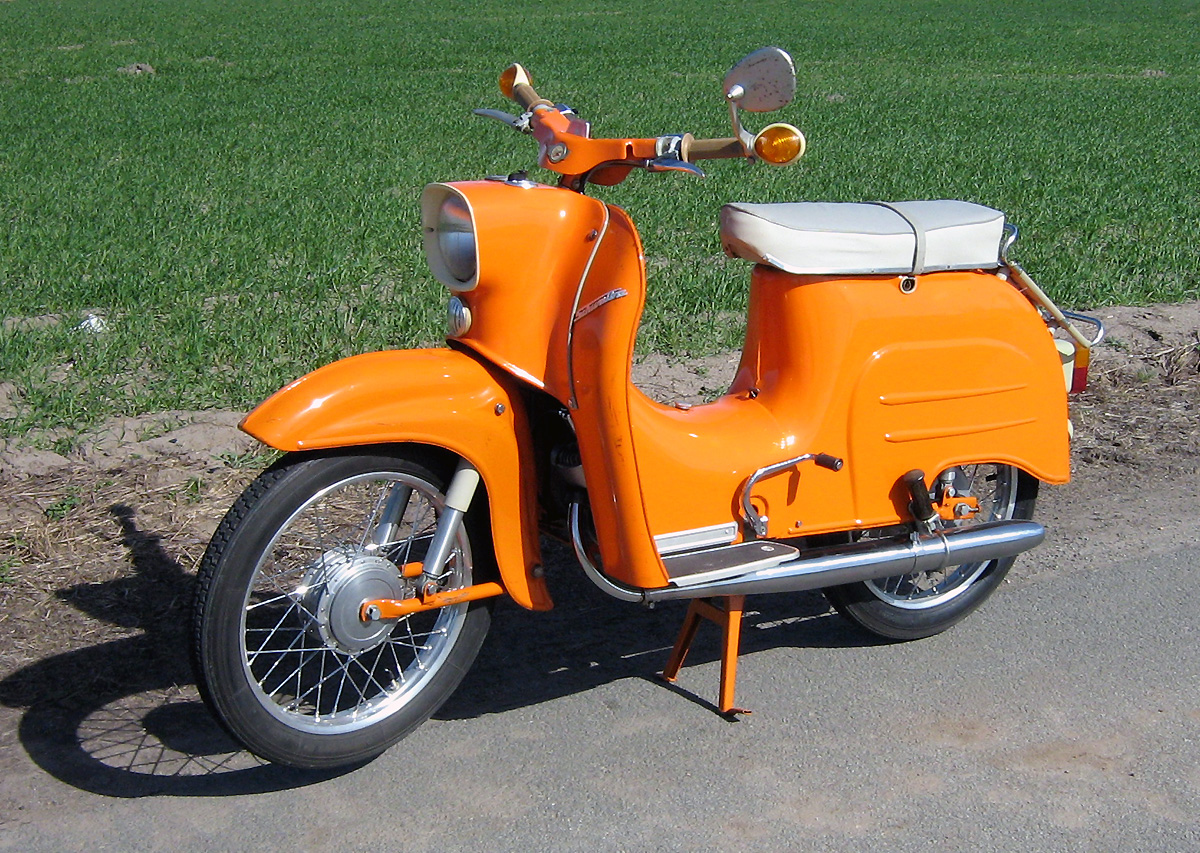
Schwalbe, Baujahr 1964

Modelleisenbahnwagenverpackung von Schicht

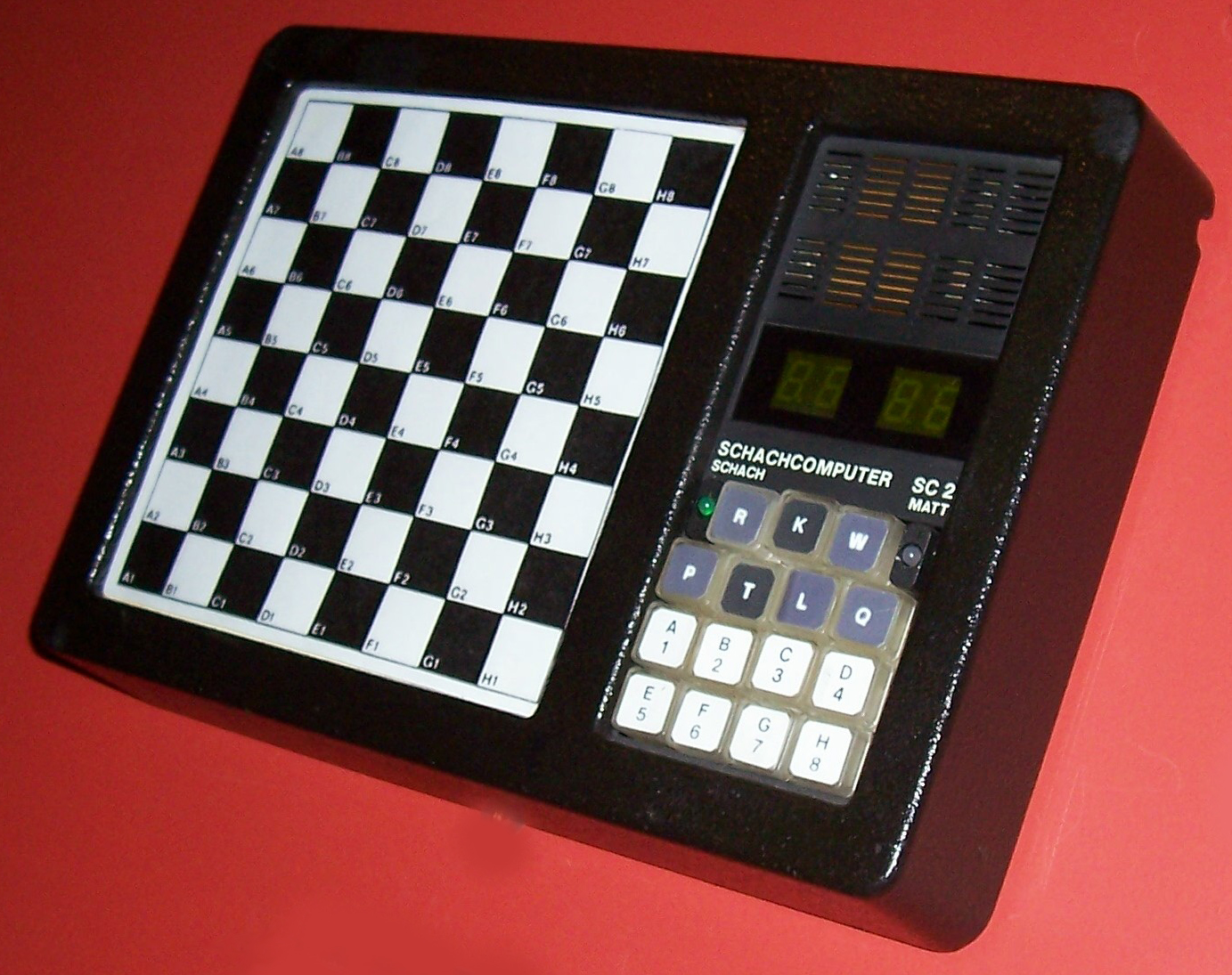
Schachcomputer SC2

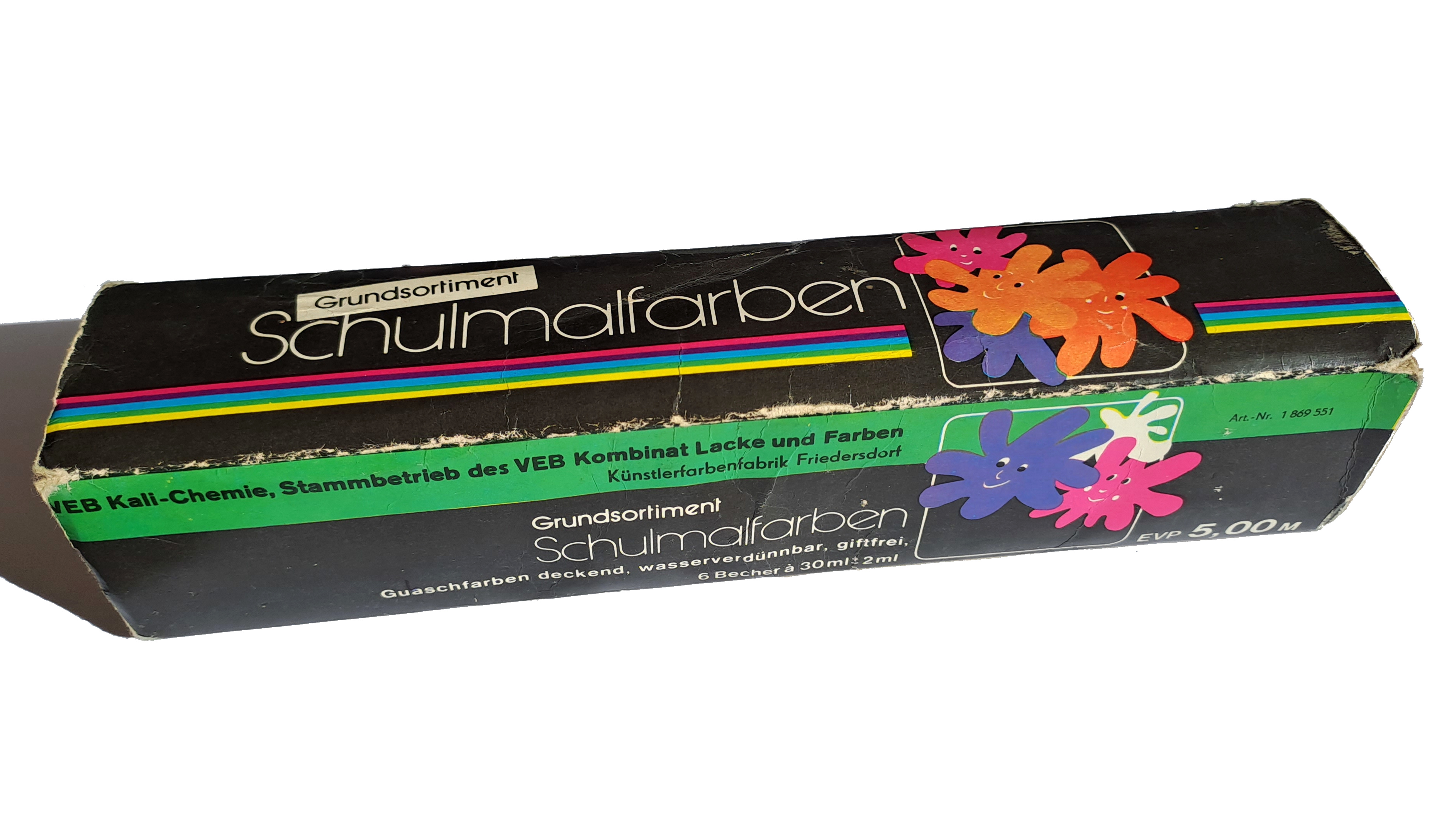
Grundsortiment Schulmalfarben der DDR

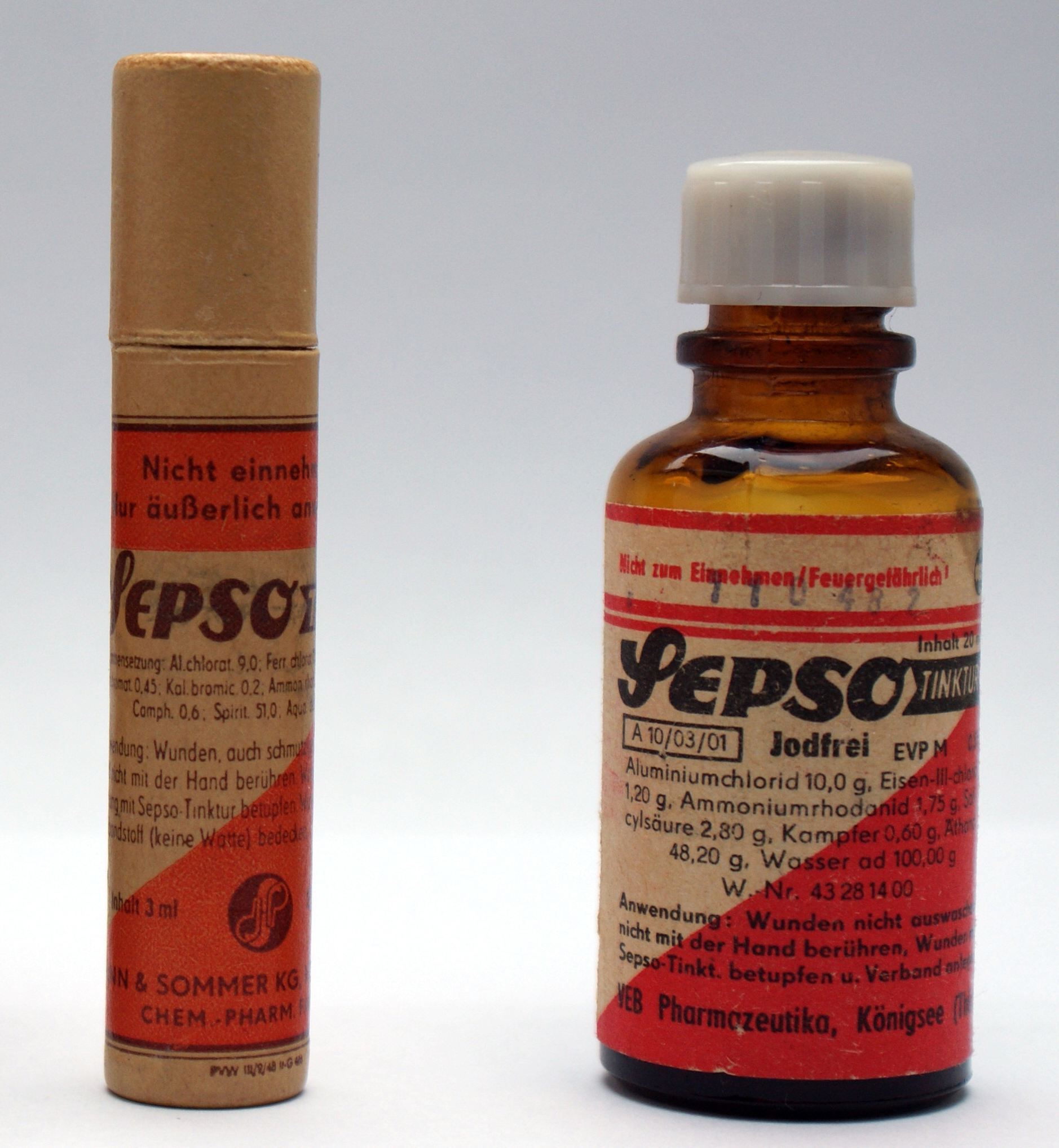
Sepso Präparate

- Sachsenring: Am 26. September 1955 eingetragene Wort- und Bildmarke zunächst des VEB Sachsenring Kraftfahrzeug- und Motorenwerk Zwickau (vormals VEB Horch). Das geschwungene S stand durch Betriebszusammenlegung, auch für Lkw und Pkw, des VEB Automobilwerk Zwickau (vormals VEB Audi), neue Herstellerbezeichnung war nun: VEB Sachsenring Automobilwerk Zwickau
- Sachsenring P 240: Personenkraftwagen
- Sachsenring S 4000: Lastkraftwagen
- Sahna: Feinmargarine mit Vitamin A und Vitamin C angereichert
- Salem (Vorkriegsmarke): Zigaretten
- Salufar: ein Zahnpflegemittel aus dem VEB Elbe-Chemie Dresden
- Sambalita: Likör (Maracuja)
- Sanisal: streufähiges Haushalts-Jodsalz
- Saschenka: Wodka des VEB Getränkekombinats Neubrandenburg – Spirituosenfabrik „Vorwärts“
- Saturn: Schokolade
- Sausewind: Kinderroller
- SC 2: erster Schachcomputer der DDR (1981–1983), VEB Mikroelektronik „Karl Marx“ Erfurt
- Schaubek (Vorkriegsmarke): Briefmarkenalben, 1973 verstaatlicht als VEB Schaubek-Verlag, 1990 reprivatisiert
- Schicht: Modelleisenbahnen der Nenngröße H0, ging 1972 im VEB Prefo auf
- Schilkin: Spirituosen aus Berlin
- Schlager-Süßtafel: schokoladeähnliche Tafel
- Schloß Neuenburg trocken: ein Sekt für Diabetiker aus der Produktion von VEB Rotkäppchen Sektkellerei Freyburg
- Schloßberg-Sekt: ein Produkt des VEG Weinanbau Radebeul
- Schola: Schallplattenlabel des VEB Deutsche Schallplatten für den Schulunterricht
- Schuhfabrik „Paul Schäfer“, Erfurt: Herstellung von Schuhen aller Kategorien, ab 1976 Gestattungsproduktion für Salamander (Schuhe)
- Schulmalfarben der DDR, hergestellt in Friedersdorf
- Scomber-Mix: Fischkonserve
- Schwalbe: Simson-Motorroller KR51 aus dem VEB Fahrzeug- und Gerätewerk Simson, Suhl (Produktion: 1964–1986)
- Semper: Zigaretten
- Sepso-Tinktur: Desinfektionsmittel für Wunden von Hofmann & Sommer, Königsee (ab 1972 VEB Pharmazeutika Königsee)
- Serona: eine Kunstseide aus dem VEB Chemiefaserwerk Premnitz[61]
- Shanty: Jeansbekleidung (aus Rostock)
- Sibylle: ein Fernsehgerät als Tischgerät aus dem VEB Fernsehgerätewerk „Friedrich Engels“ bis 1967 produziert.
- Sibylle-Montagemöbel: ein Bausatz zur Selbstmontage von Regalen, Ober- und Unterschränken, Schreibtisch u. a. vom VEB Möbelwerk Stralsund, produziert von 1961 bis etwa 1975
- Sicco: Wäscheschleuder
- Sicherheitszündwaren, Streichhölzer vom VEB Zündwarenwerke Riesa

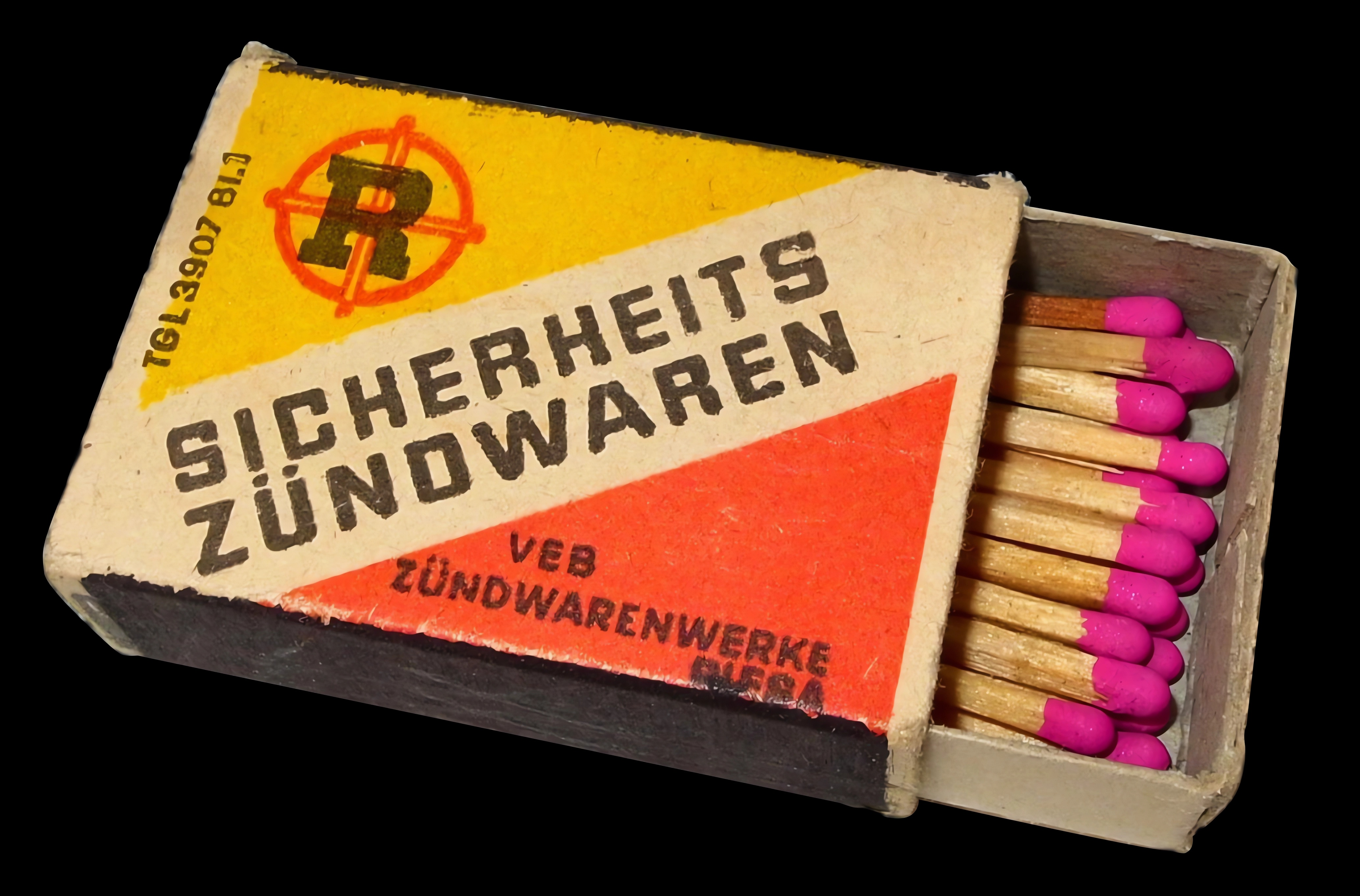
Sicherheitszündwaren

- Sidol (Metallpolitur): ein Haushaltsprodukt (flüssige Metallpolitur) des VEB Haushaltschemie Lutherstadt Wittenberg[62]
- Sigella: Bohnerwachs
- Silberstern: eine Margarine, die später in Sonja umbenannt wurde
- Silca: Zahnpasta aus dem VEB Elbe-Chemie Dresden, ab 1973
- Silix: Handcreme
- Silton: Porenbetonstein
- Silvexan: Pflanzenschutzmittel
- Simagel: Kautabletten gegen Sodbrennen
- Simson: Markenname für Kleinkrafträder
- Spatz: Simson-Moped
- Simplex: ein Industriereiniger aus dem VEB Waschmittelwerk Genthin
- SKET: Schwermaschinenbau-Kombinat „Ernst Thälmann“ in Magdeburg.
- Škoda, Pkw, Import aus der ČSSR
- Skribent: Tusche-Zeichengerät
- Sküs: eine Produktserie des VEB Berlin-Kosmetik ab 1971, in der Serie gab es Lippenstifte, Lippenpflegestifte, Lidpuder, Nagellacke, Gesichtswaschcreme, Cremebad u. a.
- SKR 700 und SKR 701: Stereo-Kassettenrekorder
- SKT 78: Schnellkochtopf aus dem Kombinat Haushaltgeräte Karl-Marx-Stadt, Betrieb Union Quedlinburg
- SL-Kamera: eine Schnell-Lade Kamera – ein System der Pentacon-Kameras mit einer SL-Filmkassette, um das umständliche Einlegen und Herausziehen der Filme zu ersetzen (ab 1969)
- SLC1: Abk. für Schach- und Lerncomputer 1, ein Schachcomputer, der selbst gebaut werden musste, 1989 veröffentlicht
- Smalcalda: Bestecke, Werkzeuge, Bohrmaschinen aus dem Werkzeugkombinat Schmalkalden

- Smaragd: Spulentonbandgerät
- Soana: eine Seife aus der Konsum Seifenwerk Riesa
- sofix: Instant-Puddingpulver aus den Konsum Nährmittelwerken Erfurt
- SOLO: Zigarettenmarke der VVB Tabak (1949), der Preis der Packung betrug 25 Pfennig[63]
- solo A: Reinigungsmittel für Teppich und Polstermöbel, des VEB Chemiekombinates Bitterfeld Flasche solo A

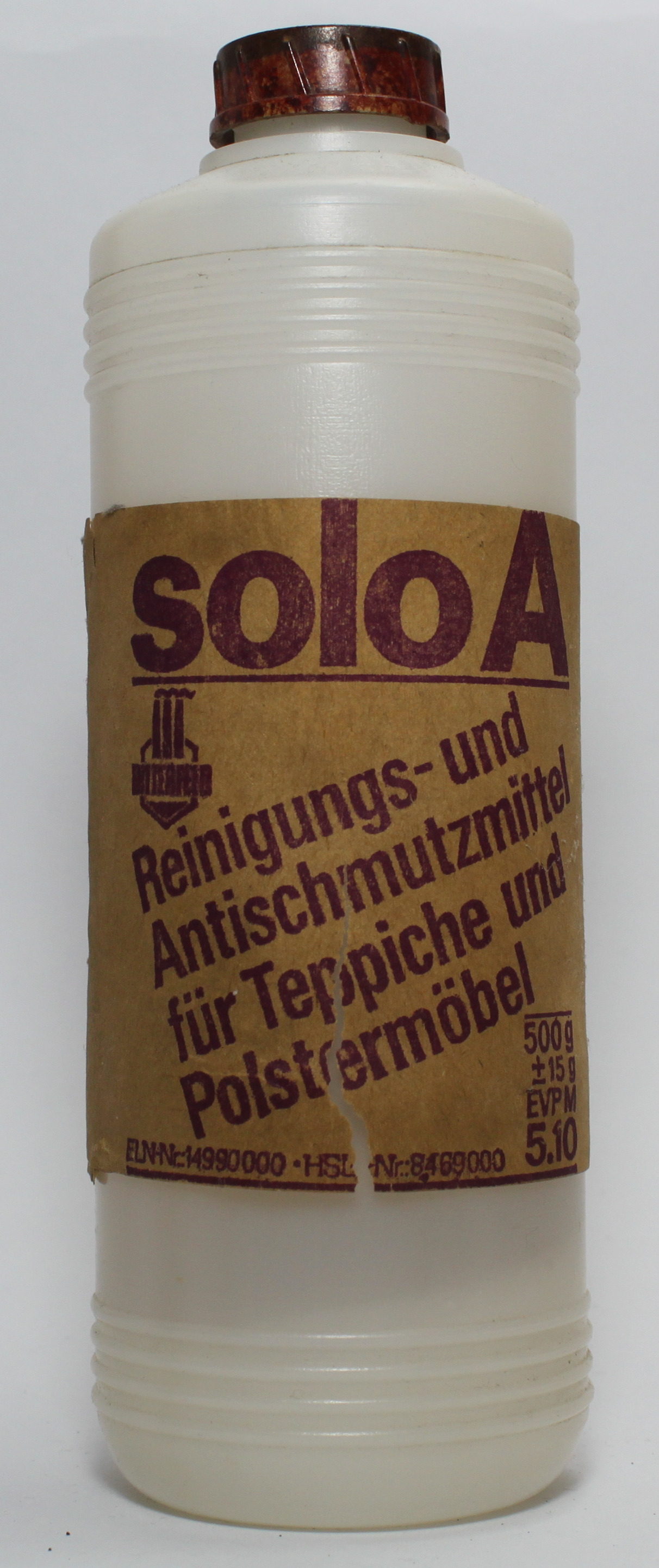
Flasche solo A

- Sonett/Sonett 77: Kassettenrecorder, ähnlich anett mit der Kennung KT 300 aus dem VEB Stern-Radio Sonneberg

- SonnIdee: Jugendmodegeschäfte
- Sonja: Margarine

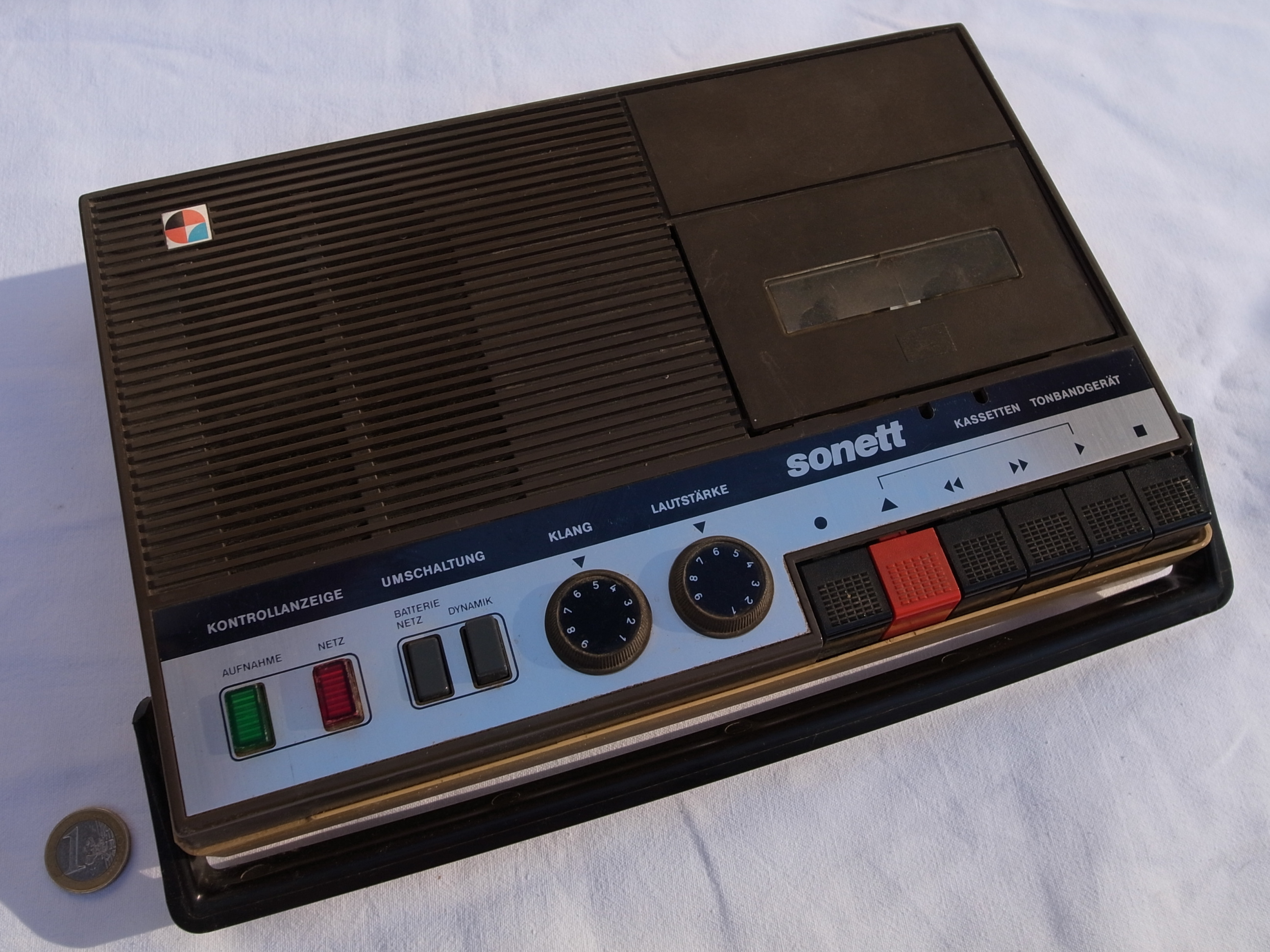
Kassetten-Tonbandgerät Sonett

- Sonja Plastic: Haushaltswaren des VEB Plaste und Chemie Wolkenstein aus Plaste z. B. Siebe, Kaffeefilter, Eierbecher und -löffel

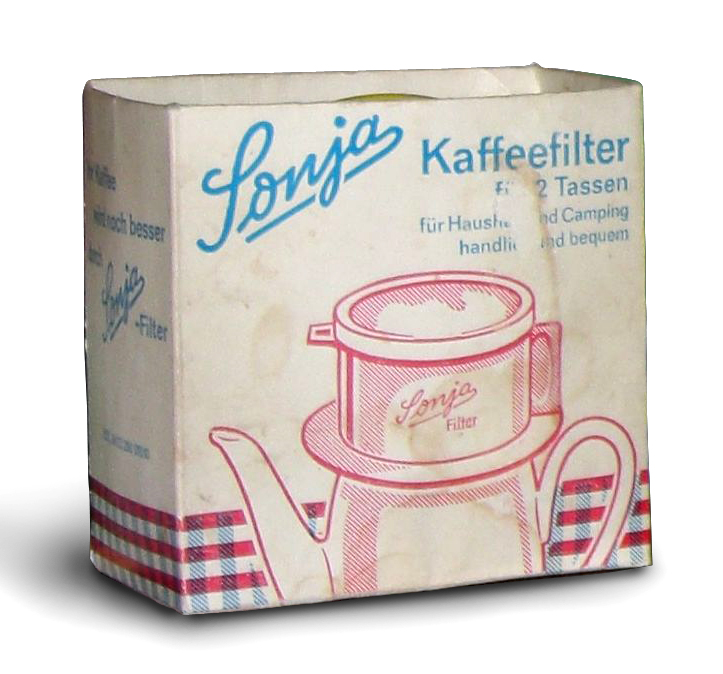
Sonja-Kaffeefilter für zwei Tassen

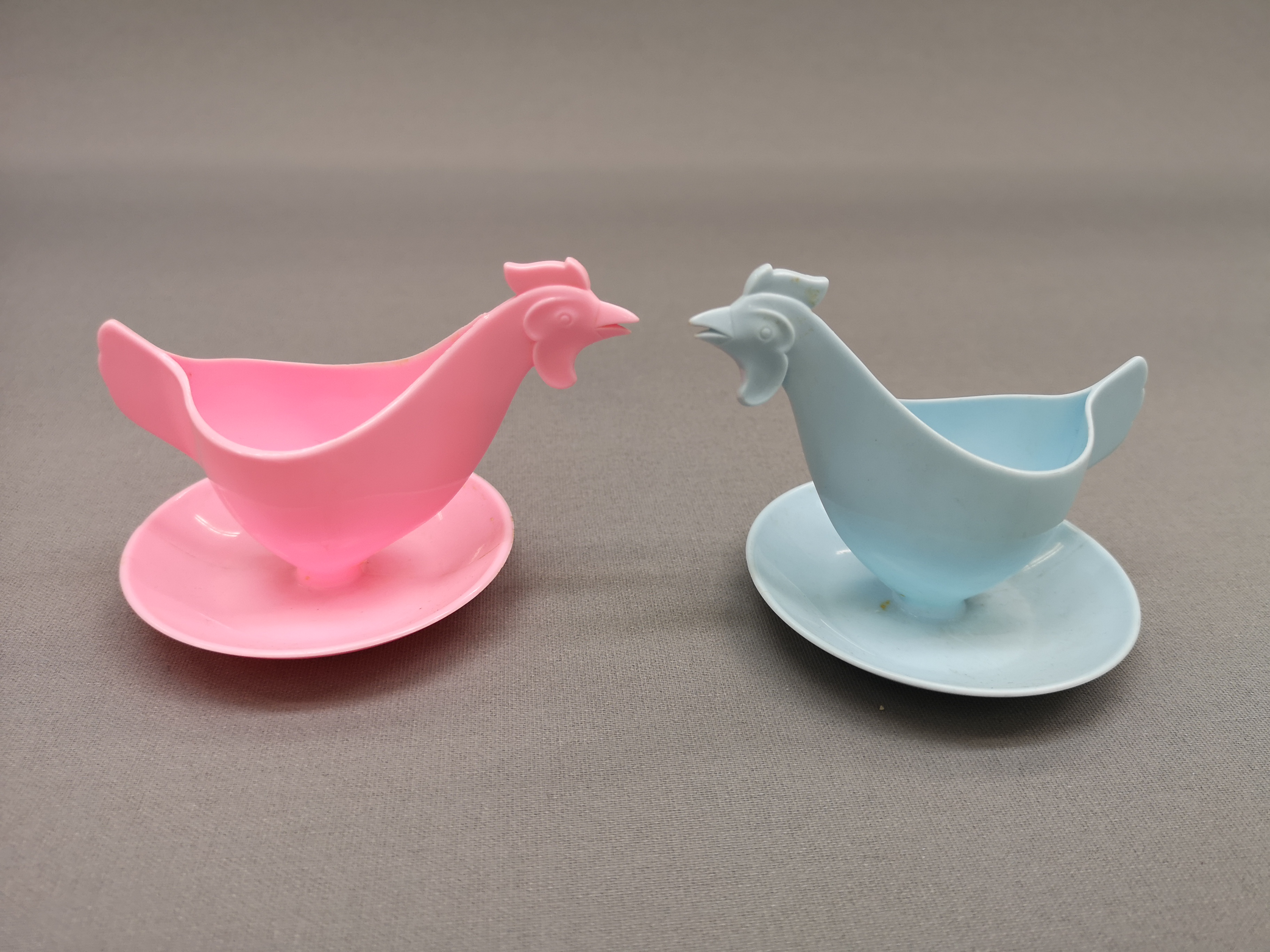
Eierbecher „Huhn“ des VEB Plaste und Chemie Wolkenstein, vertrieben unter dem Label Sonja Plastic

- Sonneberg 500: kleine Heimstereoanlage im Vollplastgehäuse mit dazugehörigen Boxen, Hersteller: Stern-Radio Sonneberg
- Sonneberger Metallbaukasten: Spielzeug-Metallbaukästen des VEB Injecta Steinach
- Sonnenblume: eine Margarine, die später in Sonja umbenannt wurde
- sonni: ein Markenname ab 1959 für Spielwaren aus dem VEB Vereinigte Sonneberger Spielwarenwerke, Sonnenberg
- Sonni-Schleck: Konfekt (aus Sonneberg)
- Sorte Extra: eine Zigarettenmarke der VVB Tabak (1949), der Preis der Packung betrug 50 Pfennig[64]
- Spee: Waschmittel (Spezial-Entwicklung)
- Spectral: Klon des Sinclair ZX Spectrum der vollständig kompatibel war, erhältlich ab 1. Dezember 1988
- Sperber: ein Kleinmotorrad von Simson
- Spezial: Markenname für Regenschirme des VEB Schirmfabrik „Spezial“ Karl-Marx-Stadt (1968)
- spezitex: unter diesem Namen eines DDR-Warenzeichenverbandes warben ab 1969 etwa 400 Textil-Betriebe in Anzeigen für ihre Erzeugnisse
- Sport-AWO: 4-Takt-Motorrad
- Sport-Geist: rote kohlensäurehaltige Limonade; Preis 0,21 Mark pro 0,33 l (wegen der roten Farbe und des Preises umgangssprachlich auch „21er Thälmannschweiß“)
- Sprachlos: Zigarren
- Spezimatic: Herrenarmbanduhr des VEB Glashütter Uhrenbetriebe
- Spreewälder Gurken: eingelegte Gurken vom VEB Spreewaldkonserve Golßen
- Sprelacart: Kunststoff-Möbelbeschichtung
- SR1: Schultaschenrechner
- SR2: ein Kleinmotorrad vom VEB Fahrzeug- und Gerätewerk Suhl mit einem Hubraum von 47,6 cm³ und einem Verbrauch von etwa 2 Liter Kraftstoff auf 100 km bei einer Geschwindigkeit von 45 km/h (1958)
- Stambul: filterlose Zigarettensorte, VEB Zigarettenwerke Dresden (umgangssprachlich auf Grund der Zigarettenform populär als „Stambul flach“ bezeichnet)
- Stella: ein Fernsehgerät aus dem Fernsehgerätewerk Staßfurt mit 59 cm Bildschirm-Diagonale, produziert ab 1968
- SWSK 1250: eine Metallkreissägeblatt-Scharfschleifmaschine aus dem VEB Werkzeugfabrik Königsee aus dem Jahr 1968; weitere Typen waren SWSK 200, SWSK 800 und SWSK 1600, wobei die Typennummer den maximalen Durchmesser in Millimetern angibt
- Stadion: ein Fernsehgerät aus dem VEB Rafena Werke Radeberg mit 59 cm Bildschirm-Diagonale, produziert ab 1962
- Star: Simson-Mokick
- Start: ein Fernsehgerät aus dem VEB Rafena Werke Radeberg mit 53 cm Bildschirm-Diagonale, produziert ab 1960
- Staßfurt K 67: erster tragbarer Kofferfernseher aus dem VEB Fernsehgerätewerk Staßfurt im Jahr 1967. Der Preis betrug 2040 Mark. Das Gerät wurde nur ein Jahr produziert, da im RGW eine andere arbeitsteilige Produktion der Mitgliedsländer vereinbart wurde, erst ab 1976 lief die Produktion eines neuen Gerätes im VEB Robotron Radeberg an.
- Steppke: Anbau-Fahrradhilfsmotor
- Steppke: Handstaubsauger des VEB EIO in Sonneberg
- Stereobox: Bildbetrachter mit Bildscheiben (mit Märchenmotiven) aus dem VEB Kamenzer Spielwaren
- Stern-Camping: ein Kofferradio aus dem VEB Stern-Radio Berlin. Andere Typen waren die Geräte Stern Hobby, Dynamic II und Stern Picknick. Die Geräte wurden ab 1969 produziert.
- Stern-Cola: koffeinhaltige Limonade
- Stern-Recorder: tragbarer Radio-Kassettenrecorder mit einem Gehäuse aus Spanplatten
- Sternchen: erster Transistor-Taschenempfänger (von Stern-Radio) der DDR
- stretta: ein Sortiment Unterwäsche für Jugendliche – Marken waren: stretta-jacqueline, stretta-Kombinette und stretta-Dirndlette. Ab 1965 wurden die bis dahin einzelnen Betriebe unter dem VEB Feinwäsche „Bruno Freitag“ in Limbach-Oberfrohna vereint.
- Streu-Gammatox: Pflanzenschutzmittel
- Sucrosin: Marke unter der Diabetikerartikel verkauft wurden
- Sumatic: Reisewecker
- Summavit: Vitamindragées. Die Produkte wurden ab 1959 als „Summavit 10“ und ab 1967 als „Summavit forte“ von dem VEB Jenapharm Jena produziert.
- Super Code: Logikspiel aus dem VEB Plasticart
- Suppina: eine 1958 eingetragene Wort- und Bildmarke für Brühen, Tütenfertigsuppen, und -soßen, Würzen und Konserven des VEB „Suppina“ Nahrungsmittelwerke Auerbach/Vogtland (vor 1958: VEB Suppex Nahrungsmittelwerk) – wenngleich es nicht unbedingt zutraf: Der Werbeslogan „Vom Guten das Beste – ist Küchenmeisters Art: ‚Suppina‘-Gerichte – so preiswert delikat“ hatte hohen Bekanntheitswert in den 1960er und 1970er Jahren
- Suralin: härtbare Knetmasse (ähnlich Fimo)
- SYSpur: Polyurethan-Produkte aus dem VEB Synthesewerk Schwarzheide
- SYS-67: Herbizide aus dem VEB Synthesewerk Schwarzheide (z. B. SYS-67 Omnidel, Na-2,2-dichloropropanoat)
- Sigella: Bohnerwachs
- SWO 80 NC: eine optische Profilschleifmaschine aus dem VEB Mikromat Dresden mit einer numerischen Steuerung vom Typ Paramat 2 D vom VEB Starkstrom-Anlagenbau Karl-Stadt. Der Pantograph mit Optik ermöglichte eine 25fache Vergrößerung.

## T

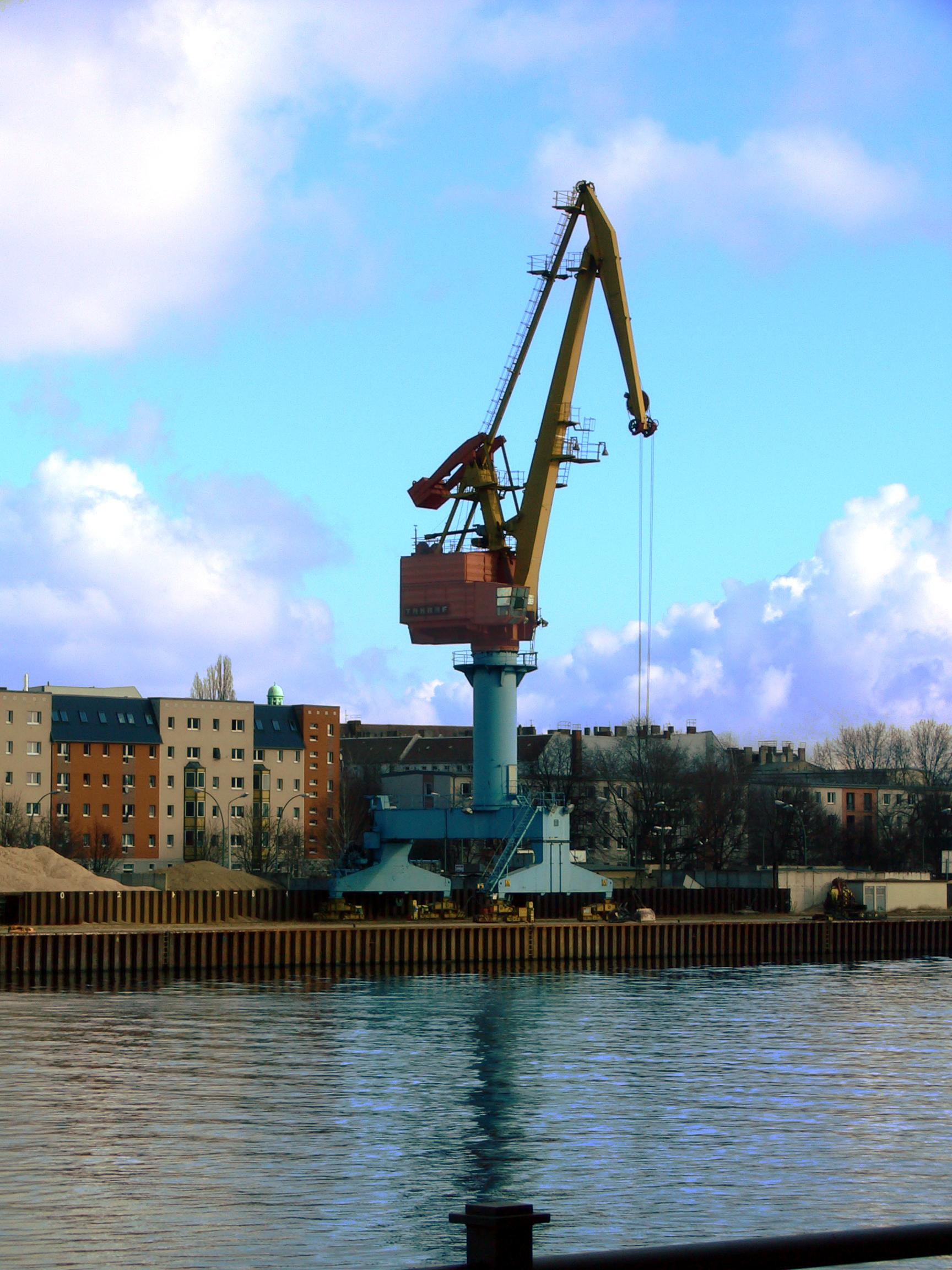
TAKRAF-Kran

- Tabac: eine Seife des VEB Patina Halle
- Tabak: ein Rasierwasser aus dem VEB Chemisches Kombinat Miltitz, ab 1971 produziert
- TAKRAF: Kombinat zur Herstellung von Tagebauausrüstungen, Kranen und Förderanlagen
- Täng: eine Pudercreme von Reichalda-Kosmetik[65]
- Tangermünder Nährstange: aus dem ehemaligen Konsum-Süßwarenkombinat in Tangermünde, jetzt Konditorei Stehwien GmbH[66]
- Targophagin: Lutschtabletten des Unternehmens Gödecke[67] gegen Halsschmerzen, Wirkstoff Silberalbuminat
- Tatran S 125: ein aus der CSSR importierter Motorroller, der ab 1966 importiert wurde. Das Angebot wurde schon kurze Zeit nach Verkaufsbeginn eingestellt, da eine zu große Nachfrage bestand.
- Tatra, schwere geländegängige LKW sowie Straßenbahnen Tatra T3, T4D/B4D und T6, Import aus der ČSSR
- Tempobohnen: (kurzgarende 10 min) Bohne, speziell vorbehandelt; Hersteller: VEB Suppina, Auerbach; Preis 0,65 Mark
- Tempoerbsen: (kurzgarende) Erbse
- Tempolinsen: (kurzgarende) Linsen
- Timms Saurer: Spirituose mit Zitronengeschmack
- Tesla, Heimelektronik, Import aus der ČSSR, z. B. Tonbandgerät B730
- TEXTIMA: Nähmaschinen aus dem VEB Nähmaschinenwerk „VERITAS“ Wittenberge
- Texyl: Mottenschutzmittel mit dem Wirkstoff Lindan vom VEB Delicia Delitzsch; Preis 0,95 Mark
- Tintex: Schmutz- und Flecklöser
- Tipp-Fix: Insektenvernichtungsmittel, Fliegenspray
- Tiracon 6V: polyphoner analoger Synthesizer vom VEB AAC Cottbus, ab 1987
- Toilex-Spray: Toiletten-Duftspray
- Torwächter: Eine Spirituose[68]
- Totofix: Spielautomat, wurde in den Varianten Fußball und Eishockey vom VEB LUMET (Luckenwalder Metallbaufabrik) gebaut
- Touren-AWO: 4-Takt-Motorrad
- TR 3: ein Trockenrasierer, ab 1949 VEB Elektrogerätewerk Suhl entwickelt. In den 1960er Jahren folgten die Typen TR 5, TR 6, TR 7 und TR 8. Ab 1965 wurden die Typen TR 11, TR 12, ab 1968 TR 15 gefertigt.
- TR6: ein Rasierwasser aus dem VEB Gerana-Kosmetik Gera, ab etwa 1969
- Trabant: Pkw
- Trabant-Kübel/Tramp, Kübelwagen des Pkw Trabant mit Stahlkarosserie und Verdeck, für Militär. Als zivile Variante wurde der Trabant Kübel als Trabant Tramp verkauft aber nur Export.
- Tramp: Schokoriegel
- Travidyn: Multivitaminpräparat (sirupartig)[69]
- „Trink fix“: Kakaopulver von „Trumpf“
- Triola: Musikinstrument für Kinder
- Trip: Reisewaschmittel
- Triumphator: mechanische Rechenmaschine[70]
- trivi D: ein Körperdeodorant aus der Produktpalette des VEB Berlin-Kosmetik
- trivi F: ein Fußdeodorant aus dem VEB Berlin-Kosmetik
- trivi H: eine Spezialcreme gegen rissige und trockene Haut aus dem VEB Berlin-Kosmetik
- Trix: Zigarren mit Plaste-Mundstück
- Troll: Motorroller aus Ludwigsfelde
- Troll: Rätsel-Zeitschrift
- Trolli: Rasenmäher ab 1963 aus der Konsumgüterproduktion des VEB Transformatorenwerk „Karl Liebknecht“ Berlin-Oberschöneweide. Ab 1973 produzierte auch der VEB Elektromotorenwerk Wernigerode das Gerät.
- Tropen-Cola: koffeinhaltige Limonade mit einer gelben Palme als Logo auf dem Etikett
- Trophy: Zusatzbezeichnung verschiedener MZ-Motorrad-Modelle der ES- bzw. ETS-Baureihe, aufgrund der zahlreichen Erfolge von MZ bei der Six-Days-Trophy verwendet
- Tropik: Großserie von Fang- und Gefrierschiffen von der Volkswerft Stralsund
- Trommelfelle aus Altenburg, die Gerberei ab 1972 als VEB, stellte aus Roh-Tierhäuten Pergament, Goldschlägerhaut und Trommelfelle in handwerklicher Fertigung her, die Firma besteht noch heute (2021)
- Trosilin (Vorkriegsprodukt): Desinfektionsmittel des VEB Elektrochemisches Kombinat Bitterfeld[71]
- TS: Typenreihe des VEB Motorradwerk Zschopau
- TS 66: Wäschetrockenschleuder (VEB Waschgerätewerk Schwarzenberg), siehe auch unter WM 66; Vorgängertyp war TS 60 im Jahr 1960 als Tischschleuder
- Tupfi: Wattestäbchen
- tüff: Rasierwasser
- Turf: Zigaretten
- Turigerol: ein Stärkungsmittel aus dem VEB Jenapharm Jena im Chemischen Kombinat Germed
- Turna: erste Großwaschmaschine aus dem VEB Waschgerätewerk Schwarzenberg aus dem Jahr 1952 (damals noch: VEB Erzgebirgische Waschgerätefabrik)
- Turnier: ein Fernsehgerät aus dem VEB Rafena Werke Radeberg mit 59 cm Bildschirm-Diagonale, produziert ab 1964
- Tussidermil: Eukalyptusöl-haltige Einreibung gegen Erkältung
- Typofix: Abreibebuchstaben
- T 088: Sattelanhänger für Traktoren aus dem VEB Fortschritt Landmaschinen Weimar
- T 100: Transistorradio des VEB Stern-Radio Berlin
- T 157: Mobilbagger auf Basis des RS 09
- T 159: Mobilbagger, die Konstruktion wurde nach Rumänien gegeben und dort als TIH 445 produziert
- T 170: Lader mit Seilzug aus dem VEB Fortschritt Landmaschinen Weimar
- T 172: Mobilbagger mit Seilzug aus dem VEB Fortschritt Landmaschinen Weimar
- T 174: Mobilbagger, hydraulisch, Nachfolger des T 172 aus dem VEB Landmaschinen Fortschritt Weimar
- T 185: Mobilbagger, Nachfolgemodell des T 174
- T 188: Mobilbagger, vollständige Neuentwicklung unter Verwendung von Baugruppen des IFA W50 und IFA L60 (Motor, Achsen)

## U
- U61000: 1-Megabit-Speicherchip
- U82720: Grafikcontroller (Nachbau des NEC µPD7220)
- Ubotex: Unterbodenschutzpaste für Fahrzeuge
- Ur-Krostitzer: Biermarke[72]
- Urtrak: Gleiskettenschlepper KS 30 vom Brandenburger Traktorenwerk mit einem Pendelrollenlaufwerk mit gefederten Pendelblöcken[73]
- Union Schnellkochtopf Typ SKT 78 des VEB Union Quedlinburg, später FORON
- Unimix Junior: Rühr- und Mixgerät der Firma Rönsch KG Dresden, ab 1966
- Unimix Piccolo: Rühr- und Mixgerät der Firma Rönsch KG Dresden, ab 1970
- Unisette: Küchenmaschine mit Fruchtpresse-, Gebäckspritz- und Reibeansatz für rohe Kartoffeln
- UNIVENT 100: Beatmungsgerät vom VEB Medizintechnik Leipzig[74][75]
- UNIWARN 100: ein Beatmungsdruckmonitor 44201 als Zusatzgerät zum UNIVENT 100[76]
- USUS Frottee: Weichspüler
- UWS 300: Universal-Wasch- und Schälmaschine für Kartoffeln und Wurzelgemüse (das sogenannte Lochscheibenschälverfahren) aus dem Maschinenbau-Kombinat NAGEMA; ein erweiterter Typ war die UWS 800[25]

## V
- Valencia: Zitrus-Limonade
- Varia: Universal Signierkreide aus dem VEB VARIA, Chem. Fabrik Mügeln
- Variopur: Möbelserie der 1970er Jahre aus Polyurethan
- VCS 80: Einplatinenrechner, der 1983 entwickelt wurde
- Vegro: Vereinigte Grobgarnwerke Kirschau: Wolldecken, Scheuerlappen und ähnliche Textilprodukte
- VERITAS: Nähmaschinen aus dem VEB Nähmaschinenwerk „VERITAS“ Wittenberge
- Venus: Schokolade
- Vermona: Musikelektronik, Verstärker, PA-Anlagen
- VERO: Holzspielzeug verschiedener Art
- VERTEX: eine Kleidermarke aus Mecklenburg (1948), Produzenten waren: Schweriner Kleiderwerke, Kleiderwerke Grabow, Kleiderwerke Goldberg, Kleiderwerke Güstrow, Kleiderwerke Greifswald[77]
- Viatlon: Vitamin- und Energiepaste in einer Tube
- Viba: Süßwarenhersteller aus Thüringen, ehem. Schmalkalden, heute Floh-Seligenthal
- Video Chess-Master, Schachprogramm für den KC 85
- Vionell intim: Waschlotion
- Vipa: weinhaltiges GetränkVipratox: Antirheumatische Salbe mit Schlangengift

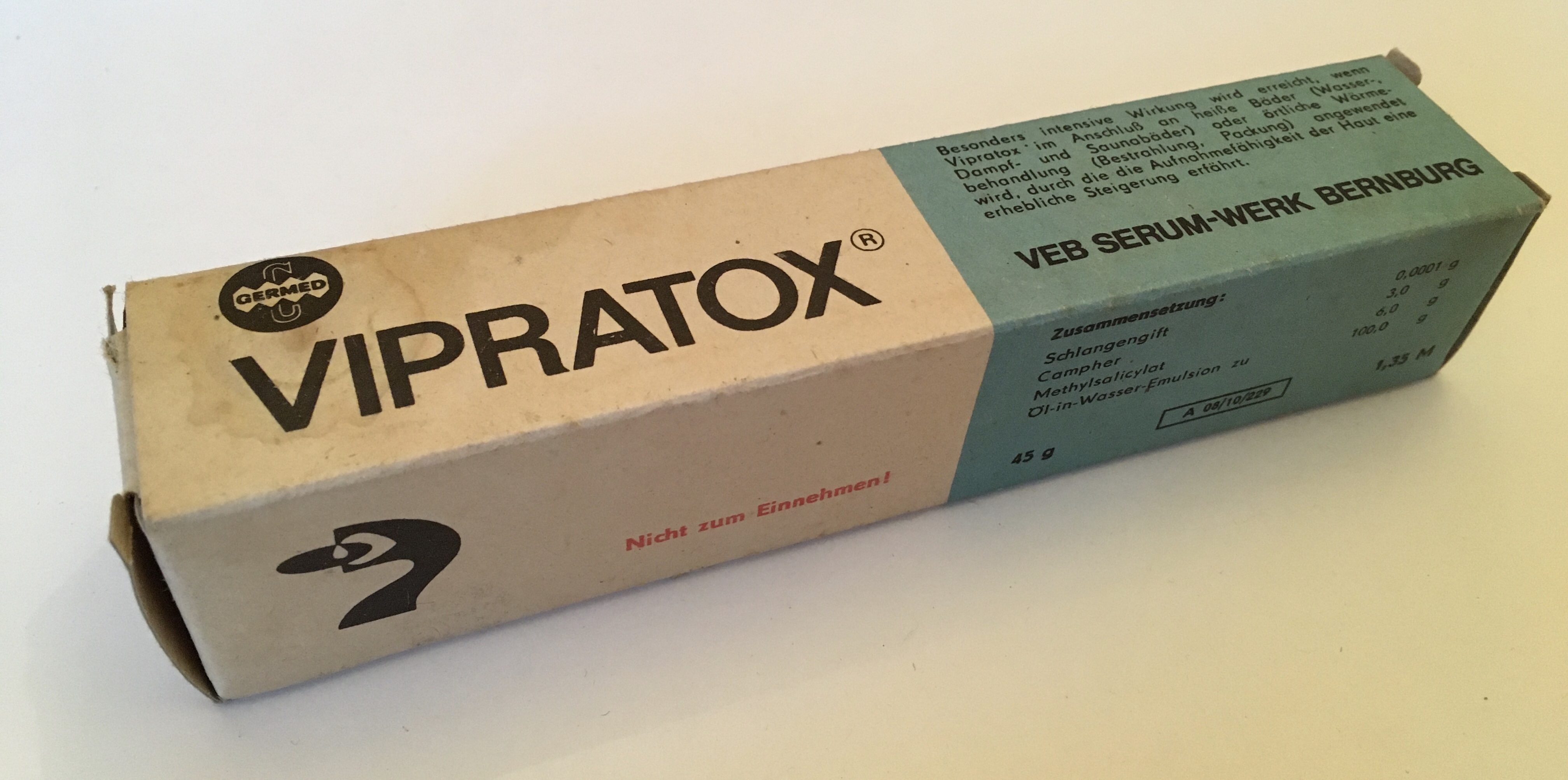
Vipratox: Antirheumatische Salbe mit Schlangengift

- Vipratox: Antirheumatikum mit Schlangengift des VEB Serum-Werk Bernburg
- Visiomat: ein Schwarz-Weiß-Fernsehgerät aus dem VEB Fernsehgerätewerk Staßfurt, produziert ab 1973
- Visiotron: ein Schwarz-Weiß-Fernsehgerät aus dem VEB Fernsehgerätewerk Staßfurt, produziert ab 1973
- Vita: Pflanzenmargarine
- Vita Cola: koffeinhaltige Limonade
- Vitalade: Ersatz-Schokolade
- Vliesett: papierähnliches Textilmaterial für die individuelle Bekleidung. Vliesett setzte sich zu 60 Prozent aus Zellwolle (Regan) und jeweils zu 20 Prozent aus Dederon und Grusiten zusammen.[78]
- Völkerfreundschaft: FDGB-Urlaubsschiff für verdiente Arbeiter und SED-Genossen
- Vylan: synthetische Faser; weich, wärmend, schnell trocknend und vor allem Rheuma-lindernd

## W

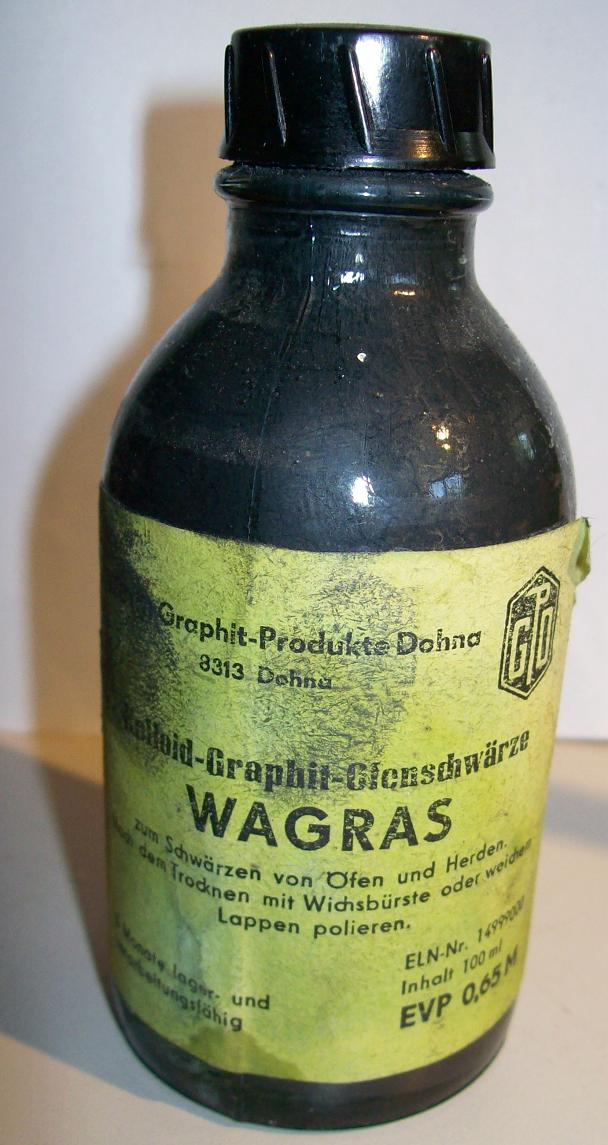
WAGRAS-Ofenschwärze

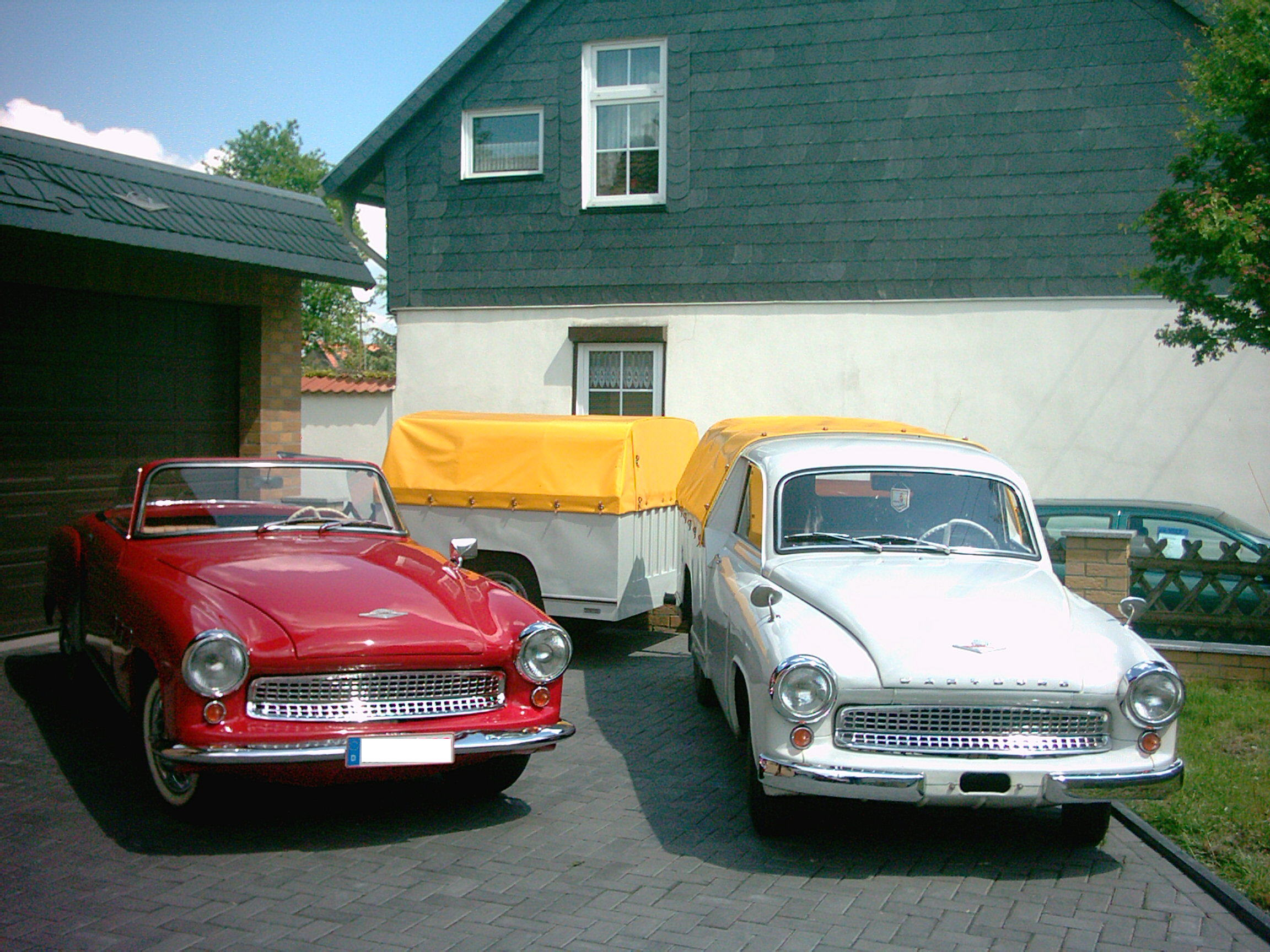
Wartburg 311 Schnelltransporter und Wartburg 313

- WA 61: ein Waschautomat aus dem VEB Waschgerätewerk Schwarzenberg aus dem Jahr 1961. Der Nachfolgetyp WA 66 benötigte keine Arbeitsgänge des Einweichens und Spülens als Vorbereitung mehr. Mit der WVA 66 wurde erstmals eine vollautomatische Waschmaschine mit Schleudergang (ab 1966) produziert.
- W50: erster Lastkraftwagen aus Ludwigsfelde, konstruiert in Werdau
- Wab-Wetterfest, Textil-Imprägniermittel[79]
- WAGRAS: Ofenschwärze
- WAP: Imprägniermittel für den persönlichen Gebrauch aus dem VEB Fettchemie Karl-Marx-Stadt
- Wartburg: Personenkraftwagen mit Zweitakt-Motor aus dem Automobilwerk Eisenach
- Wartburg (Vorkriegsmarke): Schnellwaagen aus der VEB Wartburg Schnellwaagenfabrik Eisenach[80]
- WAMA (VEB Wasseraufbereitungsanlagen Markkleeberg - hervorgegangen aus der WABAG Breslau, Lieferung und Montage von Wasseraufbereitungsanlagen für Trinkwasser und Brauchwasser, auch Abwasserbehandlungsanlagen, Zweigwerk -Behälterfertigung in Rathenow, 1992 Spaltung in WABAG Zwenkau und WAMA Markkleeberg, dubioser Eigentümer aus Düsseldorf übernahm ab 1992 die Firma und plünderte die Guthaben von 40 Mio. DM, 1995 Insolvenz der WAMA)
- Waschbär: Schallwäscher (Ultraschall) aus dem VEB Elektroapparatewerk J. W. Stalin Berlin-Treptow
- watup: Wattestäbchen
- WBN: Waggonbau Niesky, ehem. Christoph Unmack Niesky, Hersteller von Schienenfahrzeugen, Güterwagen, Drehgestelle
- WEGA: unixoides Betriebssystem das 1986 vom Elektro-Apparate-Werke Berlin-Treptow „Friedrich Ebert“ entwickelt wurde
- Wegerein: Unkrautvernichtungsmittel
- Weimar: Wohnraum-Uhren, Wecker aus dem VEB Uhrenwerk Weimar
- Weimar: Ein Rundfunkgerät des VEB Sternradio Sonneberg, mit UKW-, MW-, KW-, LW-Empfang und Magischem Auge.
- Weimar-Porzellan: Das blaue Porzellan mit Kobalt-Farbe (seit 1790) wurde unter diesem Markennamen ab 1955 durch den VEB Weimar-Porzellan hergestellt und gehörte zu dem begehrtesten Porzellan in der DDR.
- Weizenin: Weizenstärke
- Welti Ic: Kleinbildkamera (ähnlich Kodak Retina) aus dem VEB Welta-Kamerawerk Freital (1950er Jahre)
- Weltmeister: Musikinstrumente (u. a. Akkordeons und Mundharmonikas)
- Welton: Herrenwäschefabrik Meiningen (überwiegend Hemden)
- WEMA: Hersteller von Maschinen zur Werkzeugproduktion (Werkzeugmaschinen)
- WEMALOG: elektronische Bausteine für Steuerungen von Werkzeugmaschinen, entwickelt im Institut für Werkzeugmaschinen in Karl-Marx-Stadt[81]
- Werder Feinkost: Obstweine, Ketchup
- Werra: eine Kleinbildkamera des VEB Carl Zeiss Jena, ab 1954 produziert; es gab die Modelle Werra 1, 2, und 3, „Werramat“ und „Werramatic“; die Produktion dauerte bis 1967
- White Lady: Wermutwein, Zartbitter, aus dem Haus GOTANO
- Wiesel: Motorroller aus Ludwigsfelde
- Wikana: Kekse und Backwaren aus Lutherstadt Wittenberg
- Wilthener Weinbrand: Weinbrand
- Wilthener Gebirgskräuter: Kräuterlikör
- Wilde Sau: heller Kräuterlikör des ehemaligen VEB Erzgebirgische Likörfabrik, der noch heute produziert wird
- WIMA (Wirkmaschinenbau): das Markenzeichen für Produkte des VEB Wirkmaschinenbau Limbach-Oberfrohna
- Wimpern-Maske: ein Präparat der Kosmetikfirma Charlotte Meentzen, Dresden, aus Walnuss-Extrakt und Ölen
- Wirgoplast: ein Textilklebeband für VerbändeWirgoplast vom VEB Jenapharm

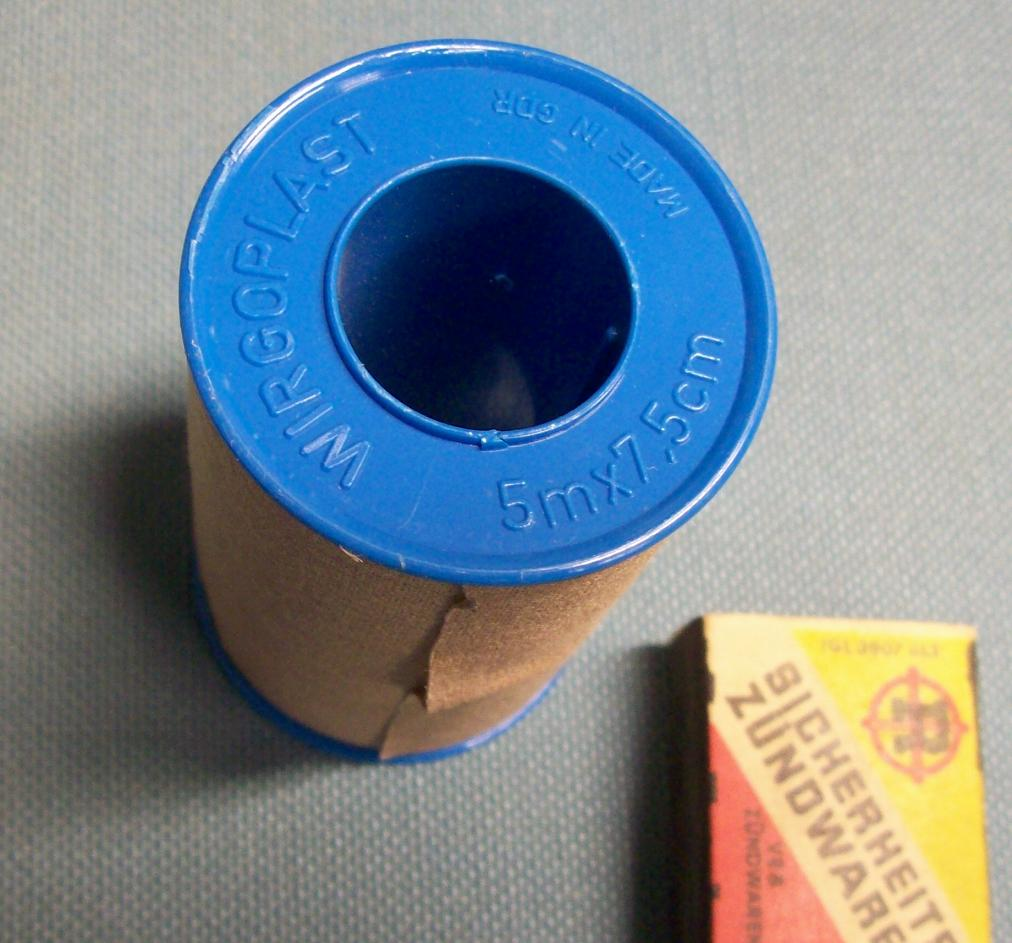
Wirgoplast vom VEB Jenapharm

- Wisent: Jeansmarke aus dem VEB Bekleidungswerke Templin
- Wittol: Reinigungsmittel aus dem VEB Wittol Lutherstadt Wittenberg
- Wiwena: Möbelmarke des VEB Möbelkombinat Wittenberg-Weißenfels-Naumburg
- WM 66: teilautomatische Waschmaschine (VEB Waschgerätewerk Schwarzenberg)
- WMW: Werkzeugmaschinen aus der VVB Werkzeugmaschinen und Werkzeuge
- Wofacutan: reizlose Flüssigseife des VEB Farbenfabrik Wolfen aus Wolfen
- Wofagan: ein Gerbstoff des VEB Filmfabrik Wolfen
- Wofalor: Weichspüler aus Wolfen
- Wofapas: ein Medikament des VEB Filmfabrik Wolfen
- Wofasept: Desinfektionsmittel des VEB Farbenfabrik Wolfen
- Wofasteril: Desinfektionsmittel des VEB Farbenfabrik Wolfen
- WOLU: Bohner-Einwachsapparat für feste und flüssige Wachse, hergestellt durch die Firma Woldemar Lucas in Brand-Erbisdorf (Werbeslogan in Tausend Tele-Tips: „… WOLU macht ein Vergnügen draus, WOLU ist endlich da“). Die Produktion wurde offiziell 1986 auf Grund des gegen 0 sinkenden Bedarfs (es wurde nicht mehr gebohnert) eingestellt. Die Firma stellte zusätzlich für andere Firmen wie Strahlanlagenbau Leipzig, Kamerawerk Freital, Pentagon Dresden u. a. teilweise kompliziertere Kunststoffspritzteile mit integrierten Einlegeteilen her. Nach der friedlichen Revolution fertigte die Firma Kunststoffteile für verschiedene Auftraggeber. Aus Altersgründen des Inhabers schloss die Firma 2005 ihren Betrieb.
- Wofatit: ein Ionenaustauscher des VEB Filmfabrik Wolfen
- Wofatox: ein Schädlingsbekämpfungsmittel des VEB Chemiekombinat Bitterfeld mit dem Wirkstoff Parathion-methyl.

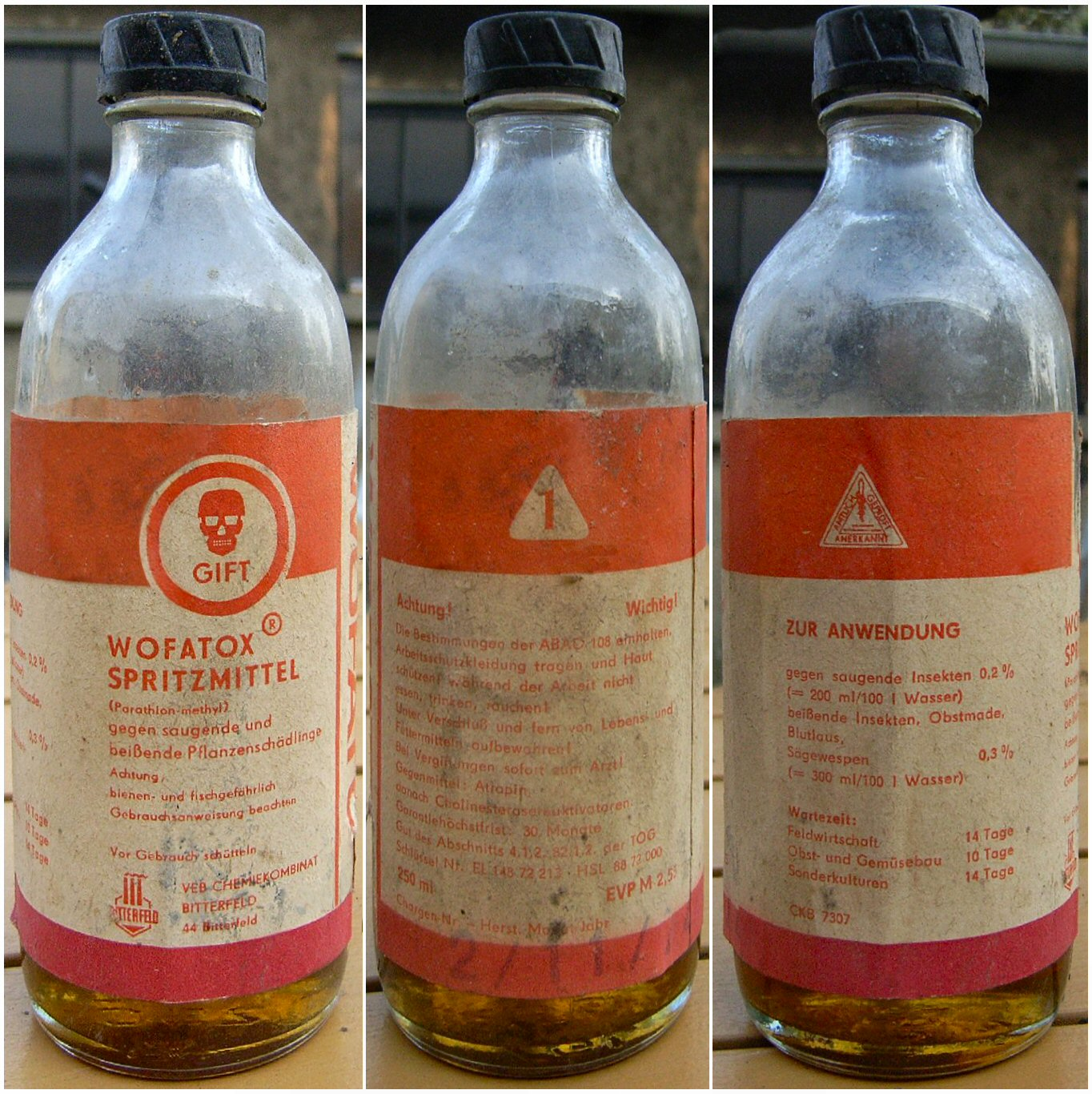
Wofatox

- WOK (Waschen ohne Kochen): ein Waschmittel aus dem VEB Waschmittelwerk Genthin.
- Wolcrylon: eine synthetische Faser, ab ca. 1954[82]
- Wolpryla (gelegentlich auch Wollpryla): vollsynthetische Faser (wollähnliche Eigenschaften), ähnelt Dralon
- WSA 2: ein werkzeugmaschinenspezifischer Antrieb (WSA) aus dem VEB Numerik Karl-Marx-Stadt, ausgezeichnet mit einer Ehrenurkunde des Leipziger Messeamtes und des Ministeriums für Elektrotechnik/Elektronik der DDR im Jahre 1980
- Würzfleisch: „Ragoût-Fin“-artige Vorspeise; war (und ist) nach abgewandelten Rezept mit Schweinefleisch oder Huhn in vielen Gaststätten erhältlich
- Wurzelpeter: Kräuterlikör
- Wurzener: Reis, Linsen, Backwaren, Kekse
- Wusil: Pfefferminzbonbon der Fa. Erich Wutzig, Sitzendorf (Thüringen)

## Y
- YMP-5: Manikür- und Pedikürgerät
- Ypton 22: Fahrtenyacht aus dem VEB Yachtwerft Berlin
- Yvette Intim: Intimpflegeprodukte für die Frau, hergestellt ab 1969 im VEB Berlin-Kosmetik. Die Flasche mit 100 ml Inhalt kostete 2,50 Mark, die mit 50 ml 1,95 M im Jahr 1971.

## Z

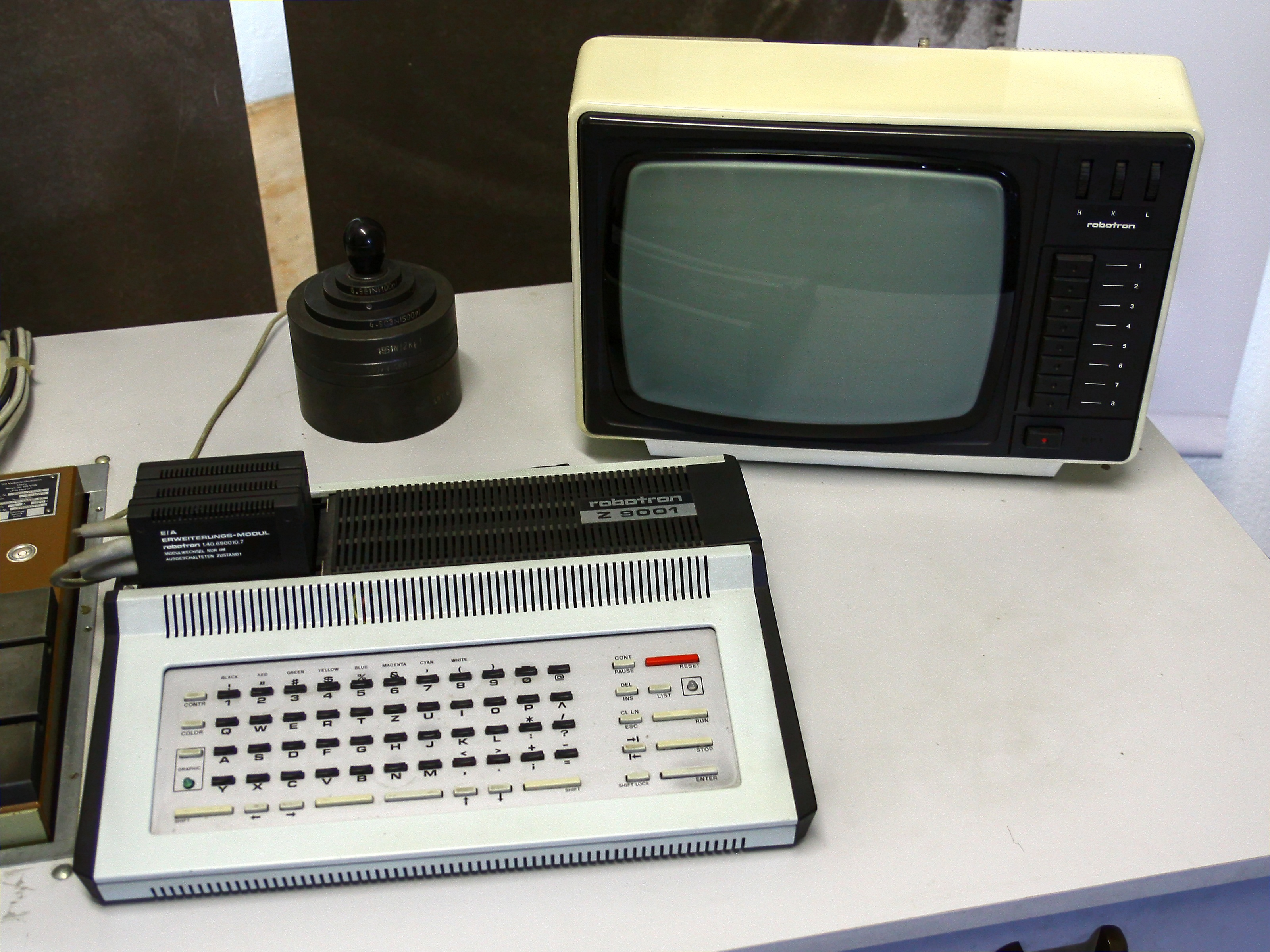
Heimcomputer Robotron Z 9001 vom VEB Kombinat Robotron von 1983/1984

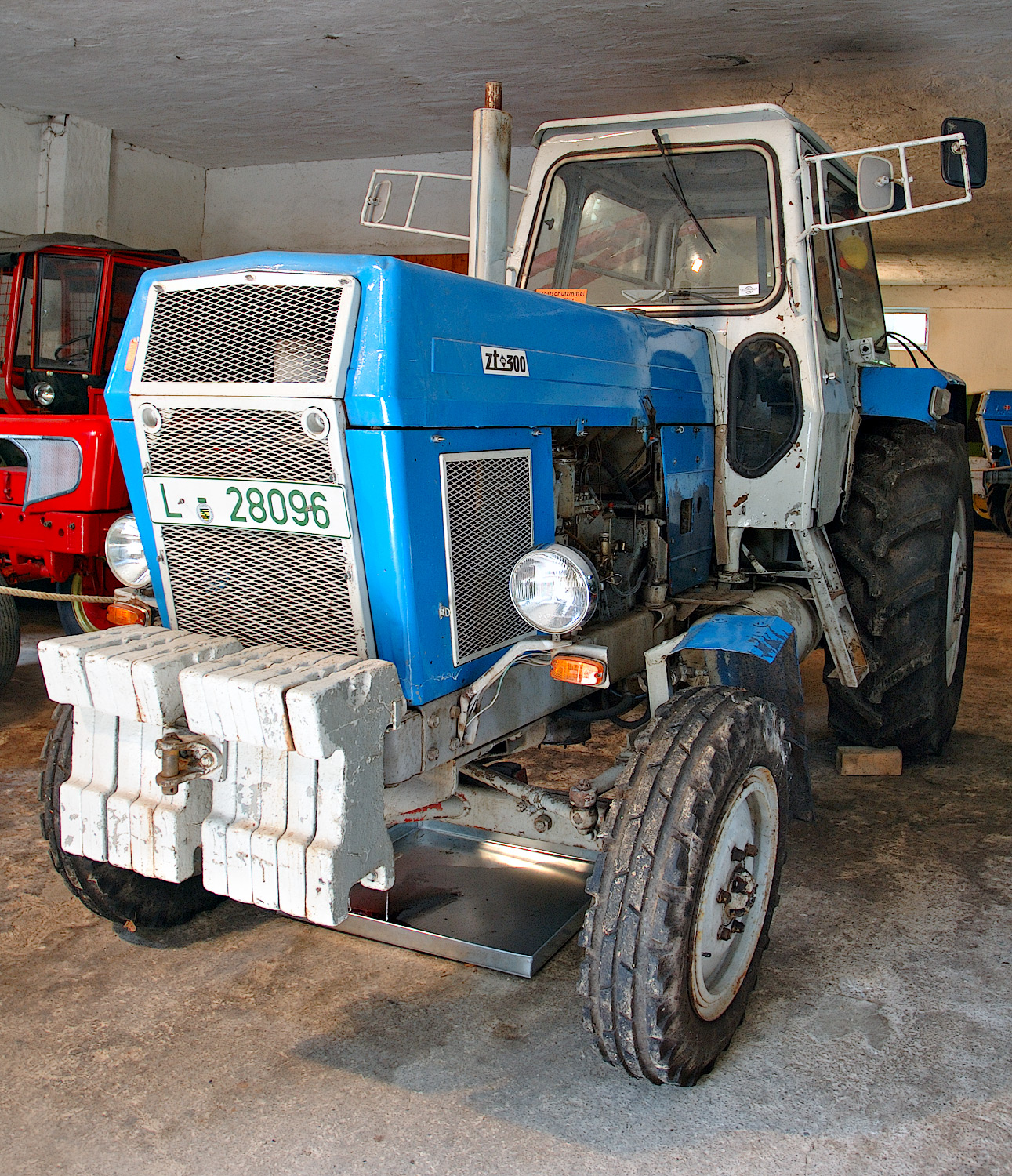
Traktor ZT 300

- Z1013: Kleincomputer als Bausatz vom VEB Robotron Sömmerda
- Z9001-OS: Betriebssystem, das 1984 für die Kleincomputer Z 9001, KC 85/1, KC 87 erschien
- Zahnaer: Liköre aus Zahna vom VEB Likörfabrik Zahna
- Zahnaer Feuerzangenbowle: aus dem VEB Likörfabrik Zahna
- Zeibina: Leiterplatten-Steckverbinder
- Zekiwa: Kinderwagen aus dem VEB Kombinat Kinderfahrzeuge Zekiwa Zeitz ab 1970; bis 1976 gehörten zu dem Kombinat elf private und staatliche Betriebe für Kinderwagen
- Zet: Orangensaftgetränk (0,25-Liter-Flaschen)
- Zetti: Süßwaren vom VEB Zetti Schokoladen und Zuckerwaren Zeitz
- Zick-Zack-Automatic: eine elektrische Haushaltsnähmaschine aus dem VEB Nähmaschinenwerk „Veritas“ Wittenberge
- Zinsser Allsat: Knoblauch-Perlen ohne Knoblauchgeruch und Koblauchgeschmack von der Firma Zinsser & Co. Leipzig
- Ziphona: Plattenspieler und Stereogeräte-Marke von Zittauer Phonotechnik. Die bekanntesten Gerätenamen bzw. -serien waren z. B. Türkis und Belcanto, aber auch HST (Heimstereotuner) oder HSV (Heimstereoverstärker). Herstellerbezeichnungen waren wechselnd VEB Funkwerk Zittau-Olbersdorf und VEB Phonotechnik Pirna[83]
- Zit-Eishampoo: ein Haarwaschmittel aus dem VEB Zitza Werk Zeitz
- Zitza/Zit: Kinder-Haarwäsche (ohne Tränen!) und andere Haarpflegeprodukte sowie weitere Drogerie- und Parfumerieartikel aus Zeitz wurden unter den eingetragenen Wort- und Bild-Marken „Zitza“ und „Zit“ verkauft
- Zückli: ein synthetischer Süßstoff, entwickelt von der VVB Pharmazeutische Industrie und dem VEB Kombinat Arzneimittelwerk Dresden ab 1976. In flüssiger Form hieß das Produkt „Zückli-sol“.
- ZRA 1: einer der ersten Großrechner der DDR, von Zeiss Rechen-Automat
- ZT 300: ZugTraktor, hergestellt im VEB Traktorenwerk Schönebeck (Elbe), einem Betrieb des VEB Kombinat Fortschritt Landmaschinen
- ZT 303 Allradvariante des ZT 300 unter Verwendung der Vorderachse des IFA W 50 LA
- ZT 305 Hangtraktor mit Doppelrädern an der Hinterachse und hydraulisch gebremste Vorderachse
- ZT 307, Traktor wie ZT 300 mit 6 Zylinder Dieselmotor (6 VD 14,5/12 SRW) mit 140 PS
- ZT 320 Traktor, Nachfolgemodell des ZT 300
- ZT 323, Traktor Allradvariante des ZT 320
- ZW 1103, 2 Zylinder Verbrennungsmotor für Stationärbetrieb, hergestellt von VEB Barkas Werke